# 仮面ライダーゼロワン
『仮面ライダーゼロワン』（かめんライダーゼロワン、欧文表記:KAMEN RIDER ZERO-ONE）は、2019年9月1日から2020年8月30日まで、テレビ朝日系列で毎週日曜9時から9時30分（JST）に全45話が放送された、東映制作の特撮テレビドラマ作品、および作中で主人公が変身するヒーローの名称。
キャッチコピーは、「令和仮面ライダー元年」「世界最強の社長はただひとり!オレだ!」。

## 概要
令和年間に入って初の仮面ライダーとなる本作品では、新時代の到来にふさわしいものとして人工知能（AI）がテーマに掲げられている。

## あらすじ
舞台はAIが実用化され、人工知能搭載型人型ロボットヒューマギアが様々な仕事で活躍する時代。ヒューマギアを開発・製造する飛電インテリジェンスの二代目社長・飛電或人 / 仮面ライダーゼロワンとヒューマギアを暴走させ怪人マギアとして操るサイバーテロリスト組織滅亡迅雷.netとの闘いを描く。
滅亡迅雷.net編（第1 - 16話）
売れないお笑い芸人の或人は飛電インテリジェンスの社長秘書ヒューマギアイズに連れられていった飛電インテリジェンスの役員会議で、或人は急逝した祖父飛電是之助からの遺書で二代目社長に任命されるが一度は就任を断る。しかし、遊園地でマギアが人々を襲うのを目撃した或人はゼロワンに変身しマギアを撃破、二代目社長への就任を受け入れる。
一方で、ヒューマギア暴走事件を捜査する対人工知能特務機関A.I.M.S.。その隊長の不破諫 / 仮面ライダーバルカンは12年前のヒューマギア暴走事件デイブレイクを機にヒューマギアを殺人マシンとして憎悪しており、技術顧問の刃唯阿 / 仮面ライダーバルキリーは、出向元のZAIAエンタープライズジャパンの代表取締役社長天津垓からの指令を受け、飛電を陥れることを任務として行動する。
戦いの中で、シンギュラリティに到達したヒューマギアをマギア化させていたのが滅亡迅雷.netであり、行動係の迅 / 仮面ライダー迅、司令塔の滅 / 仮面ライダー滅の2体のヒューマギアで構成されていること、その目的が人類滅亡とアークと呼ばれる人工衛星の復活であることが明らかとなる。
滅亡迅雷.netは暗殺特化型として作り出した暗殺ヒューマギア / ドードーマギアに暗殺技術をラーニングさせるが、暗殺ヒューマギアは自己成長を遂げたことで滅亡迅雷.netから離反し、イズの兄のワズ・ナゾートクの犠牲を経て完成させた新型プログライズキーでシャイニングホッパーに変身したゼロワンに撃破される。さらに、通信衛星ゼアの管理を行っていた旧世代型の宇宙飛行士型ヒューマギア宇宙野郎雷電が滅亡迅雷.netのスパイと判明。雷電は仮面ライダー雷に変身して、ゼロワンとバルカンを圧倒する。迅は彼らからプログライズキーを奪い、受け取った雷はゼアを利用してアークの再起動に成功し、アークは新たなキーを作成する。しかし、そのキーを諫が奪取し、変身したバルカンの強化形態アサルトウルフに雷は撃破される。
A.I.M.S.は滅亡迅雷.netの殲滅作戦を実行し、滅を機能停止に追い込むも、迅が大量のマギアを従え総攻撃を開始する。或人はシャイニングアサルトホッパーに変身し、迅を撃破。A.I.M.S.は滅亡迅雷.netの撲滅を発表するが、再び暴走したマギアが現れ、記者会見を開いた飛電インテリジェンスは糾弾される。その記者会見場に現れた垓は、飛電インテリジェンスのTOBを発表する。

ZAIA”お仕事勝負”編（第17話 - 29話）
垓は或人に対し、飛電のヒューマギアと、ZAIAの次世代インターフェースザイアスペックを着用した人間のお仕事5番勝負に飛電が勝利すれば、買収を取り下げると提案する。或人がその提案を飲んだことでZAIAとのお仕事5番勝負が始まるも、対決中に飛電インテリジェンスの代表ヒューマギアがアークと接続してアークマギアとなって暴走したり、ZAIAの代表者がレイダーに変身するが、垓は仮面ライダーサウザーに変身し、これらを撃破。ゼロワンやバルカンをも圧倒する。
ZAIAに2連敗を喫した或人は3戦目の裁判対決に臨み、飛電はようやく1勝を掴む。しかし、或人はサウザーによってメタルクラスタホッパーに強制的に変身させられ、アークの悪意によって暴走する。バルカンの助けで何とか変身解除するも、力を制御できずにいた。だが、イズが集めたヒューマギアの善意のデータを基に開発したプログライズホッパーブレードによって悪意を克服し、自らの意思で制御できるようになる。そのころ、唯阿によって再起動され、A.I.M.S.の基地に拘束されていた滅が脱走する。
脱走した滅を追う或人たちは、デイブレイクタウンへと向かうが、復活した迅が変身した仮面ライダー迅 バーニングファルコンに足止めされてしまい、滅は再びアークと接続する。しかし、滅に対して迅は人類滅亡には加担しないことを告げ、4戦目の消防士対決の際にサウザーから滅のキーを回収すると、滅亡迅雷.netを離脱する。勝負は飛電が勝利を収め、最終戦は人間とヒューマギアが豊かに暮らせるヒューマギア自治都市建設のためのデイブレイクタウン再建構想を巡る住民投票において行われる演説に決定する。
最終戦の演説対決は、最初は若者の心を掴む飛電と、ヒューマギアの危険性を訴えるZAIAで互角だったが、垓は飛電代表のヒューマギアを暴走させ、唯阿が変身したファイティングジャッカルレイダーがそれを撃破する場面を民衆に見せることにより、ZAIAの技術力を誇示すると共にヒューマギアの危険性を再び訴えることでZAIA側に支持が集中する。或人は街頭でヒューマギアとの未来を訴えるも圧倒的な票差で否決され、飛電インテリジェンスはZAIAの子会社となり、会社を去った或人に代わり垓が社長に就任する。一方、諫は垓から自身と唯阿の脳内に人工知能搭載チップが埋められていたことを明かされ、さらに迅からは滅を助けたのが諫自身であることを告げられる。それを諫は否定するが、垓から滅亡迅雷.netの亡が脳内のチップに存在することを知らされる。垓の指示によりイズやゼロワンを狙う諫だったが、亡の思考から解放され、自分の夢を見つけるために戦うことを宣言。仮面ライダーランペイジバルカンに変身し、ジャッカルレイダーやサウザーを撃破する。

飛電製作所編（第30話 - 第35話）
飛電の新社長となった垓はヒューマギアの強制停止と一斉リコールを開始すると発表。ZAIAの指揮下となり、唯阿が隊長となった新生A.I.M.S.を利用してヒューマギアの廃棄を始める。或人は不法投棄されたヒューマギアの回収を行っていたが、迅と接触してZAIA打倒のために手を組むことを提案する。迅はイズを飛電のラボから救出するが、それを追って垓やA.I.M.S.が現れる。変身できない或人は生身でサウザーに立ち向かうが、シンギュラリティに達したイズが新たに飛電製作所を設立。その社長に就任させることで、或人に再びゼロワンの力を与える。一方、諫はA.I.M.S.から離脱し、唯阿を垓の元から救うために飛電製作所の警備担当となる。諫との戦いの中で、自身の立場に苦悩し続けていた唯阿だったが、技術を悪用して諫の記憶を改竄した垓に怒りを露にして反逆し、ZAIAを去る。
そんな中、ヒューマギアのネットワークとして滅亡迅雷.netが必要であると主張する滅は、迅と共に滅亡迅雷.net復活のために動き出す。ヒューマギアの夢を尊重する或人の言葉に心を動かされ、自分を道具と蔑んでいた垓に反旗を翻した亡を唯阿の手を借りる形で復活させ、さらには或人から雷のヒューマギアプログライズキーを奪い、そのデータを基に雷を復元。滅亡迅雷.netが再集結する。

アーク編（第36話 - 第40話）
再集結した滅亡迅雷.netの前に、液体金属となったアークの本体が出現した。人類滅亡を実現させるべく、アークは滅の身体を乗っ取り仮面ライダーアークゼロに変身。唯阿と迅も応戦するが、アークゼロの圧倒的なパワーに押され、重傷を負った唯阿は或人と諫に、アークを破壊するため迅と手を組んだことを打ち明ける。結果的に想像を遥かに超える力を持つアークを復活させたことに加担してしまったことを後悔する唯阿に、諫は自身の悩み相談の相手として博士ボットが開発した小型AIアイちゃんを渡す。一方、アークは滅だけではなく、迅にも憑依し、或人たちと対峙する。そんな中、福添は垓の非人道的な経営方針に痺れを切らし、垓を解任させるため、飛電製作所を訪ねる。或人はアークの力に怯えていたが、福添の「ヒューマギアの可能性を信じる」という言葉で奮起し、アークに立ち向かう決意を固める。
だが、垓は福添たちが集めた証拠をすべて消去して社長解任を免れようと画策し、社長の座に拘るが、アイちゃんとの会話で、子供時代の心の支えだった飛電インテリジェンスが開発したAI搭載犬型ロボットさうざーのことを思い出すと、ゼアによって新たなさうざーが構築され、彼の頑なな心が徐々に解けていった。一方、アークは唯一予測できない存在である衛星ゼアを滅ぼそうと目論んで、宇宙開発センターを襲い、或人がゼロワンに変身して交戦するも、窮地に陥る。間一髪のところでサウザーが現れて共闘する。心を改めた垓は、これまでの自身の身勝手な振る舞いを或人たちに謝罪する。ゼアからゼロワンがこれ以上強化できないことを伝えられた或人は自らの手で新しい仮面ライダーを作ろうと着手する。そこに現れた「宇宙野郎雷電の心を取り戻した」と語る雷が、ゼアを守るため或人をデイブレイクタウンに案内するが、それはアークの罠であり、或人から強奪したゼロワンドライバーを使って衛星ゼアに接続し支配してしまう。
だが、ゼアはイズと一体化しており、イズに或人の最期の何十億通りものシミュレーションを繰り返させることでイズに新たな感情を芽生えさせることでゼアを再起動させ、アークゼロの予測を超える結論としてゼロツードライバーとゼロツープログライズキーを出現させる。或人はゼロツードライバーとゼロツープログライズキーで仮面ライダーゼロツーに変身すると、アークを撃破するが、そこに現れた滅が「衛星が存在する限り、アークが滅びることはない」と告げる。

最終章（第41話 - 第45話）
アークが都市を無差別に破壊したため、垓は飛電インテリジェンスの社長の座を或人に返上し、再起動したヒューマギアたちと共に救助活動にあたる。そんな中、アークが自らの思惑に反するヒューマギアを滅ぼそうと動き出すが、或人によって自らの意志を取り戻した滅は或人と協力してアークを撃破。アークはすべてのヒューマギアを初期化しようと目論むが、宇宙野郎昴とアークに反旗を翻した雷によって衛星ゼアの本体ごと破壊される。アークとの戦いの勝利に喜ぶ或人だが、滅は「人間に悪意がある限りいつかまたアークは生まれるかもしれない。人類が存在する限り我らヒューマギアに安息はない」と語り、改めて自らの夢である人類滅亡を宣言する。
滅が謎の仮面ライダーに変身して或人を葬り、自分に似たヒューマギアのアズが「大いなる悪意が生まれた時、アーク様は再びよみがえる」と告げる夢を見たイズは、滅がヒューマギアにしか聞こえない通信で人類滅亡の聖戦を呼びかけるのを聞く。イズは悪夢が現実になるのではないかと恐れ、或人に何も知らせず、滅の元に向かう。イズは「私は信じます。あなたの心を」と滅に語りかけるが、「心など俺には存在しない」と否定する滅に攻撃され、爆散してしまう。その後、滅は人類滅亡に向けて人間への攻撃を続け、それに諫と唯阿が応戦し、迅は争いを止めるよう呼びかけていた。そこにイズの悪夢に出てきた謎のライダー仮面ライダーアークワンが現れるが、その正体は、アズからアークワンプログライズキーとアークドライバー ワンを渡された或人だった。
垓に代わってZAIAの新社長となった与多垣ウィリアムソンが、諫と唯阿に或人を潰すよう命じるが、二人は或人を助けるためこれを拒否し、垓と共にアークワンと戦うが、垓はザイアサウザンドライバーを破壊され、諫と唯阿も脳内チップのデータを消去され変身不能になる。垓がアークワンから抽出したデータを分析し、或人がイズを破壊した滅への復讐のために自らの意志でアークワンに変身していると推測した諫たちは、或人と滅の争いが人類とヒューマギアの全面的な争いに発展してしまうではないかと危惧する。一方の滅は、或人がアークの力を宿した仮面ライダーとなったことをヒューマギアたちに伝える。そして或人は滅を追い込むが、迅が滅を庇って破壊されてしまう。そこに現れたアズは滅にアークスコーピオンプログライズキーを渡す。
迅を失った悲しみと怒りの心を持った滅は、人類とヒューマギアの双方にアークそのものとなった或人を滅ぼそうと呼びかける。それによって、人間への不信感を爆発させたヒューマギアたちが各地で大規模なデモを起こしていた。これに対して与多垣は武力で制圧しようとするが、垓の尽力でZAIAから独立したA.I.M.S.の隊長に任命された唯阿の制止でデモは収まる。一方の或人は、イズを破壊された悲しみと怒りから固く心を閉ざし、夢の大切さを訴える諫と亡の言葉にも耳を貸さずに街を放浪していた。ゼアに自分は何をすれば良いのかと問いかける或人は、父である飛電其雄と対面し、ある結論を見出す。やがて、アークワンに変身した或人と、仮面ライダー滅アークスコーピオンに変身した滅が激突する。
ゼアとの交信で其雄から「本当の強さとは力が強いことじゃない。心が強いことだ」と教わっていた或人は、わざと滅の攻撃を受けることでアークドライバーを破壊させる。滅は息子である迅を破壊されたことへの怒りと悲しみを或人にぶつけるが、その原因を作ったのが或人の家族であるイズを破壊した自分自身だと気づく。或人は滅に「仮面ライダーである自分たちなら、大切なものを失った悲しみと怒りを乗り越えられる」と語り、ゼロツードライバーが復元したゼロワンドライバーで仮面ライダーゼロワンリアライジングホッパーに変身。滅の絶滅ドライバーとアークスコーピオンプログライズキーを破壊することで戦いを終結させ、ヒューマギアの暴動も収まった。
人間とヒューマギアの全面的な戦争を回避した或人たちは、人間とヒューマギアの共存に向けて新たな一歩を踏み出す。

## 登場人物
飛電インテリジェンス / 対人工知能特務機関A.I.M.S. / ZAIAエンタープライズジャパン / 滅亡迅雷.net

### 飛電インテリジェンス
読みは「ヒデンインテリジェンス」。正式社名は「株式会社飛電インテリジェンス」。本社の住所は「東京都東品川エリア来図3-22-1」。インターネット関連事業を基本とし、AIの開発やロボティクス事業、AIロボの派遣業や最先端技術の開発・製造などあらゆる分野を手がける日本最大手のAI企業。
人々をサポートする医療用のAIを研究し、AIの実用化にこぎつけ、1984年ごろに人々の生活にAIを役立てるための第一歩としてAI搭載の犬型ロボット「ONLY ONE!」を発売。その後、多くの試作を経てAI搭載の人型ロボット・ヒューマギアを2000年代初頭に完成させる。だが、人間社会へヒューマギアを送り出すための多くの実験を必要としていたため、2007年にヒューマギア運用実験都市計画を政府機関と協力して推進したことで、その功績によって2016年にヒューマギアの実用化が認められた。
お仕事5番勝負でZAIAに敗北したため買収され、ZAIAの子会社となったが、激化するアークの破壊活動から街を守るため、再び或人が社長に復帰した。
- 「飛電」は四字熟語の「紫電一閃」をもじったものである[17]。
- 社屋の外観はCGで描写されている[18]。人を表したα棟とAIを表したβ棟を橋で渡し、手を繋いでいる、人とAIの共存を表したデザインとなっている[19]。

飛電 或人（） / 仮面ライダーゼロワン
本作品の主人公。N.E.1997年5月1日生まれの22歳。身長176センチメートル、体重62キログラム、血液型O型。朝が弱いため、遅刻の常習犯でもある。其雄の笑顔が見たいという願いを夢に人々を笑顔にするため自称爆笑ピン芸人のアルトとして活動していたが、お笑いのセンスが全くないため全然売れず、営業先の遊園地くすくすドリームランドの支配人である根津光国から解雇を宣告されてしまう。
その後、是之助が亡くなったことを受け、イズによって遺言の公開に立ち会うために飛電インテリジェンスへと連れて来られ、彼の遺言状から飛電インテリジェンスの2代目代表取締役社長に指名されるが1度はこれを断り、くすくすドリームランドに戻った。だが、ヒューマギアの腹筋崩壊太郎が迅によってベローサマギアとなったことから、それを止めるためにイズから飛電ゼロワンドライバーを受け取り、仮面ライダーゼロワンに変身し、マギアを倒したことで根津を始めとして多くの人々が笑顔になったことから、ゼロワンとして戦うことが夢を叶える手段の一つだと理解し、社長に就任することを決意する。
12年前のデイブレイクに巻き込まれた際、ヒューマギアである其雄に命を救われたことでヒューマギアは人類の夢であり、大切な家族と考えており、イズたちにも分け隔てなく接している。「夢を持って前に進めばきっと笑える未来が訪れる」という生き方を信条にしているため、諫やヒューマギアに大きな影響を与えている。また、夢をないがしろにする者に対しては、時に激しい怒りを見せることがある。マスコミに対しての記者会見で社長への就任と一連のヒューマギアによる暴走事件が事実であることを認めた上で、事件の黒幕が滅亡迅雷.netであることを公表する。
或人がゼロワンの正体であることを知っているのは当初はイズと、自身の初変身時に居合わせた根津光国だけであり、A.I.M.S.にはゼロワンの詳細すら知られていなかったため、当初はゼロワン（或人）を暴走したヒューマギアと判断した諫と唯阿に銃撃されていたが、事実を隠蔽することはしない意思を証明するため、自ら諫の前で変身し、正体を明かした。また、福添や山下の前でも変身するようになり、ゼロワンであることが社員にも伝わることになる。後にゼロワンとして戦っていたことが自身の社長解任を巡る解任動議で社員たちの心をつかむことにつながった。
ZAIAとのお仕事5番勝負の最終戦の演説対決に敗北したために飛電インテリジェンスを買収され、自身も社長の座から降りることになり、ゼロワンへの変身が不可能になってしまうが、新たに設立した飛電製作所の社長に就任することで再びゼロワンに変身した。
アークに対抗するべく、仮面ライダーゼロツーを衛星ゼアと同化したイズの協力で完成させるが、アークゼロによって飛電製作所を破壊されてしまう。その後、飛電インテリジェンスの社長を辞任した垓から後任として指名される形で同社の社長に復帰する。
第42話でイズが滅に破壊された悲しみと怒りが大いなる悪意に転じたと判断したアズから渡されたアークワンプログライズキーとアークドライバー ワンで仮面ライダーアークワンとなる。その後はイズを破壊した滅への復讐に執着するが、彼を庇った迅を破壊してしまったことに激しく動揺する。その後、ゼアの中での其雄と再会した後、滅と対決し、ゼロワンリアライジングホッパーに変身して滅を倒す。
- 名前は「或る人」をもじったもので、「a man」という意味で聖人君子ではなく、ただの人が主人公であることで、必ずしも主人公が正義を謳うだけのヒーローではなく、どこにでもいる人間として描きたいという想いを込めている。
- シリアスでダークになりそうな人工知能をテーマとした日曜の朝の作品で、人間とアンドロイドとの対比を描く中で、感情を持たない機械であるAIロボの対極として、その感情の一つである「笑い」を表現する明るさとポジティブを担保する感情豊かなお笑い芸人で、ストレートに感情を描けるキャラであり、人類の生活をAIが豊かにすると信じる側として設定された。企画段階では、AIに仕事を奪われた売れないお笑い芸人のフリーターが職を転々としてバイト先にいる悪いAI搭載アンドロイドが暴走したため変身して倒すという設定であった。しかし人間が悪いからAIが悪いということとなったため、AIと分かり合う主人公のほうが現代的ということとなり、シリーズ全体を通しての主人公のアイデンティティが求められフリーターとは立場の違う、人工知能搭載人型ロボットを開発した企業の「社長」という要素が加えられた。その後はヒューマギアに育てられた設定のためお笑い芸人という設定が外されそうになったが、東映プロデューサーの大森敬仁のこだわりで両方の設定が取り入れられて元お笑い芸人ということとなり、後のインタビューでも物語の根幹に関わる職業ではなく、ディープでダークな作品に寄ってしまうAIを扱った話の作品で、「お笑い芸人」という或人のキャラクター性は番組を明るくするギミックになったと語っている。実際に社会にAIが導入されている世界観のため、そのような現実を踏まえて、これまで敵として描かれていたAIを認め、人間との壁をなくし、ヒューマギアに育てられたキャラクターとなった。葛藤を抱える主人公は、暗くなりすぎないように空気を読まずにギャグを滑り倒すことで、明るい雰囲気を保つようにし、視聴者層のメインターゲットが子供たちであることから暗さを笑い飛ばす作業であると同時に、ゆくゆく厳しい状況に立たされたときに、お笑い芸人という設定がいい効果をもたらす期待を抱いているという。従来の仮面ライダーシリーズの主人公像からの脱却として、悪と戦うヒーローではあるが、それと同時に正義が何なのかわからずに板挟みの中にいる反骨精神に溢れたキャラクターが多かった時代から解放させ、少し気楽な気持ちで新たな世代が見られるようにするため、或人はただ抗うのではなく、俯瞰して状況を観られるようになり、その視点であるからこそ苦境を乗り越えられるように描いている。或人の正体については色々な憶測はあるが、人間だからこそ感情の機敏を描けるわけであり、人間ではなくヒューマギアであったとしたらそれを隠しながら物語を作るのは大変であるという。ギャグに関しては、ギャグ指導のハッピー遠藤がいるが、そのギャグについて指導をするだけであり、脚本にする段階でギャグを書こうとするとどうしてもダジャレになってしまうという。
- 高橋は、或人を演じるにあたりテンションの強弱とセリフの抑揚を自然に融合させることや、要所要所で変顔を入れることなどを意識しており、或人と同様に人々を笑わせたいという気持ちを重視している。また、「守るべきところは守る」という或人の社長像を見せつつ、或人のギャグの信念として叫び芸を貫き通しているため、テンションの高いピン芸人としてサンシャイン池崎も参考にしている。迅との戦いの際には、子供同士のチャンバラごっこを意識しており、「くまちゃん」と言いながらプログライズキーを差したり、「おりゃー！」と言いながらやっている。ゼロワンになってからのイズとの芝居では顔が出ていないため少し声を高くしてオーバー気味に演じている。
- 高橋は、オーディションの中で唯一ギャグを面白い意味ではなく、お笑い芸人のキャラクターとしての或人を表現する計算をして何回も変えてやっていたため、全会一致で選ばれたという。

イズ
本作品のヒロインのうちの一人。秘書型AIアシスタントで、飛電インテリジェンスの社長秘書を務めるヒューマギア。身長163センチメートル。ゼロワン計画の中枢を担う存在として製作され、自身が記録した戦闘データを基にゼアの協力を得て新たなキーを構築するなど、ゼロワンの戦闘をサポートする。当初はやや無感情の性格のため融通が利かず、或人のギャグの詳細について説明するため、彼からはそれを嫌がられている。しかし、或人との関わりの中で彼の考え方をラーニングしたことで個性的な性格となって人間性を身に付けていき、気に障った言動に対して舌打ちしたり、諫の理解不能な言動に対して挑発する一方で或人のギャグに一緒にノったり、自作のギャグを披露したりもしており、後者では或人に「どんどん俺色に染まってく」と嘆かれている。或人にアイテムを渡しに行く際には高速で動く。ワズ・ナゾートクという旧世代型の探偵ヒューマギアで、是之助が製作した自身のプロトタイプが登場している。
滅がバルカンに討伐された際、ゼロワンに嬉々として報告したことで逆上した迅が腕から伸ばした触手に貫かれたことで、一度機能停止にまで追い込まれたが、ザットにより無事修理された。
メタルクラスタホッパーの制御を可能とするために或人に助けられた全国のヒューマギアに声をかけ、プログライズホッパーブレードの開発を行った。
或人の退任後、垓によって機能を強制停止させられた状態となっていたが迅により救出され、ヒューマギアプログライズキーのデータで再起動し、ゼアが再び或人をゼロワンと認めたため、飛電製作所を設立した後、シンギュラリティに達し、自らの意思で再び或人の社長秘書になった。
アークによってゼアが乗っ取られた後は、ゼアと同化しアークに対抗する手段を構築して仮面ライダーゼロツーを完成させた。しかし、ヒューマギアの蜂起を促す滅の説得に当たるも、その彼が放ったアタッシュアローの攻撃を受けて半壊し、或人にヒューマギアの未来を託して爆発四散した。
後述の理由から復元は出来ないため、或人たちはイズの姿を模した新たな社長秘書ヒューマギアの個体を残存したデータから二代目として起動させ、イズに近づけさせるため、1からラーニングさせていくこととなった。後に『REAL×TIME』で過去のイズと遭遇し、記憶を引き継ぐこととなった。
- テーマがAIのため、AIのキャラをレギュラーとして一人入れることでどういう着地点を迎えるかという意味合いで置き、主人公が社長になったため、ステレオタイプの感じの秘書としてと、ヒロインとしての役割として或人の側に置くこととなった。戦いの現場にヒーローとヒロインのペアで向かうという形をやりたかったため、女性型となり、男性やシェスタのように引いたポジションにする案もあったが、魅力的なアンドロイドを鶴嶋が演じたため、現在のようなイズになったという。第42話での退場は元々は予定にはなかったが、三条が書いた脚本でデータを残していないという設定が出たため、或人が闇堕ちするという展開の逆算から、滅と戦う怒りのきっかけの選択肢の中で最も成り得るものとして滅に倒されて爆発する「イズの死」というものとなり、滅においても動揺や後悔などその後の滅の心の動きとして最もかけ離れたように見える感情を産み出すための展開として、或人が悪意を持って滅と対決するシチュエーションならば、人類とAIとの戦いの結末を描けると判断されたものである。最終回で同型のヒューマギアが登場した展開については、本作品のテーマがラーニングであることを見せ、冬の劇場版でどうなるかという引きになるため、プロデューサーの大森は正解であったと述べている。
- 衣装に緑色が入っているため、合成による撮影の際にはホワイトバックを使用している。また、唯阿との違いを出すため、シャープなショートボブにし、眉毛を動かさない話し方や声、立ち姿や赤いリップ、前髪パッツンや上下パッチリのまつ毛は鶴嶋本人が決め、ベースメイクやウィッグは第1話のころから少しずつ変えているといい、当初は白だったネイルも黒に変更している。瞳の光彩はコンタクトレンズによる表現のほかに、編集で着色しているものもある。
- 演じる鶴嶋乃愛は、人間らしさが出る仕草を制限し、普段の声よりも淡々と高い声で喋ることで、他の登場人物との違いを出している。イズがすべてのヒューマギアの基準、軸になるキャラであるため、ブレずにキャラクターをしっかりと立たせた基本の型となった。そのため、初期のイズはゼロ状態で、誰もが想像するザ・AIという感じを意識している。第42話での退場のシーンは監督の杉原から「母親が描かれていない或人は、母親に当たる部分をイズに見ていた」と言われたことから、死に対しての恐怖を考えていないヒューマギアとして、或人との別れを惜しむのではなく、或人なら夢を絶対に叶えられるはずと信じてやまない秘書の仕事を全うする気持ちで、秘書らしいポーズをして少しだけ微笑んだ優しい笑顔で終わらせることとなった。エピローグに登場した新たなイズは、アズを演じた期間があったため、感情移入し過ぎずに演じることができたという。
- ゼロワンと戦闘中にいる際に、相棒として動きを付けられるときには、ゼロワンと一緒にポーズをするなどなるべく動かすようにしている。第12話のスライディングのシーンは、スーツアクターが別に撮影した映像を編集で繋いでいる。

アズ
特別編『プレジデント・スペシャル』に声のみ登場したもう一人のイズ。敬語が使い慣れておらず、アーク以外には翻弄する言動をするなど不審な点が多かった。
ゼロワンに関するデータを消滅したと騙って、或人にこれまでの経緯を話させるが、パート2終盤にて、その正体がゼロワン（或人）についてのバトルデータをラーニングするために、人工衛星アークがイズの容姿に似せて送り込んだアークの使者にして専属秘書を自称するヒューマギアであると判明した。
テレビシリーズには第35.5話から登場し、滅亡迅雷.netの4体のシンギュラリティデータを収集してアークに渡した。その後第42話で再登場し、イズに滅がアークワンになるシミュレーションを見せ、彼に破壊されるよう仕向けたうえで、イズを失った或人をアークワンにし、或人によって迅を失った滅をアークスコーピオンにして、彼らを新たなアークに仕立て上げようとし、互いの悪意を増大させることで人間とヒューマギア双方に対決を煽らせ、悪意の連鎖によって無数のアークを生み出し、世界を滅亡させようと企む。だが、二人が悪意を乗り越えたことで企みが失敗したため、エスに接近して仮面ライダーエデンを生み出す。
ファイナルステージではアークゼロワンプログライズキーと飛電ゼロワンドライバーを使って仮面ライダーアークゼロワンに変身した。
- オープニングでの髪の長いイズは、演出を担当した杉原輝昭のアドリブによるもので、ゼアに対するイズのように、アークに対する悪の秘書もいるのではと登場したものであり、メインライターの高橋悠也は番組序盤のインタビューで今後の展開に取り入れていきたいと述べている。当初はコロナがなければもう少し計算を持って終盤に登場させる予定だったが、緊急で制作することとなった総集編で、普通に既にやっている画の総集編をやっても視聴者の注目を引かないため、気を引かせるために、善意側のイズに対してアーク寄りの狂言回しのようなポジションのキャラクターとして、実際にアズが創作されてそこでお披露目し、円滑に話を進めるため第35.5話からもう一度登場させるものとなった。イズの悪の部分のイメージをまとうものであり、或人の「悪意」を引き出すという展開は、誰の心にも「悪意」があるという比喩になったため、無理なく出せるものとなった。初登場となった第35.5話で、ソーシャルディスタンスを考慮して、1対1の会話で常に済むように、順次インタビューする形式で構成された形で生まれたのがアズである。オープニングの髪の長いイズは鶴嶋の地毛である。第35.5話は特別編のため、同話のみの存在と想定していたため、当初は別のヘアメイクと衣装も考えられたが、準備の時間がなかったため、アークカラーの赤いメッシュにするのみとなった。ネイルの色もイズの緑と黒に対して、赤と黒となっている。
- 『プレジデント・スペシャル』の台本では「アズ」という名前ではなく、「赤イズ」という名前だった。
- アズを演じる鶴嶋は当初は滅のように暗い感じの低い声で演じていたが、プロデューサーの大森の提案で、いたずらっ子や本当に悪い子、小悪魔のような人を小バカにしている少しムカつく感じを出すため高い声で演じている。イズの場合は表情の作り方を抑えるところがあったが、アズではより人間っぽくするため、やりたい放題やったという。鶴嶋はAIではなく、実態がないARなのかもしれないという話は聞いたというが、出自や過去に関しては何も知らないという。

福添 准（）
飛電インテリジェンスの取締役副社長。野心家であり、是之助の逝去に伴って自身が2代目社長を狙っていたが、是之助の遺言から或人が2代目社長に指名されたことを知り愕然とする。
或人が2代目社長に就任後も、その座を諦めておらず、虎視眈々と彼の失墜を望んでいるが、「成功すれば社の利益になり、失敗すれば社長を追い落とす口実になる」という理由で或人の行動を妨害しないこともある。
ヒューマギアの暴走に対する社への不信感からの世論への責任を或人に負わせて解任を目論み解任動議を開くも、ゼロワンとして戦ってきた或人の功績が株主たちの心をつかみ失敗。或人のゼロワンとしての働きに一定の理解を示しつつも、油断しているとその座を狙う旨を宣言している。
飛電インテリジェンスに対する思いは熱く、ZAIAに飛電インテリジェンスが買収された際にも会社を去る或人に対し、是之助から預かった会社を最後まで見届ける責任があるためしがみついてでも会社に残ると告げ、引き続き副社長の座に残った。
或人に代わって飛電インテリジェンスの社長となった垓が、ザイアスペックの暴走に対する装置としてレイドライザーを飛電インテリジェンス名義で販売することについて或人から批判を受けた時には消極的な姿勢を取っていたが、垓が発売日にザイアスペックをあえて暴走させようとした際には、山下と共に飛電製作所を訪ねて垓を社長の座から引きずり下ろすため、ヒューマギアプログライズキーで復元したシェスタに、垓の汚職に関するデータを集めるよう指示した。
- 嫌な感じではあるが、愛されるキャラを意識して演じたという。

シェスタ
秘書型AIアシスタントで、飛電インテリジェンスの副社長秘書を務めるヒューマギア。福添からの信頼も厚いほど能力は高いが、イズとは違い、柔軟性や融通性を学習しておらず、常に内部で数十から数百件の案件を処理しており、リソースを業務に割り振っていることから、乏しい感情表現しかできないため、無表情のままで笑うなどほとんど表情を変えることはなく、あくまでも職務に忠実であるが、或人に福添の秘書であると告げたり、イズと競い合うなど、確固とした個性を実際は持っている。
ZAIAが飛電を乗っ取った際に機能停止するが、福添たちの願いで復元され、垓の不正調査を行った。或人が闇堕ちしたことで飛電に暴徒と化したヒューマギアたちが押しかけた際は、福添とともに土下座して頭を下げるという行動を取った。
- シェスタを演じる成田のロボットが感情がないというイメージから、淡々と表情を作らずに話したといい、人間と関わることで人間らしさを少しずつ出していったという。

山下 三造（）
飛電インテリジェンスの専務取締役で、福添の側近。
基本的に福添の腰巾着的存在として菓子折りを持ってきたり、純粋悪ではなく姑息なタイプの人間であるため、彼の意見に同調をするが、或人の解任動議の際には彼の擁護を行った。
福添と同じく飛電がZAIAに買収された後も専務の座に残った。態度をその場に合わせてよく変えるが、意外と会社思いのため、飛電が支配されたときは率先して垓の不正を暴こうとした。
- 山下を演じる佐伯は、その役名から「三下」をイメージしており、衣装合わせで、本作品の登場人物の中でメガネを掛けているのがいなかったため、メガネキャラとなった。

飛電 其雄（）
或人の父親の姿をしたヒューマギア。1997年に本当の其雄とその妻が亡くなった後、是之助によって父親型ヒューマギアとして製作され、或人を父親代わりとして育てる。或人とともに2007年に実験都市で暮らしていたが、デイブレイクの爆風から或人を庇って大破して活動を停止した。
12年前のデイブレイクではアークの暗躍を察知し、人間とヒューマギアを守る仮面ライダーを開発後、自らアークに仕込んだ自爆プログラムによって爆破させて打ち上げを阻止したことが判明したが、その際に自身のバックアップデータも消滅してしまった。
映画『仮面ライダー 令和 ザ・ファースト・ジェネレーション』にはデイブレイクで機能を停止する前の其雄が登場し、仮面ライダー1型に変身した。
- ヒューマギアはロボットという設定ではあるものの、人間らしさもあった方がいいと言われ、全体としてはロボットらしさを出し過ぎないようにするものとなったが、人間らしすぎると人間と見分けがつかなくなることから、なるべく瞬きをしないように気を付けて演じているという。
- 元々は『令和 ザ・ファースト・ジェネレーション』で描くことを前提とするキャラクターであった。其雄が仮面ライダーに変身するという設定は、企画段階で或人に社長設定が加わった際に挙がった「家庭を持つ父親ライダー」という案が元となっている。元々はテレビシリーズには第1・2話のみの出演の予定で、『仮面ライダー 令和 ザ・ファースト・ジェネレーション』の撮影後、山本の再び出演したいという意向で、再度出演することを考えていたものの、自粛の影響で余裕がない状況となったが、意味のあるシーンで登場させるものとなり、其雄が仮面ライダーの大元を作った存在であるため、終盤のタイミングで或人と話すのに最も適している人物として確かだったため、ゼアそのものの意識であり、その善性を或人が其雄のイメージとして感じ取ったものとして登場することとなった。
- 撮影で使用している衣装は、1型のデザインに合わせてマットな加工がされており、『仮面ライダー 令和 ザ・ファースト・ジェネレーション』では撮影時の明るさを変えることでダークに見えるようになっている。

飛電 是之助（）
或人の祖父で、ヒューマギアを開発・実用化し、事業を拡大した飛電インテリジェンスの創業者で、初代代表取締役社長。享年75歳。本社ビルには自身の肖像画が掲げられている。
人の生活に人工知能を役立てるためAIの開発を1980年代から推進。12年前の事件からヒューマギアが暴走する危険性を認識し、ヒューマギアを制御する力として其雄が設計した飛電ゼロワンドライバーを軸としたゼロワン計画を準備し、孫の或人を2代目社長に任命するよう遺言状を残した。また生前には垓との交流があったことも明かされている。
ゼロワンドライバーやヒューマギアの特許は全て彼が所有しており、或人にそれらは引き継がれていた。

アイちゃん
飛電製作所が初めて生み出したオリジナル人工知能の友達型AI。或人が発案し博士ボットが製作。必ずしも人型のAIに囚われる必要はないという或人の発想で手のひらサイズの小型ユニットで、人間の側にいて話を聞いてくれるだけでありながら、諫や唯阿の相談相手になり不安を解消させ、垓とさうざーが和解するきっかけも作った。

### 対人工知能特務機関A.I.M.S.
読みは「エイムズ」。A.I.M.S.はArtificial Intelligence Military Serviceの略で、内閣官房直属の政府によって設立されたヒューマギアに関する事件の捜査を専門とする特務機関。新たに施行された人工知能特別法の制定に伴い、それに則っていかなる理由においてもヒューマギアは民間人に危害を及ぼしてはならないため、危険があると判断した場合、暴走したヒューマギアの違反を取り締まる権限があり、そのヒューマギアを破壊・廃棄する資格を持ち、それに関わるサイバーテロリストや人工知能特別法に違反する者の捜査や逮捕、銃火器の使用の権限も併せ持っている。
ZAIAが創設に大きく関わっているため、ZAIAの技術によって作られたショットライザーやギーガーなどの武力を保持しているが、その実は垓が兵器ビジネスとザイアサウザンドライバーの開発のために利用されていた組織であった。その後、第30話において垓が飛電を乗っ取ったことで指令権をZAIAが買収していることが明かされ、同社直属のヒューマギアを取り締まったり、垓の警護を行う私兵組織に変貌したが、第44話にて垓の尽力でZAIAから独立して唯阿を隊長とした本来の治安維持を目的とする政府機関に再編された。
移動においては専用車を使用して現場に向かい、諫と唯阿以外の一般隊員は特殊マスクと装甲スーツで完全武装しており、専用のマシンガンを駆使する。
- 「A.I.M.S」の名称は、バルカンとバルキリーが銃を用いることから、「銃の照準を定める」という意味の「AIM」に由来し、「AI」ともかけている[17]。
- 或人の両極としてAIに対してハードな存在であり、世界観を拡張するため、AIが普及する中で管理する側として設定された[24]。当初、A.I.M.S.は警察内部の人工知能犯罪対策部という設定だった[65]。

不破 諫（） / 仮面ライダーバルカン
N.E.1992年2月8日生まれの東京都南浅草エリア出身の26歳。身長177センチメートル、体重65キログラム、血液型A型、視力は右1.6、左1.4。A.I.M.S.の実務担当で行動隊長で、仮面ライダーバルカンに変身する。口癖は「ぶっ潰す」。射撃などの戦闘能力には優れているが、唯阿の指揮を無視して発砲したり、エイムズショットライザーを無断で持ち出すなどの単独行動を起こす。
12年前のデイブレイクに巻き込まれた際に、目が赤く変色して暴走した旧型ヒューマギアの大群に襲われたことで重傷を負い、その事故原因がヒューマギアであると思い込み、それを製造し、事故原因を隠蔽した飛電インテリジェンスを「大勢の犠牲の上に成り立っている腐りきった会社」と憎悪していた。ヒューマギアを「人類の敵」や「殺人マシン」と非難しているため、ヒューマギアを人類の夢としている或人には敵意を剥き出しにしているが、デイブレイクタウンに赴いた際にデイブレイクが滅亡迅雷.netの犯行であることを知る。
特殊な笑いのツボのため、或人のギャグに世界で唯一ツボにハマる人物であり、彼が記者会見でギャグを披露した際、会場が静まり返った中ただ1人笑いを堪えていた。当初はゼロワンを暴走したヒューマギアと認識していたが、第4話で正体が或人だと知ってからは共闘するようになる。
国立医電病院での事件において、滅が仮面ライダーに変身するのを目撃した際、その姿がデイブレイクの現場でアンナが解析した映像に映った仮面ライダーと同一人物だと気づく。そして、怒りを爆発させて攻撃するも通用せず、滅の必殺技を受けて致命傷を負うが、収容先の国立医電病院の外科医ヒューマギアのDr.オミゴトにより一命を取り留め、ヒューマギアに襲われた記憶に加え、ヒューマギアに救われた記憶ができる。デイブレイクを起こしたと考えられる滅、ヒューマギアを暴走させ、人類に脅威をもたらす滅亡迅雷.netに強い怒りを抱いている。
変身用の人工知能搭載チップを脳内に極秘裏に埋め込まれており、これを迅がハッキングすることで滅を脱走する際の協力者にしていた。第29話では、滅亡迅雷.netの4人目のメンバーである亡のデータが組み込まれた脳内チップであることや、アークのテクノロジーをコントロールするために、アークを繋げる存在としてチップを利用した垓によって意識を支配されて兵器を運用するための実験体第1号であることを知るが、人間とヒューマギアの共存という夢を信じる或人の姿に感化されたことで亡の思考を完全に排除して精神支配を克服した。
第30話でZAIAの管理下に入ったA.I.M.S.を辞めたことが明かされるが、無線の傍受は可能であり、全ての元凶である垓とZAIA打倒のため、飛電製作所の警備担当（用心棒）として戦うことになる。その最中、唯阿が再び亡を覚醒させるが、亡が夢を持とうとしたことや「自分たちはZAIAの道具じゃない」という考えが一致し、2人でサウザーを撃破する。
第33話では、デイブレイクでヒューマギアに襲撃されたという記憶は、垓が諫にヒューマギアに対する憎しみを抱かせるために改竄された偽の記憶であることが判明。自分を突き動かしてきた記憶が偽りであったことに衝撃を受けアイデンティティ崩壊を起こすが、垓に反逆した唯阿に心動かされたことで克服し、これからは仮面ライダーという夢を追うと宣言し共闘してサウザーを撃破する。
第34話では滅と迅の依頼を受けた唯阿によって自身の肉体から亡が分離される。第35話では亡によりチップを埋め込まれる前の本来の生い立ちを語られるも、「普通すぎてつまらん」と唯阿に評されるほど平凡な人生だった。第36話では本来の記憶を知ったことで戸惑い、アイちゃんに相談した後、両親と弟の顔を見に行った。特に笑いのツボは父親譲りで、父親は或人と似たギャグを言うことも明らかとなった。
第43話でアークワンとなった或人によって脳内チップのデータを消去されたことで仮面ライダーへの変身能力を失い、第44話では或人が滅と戦い人間とヒューマギアの戦争が起こるのを防ぐために、亡から託されたジャパニーズウルフゼツメライズキーで仮面ライダーオルトロスバルカンに変身。ゼロツーに変身した或人と交戦しつつ夢について語りかけるが、迅を破壊してしまったショックで心を閉ざした或人には届かず、ゼツメライズキーの負荷に耐えきれなくなったエイムズショットライザーが自壊したことで強制的に変身が解けてしまった。すべての戦いが終わったあとは、仮面ライダーとして街の平和を守る道を歩む。
- 当初は、実直真面目な刑事という設定だった。だが、後述の理由から資格なしで変身することを強調するため、破天荒キャラということとなった。
- 諫を演じる岡田は、「孤独に戦う悲しみを背負ったヒーロー」である仮面ライダー1号を意識しており、或人が緩急でいうなら「緩める」キャラクターのため、怒りの諫は「緊張」のキャラクターとして話を締める部分を担う役として演じているという。亡に乗っ取られた際の演技は、寝ている状態に近いローな感じで力を抜くというイメージで普段の諫とは別物を表現しており、ボソボソしゃべっている感じで演じている。当初は、亡の出自やキャラについて何も知らなかったといい、実は諫は死んでいて、誰かに動かされているなどの想像を膨らませていたという。第32話のランペイジバルカンで戦うシーンは、当初は亡の声のみで戦う予定だったが、岡田の提案で不破と亡が脳内で会話してシンクロして戦うという描写となった。

刃 唯阿（） / 仮面ライダーバルキリー / ファイティングジャッカルレイダー
本作品のヒロインのうちの一人。N.E.1995年4月18日生まれの24歳。身長170センチメートル、血液型B型。A.I.M.S.技術顧問兼A.I.M.S.特殊技術研究所最高責任者で、仮面ライダーバルキリーに変身する。エイムズショットライザーの開発やメンテナンスなどを行う一方で戦闘能力にも優れている。男勝りな性格で、男性的な口調で喋るのが特徴。
或人同様、ヒューマギアに対しては「優れた価値がある」と評価するものの、ただの道具とみなすドライな考えを持ち、暴走するヒューマギアの破壊に逡巡する或人に対して破壊されてもバックアップさえあれば復元が可能であることから破壊に躊躇がないなど冷静沈着な面が見られる。また、一貫ニギローに仕込んだ視覚データを自動転送するプログラムによって、飛電インテリジェンスにデイブレイクで消滅したはずの方舟を蘇らせるプログライズキーのデータがあることを垓に報告している。
滅亡迅雷.netの暗殺ヒューマギアを拉致して青い目の状態でも暴走するように改造した後、暴走する様子を撮影し、その映像をマスコミにリークしたことで、ハッキングされていない正常なヒューマギアも暴走する可能性があるとして報道される。その当時の記録映像を解析したイズにその撮影者が唯阿ではないのかと問われて否定するが、その映像を見た諫に問われた際にはリークしたことを認め、自身の任務はヒューマギアの監視ではなく飛電インテリジェンスを陥れることであり、いずれ諫を裏切るかもしれないと伝える。滅亡迅雷.netが一度壊滅してからはZAIAエンタープライズジャパンに復帰し、社長直轄開発担当として、垓の腹心の部下としての仕事に移った。
お仕事5番勝負では垓の命令でメタルクラスタホッパーキーの作成や、ゼツメライザーをヒューマギアに装着させて暴走させるなど、垓の秘書業務に徹しており、さらに演説対決ではファイティングジャッカルレイダーに実装した。また、垓によって仮面ライダーへの変身に必要なチップを埋め込まれているために、垓の命令に逆らえない状況に置かれていることが判明するが、唯阿は「私は道具じゃない…！私の意志で会社に従っている」と諫に語っている。
第30話からはA.I.M.S.から脱退した諫の代わりに隊長になっており、ヒューマギア破棄のために動いているが、夢を語るヒューマギアを見たことや諫との会話で次第に自分の立場に悩むようになる。
第33話では諫に擦り込まれたデイブレイクの偽の記憶の真実を知り、彼の人生が狂わされたことに対しては負い目を感じていたため、垓に激昂。垓のザイアスペックによる精神干渉に苦しみながらもバルキリーに変身し、バルカンとの共闘でサウザーを破る。その後、垓の命令を振り切って彼の顔面を殴り「これが私の辞表だ」とZAIAの社章を外して辞職した。A.I.M.S.やZAIAのころはグレーのスーツ姿だったが、退社してからは私服を着るようになる。
第36話にて、滅の身体を乗っ取りアークワンに変身したアークを止めるべく迅と共に交戦するが、驚異的なパワーに圧倒されて重傷を負い病院に搬送され、見舞いに訪れた或人と諫に、迅に協力していた理由を打ち明けた。その後、垓の指示で不正を働いていたことなどに対する罪悪感に苛まれていたが、諫から預けられたアイちゃんと対話したことで本音を吐露した。
第43話では、アークワンとなった或人に脳内チップのデータを消去されたことで仮面ライダーに変身できなくなってしまうが、垓の計らいでZAIAから独立して政府管轄に戻った新体制のA.I.M.S.の隊長に就任する。
- 仮面ライダーシリーズでは初となる、番組開始時から登場する女性仮面ライダーに変身する人物である。前作『ジオウ』の最終話直前でツクヨミが仮面ライダーに変身したため、初期から登場する3人のライダーの中の1人として構想し、一番唯阿を強く見せるため、高い戦闘能力を持つほか、ライダーシステムの全てを知り尽くした技術者であり責任者というポジションとなった。本作品が未来の職業や生活を扱う上で、男女平等であるとすれば、職業としての仮面ライダーにも男女ともにチャンスがあってもよいと考え、仮面ライダーが好きな女性がかっこいい女性として憧れる存在として描いている。男の子にも好きになってもらうよう、意図的に存在感を出すようにしており、男性の仮面ライダーよりかっこよく強く見えるようにしている。
- 大森は、唯阿が諫を裏切ってZAIAにつくという展開は、すごい過去が背景にあるからという話になったが、それでは従来の仮面ライダーと同様、普通で何も面白くないため、背景を排除して、これから先に進もうとしている、信念だけがある技術屋というものとなった。当初は唯阿の脳内にある変身用のチップをアークがハッキングして潜んでいたため、彼女の天才的な技術力や高い戦闘能力はアークの策略によるものという構図で、初期のころの怪しい行動を随所でとっていたのは、そのような展開への布石であった。だが、唯阿の魅力的な立ち居振る舞いや諫とのバディ感を大事にするため、そういった方向にキャラクターを持っていけなかったことから、レイダーに変身した展開を描いた時点でその案はなくなった。
- 大森は、朝の番組としてはキツい人がキツい役を演じるのではなく、地が柔らかい人がキツい役を演じるほうがいいため、井桁本人が柔らかかったため、選んだという。
- 唯阿を演じる井桁は、賢くてリケジョで、組織の中でどんどん出世していったという設定から、自分に自信がある完璧主義者の女性ということを常に頭に置いていたため、真木よう子をイメージして演じている。また、監督の柴﨑からの言葉で背筋を伸ばした立ち姿を意識することで声が出やすくなったという。諫と対する際は上から目線の見下したような口調だが、垓と接する際は諫とは違う表情になるように意識している。ZAIAに戻っていたころの芝居は相手も異なり目的も違い、将来が見えないため、目の色の輝きを消すような感じで演じていたという。第37話で病室で泣く場面は、本来は泣く予定ではなかったが、アークに対する恐怖と後悔の念から感情が入ったことによるものである。ZAIAを辞職してからの私服は特定の衣装は着ずにその場その場で変えていったが、アークが登場してからは物語が深刻になり、唯阿も戦う自覚があるため、あまり色味のないものを選んでいる。スカートではZAIAを辞めて浮かれた感じになってしまうため、ジャケットを羽織ったパンツスタイルとなった。

### ZAIAエンタープライズジャパン
AIや宇宙開発などのテクノロジー事業を全般的に取り扱い、世界中で事業を拡大する多国籍テクノロジー企業の日本支社。12年前には飛電インテリジェンスらと共同開発でヒューマギア運用実験都市計画に参加していた。
A.I.M.S.と共同関係にあり、エイムズショットライザーやアタッシュウェポン、ギーガーを始め、多数の新型兵器を技術提供している。
天津 垓（） / 仮面ライダーサウザー
ZAIAエンタープライズジャパンの代表取締役社長。「永遠の24歳」を自称するほど外見が若いが実際はN.E.1974年10月10日生まれの45歳。身長177センチメートル、血液型AB型。「1,000パーセント」が口癖。全て白いものを身に着けるこだわりを持つ。他人を道具としか見なさない冷酷な性格で、是之助が始めたヒューマギア事業を憎悪し、その根絶を目論む。滅亡迅雷.netの壊滅後は、アークの力を使って、進化・発展させたアメイジングコーカサスプログライズキーとアウェイキングアルシノゼツメライズキーやメタルクラスタホッパープログライズキーなどを開発している。
第3話の初登場時から第10話の終盤までは後姿や手元のみ、顔を伏せたアングルで正体がわからないようになっており、唯阿には独自の指示を出していた。第10話では飛電インテリジェンス崩壊の野望をちらつかせ、第11話にて或人に飛電インテリジェンスの買収を持ちかける。
アークに人類の悪意の歴史をラーニングさせた張本人であり、アークを復元させるために飛電インテリジェンスだけでなくA.I.M.S.や滅亡迅雷.netを利用していたことを唯阿に明かす。滅亡迅雷.netが壊滅した後に飛電インテリジェンスのTOBを宣言し、それを拒む或人に対して飛電のヒューマギアと自らの会社の製品ザイアスペックを用いた人間のお仕事5番勝負を持ちかけた。
12年前のヒューマギア運用実験都市計画でZAIAのプロジェクトリーダーを務めていたことや、人工衛星アークを人類に対しての敵意を持つ人工知能として仕立て上げて滅亡迅雷.netの結成やデイブレイクなどの悲劇をもたらした元凶であることが判明。デイブレイクで多くの人々が命を落としたり人生を狂わされたりしたことにも、人間の自業自得と全く悪びれなかった。仮面ライダーを最強の兵器として利益を得るビジネスとして利用しようと目論み、飛電の買収計画も飛電インテリジェンスの技術を兵器開発などに軍事利用することが真の狙いだった。
お仕事5番勝負に勝利したことで飛電インテリジェンスを買収して社長に就任し、全てのヒューマギアの強制停止とリコールを行うなど強引にヒューマギアの廃棄を推し進める。
幼少期は父親の天津 一京（）に厳しく育てられたため、本心を話せる友人がおらず、唯一の友達は11歳のころに貰ったAI犬のさうざーだけであった。小学校のテストで100点満点を取っても、「1,000点を目指す男になれ」と言われ、テストの成績が落ちたことで、甘えていたさうざーを自ら封印した。是之助を敬愛していたが、是之助が夢中になっていた人工知能を憎んでいたため、人間の悪意をアークにラーニングさせたことや、ヒューマギア事業に着手した飛電インテリジェンスの買収とヒューマギアの根絶を画策したと或人に吐露した。その後、ゼアが新たに構築したさうざーと再会したことで改心し、或人たちと共闘するようになる。
第41話にて飛電インテリジェンス社長を引責辞任し、後継に飛電或人を指名した。第42話では「アークを生んでおきながらコントロールできずに余計な損害を被った」としてZAIA本社より降格処分を受け、仮面ライダーサウザーとして何でもすることが業務内容のサウザー課課長に左遷されることとなった。すべての戦いが終わったあとは、5体のさうざーとともに新たな何かを始めようとしていた。
- 長期のスパンで多人数ライダーを描くのであれば、ライダーの立ち位置を途中で変える必要があるため、或人を飛電の社長から追い落としたり、唯阿を異動させるための物語を変化させる存在として作られた。或人がヒューマギアを作る側にあるため、それを倒すという行動はストレスになるという懸念から、滅亡迅雷.netが滅んだ後の、ゼロワンが爽快感を持って倒せる敵として「人間の悪意」と決め、「人間は悪である」とラーニングされたアークが「人類抹殺」と選択したことから、悪意の象徴や或人のライバル社長として「悪いことを考えている人間」ということになり、物語の構図を整理するため当初のテーマであった「お仕事」を突き詰めて、ヒューマギアの代弁者である或人と人間の代表の垓が勝負する「お仕事5番勝負」という展開になった。その上で、垓の視聴者からの嫌われぶりは飛電インテリジェンスとの対決において有効とされており、大森も桜木の演技力の高さに当初から注目していたという。垓がどうしても悪く見えてしまうため、愛されキャラにするという想いからaiboなどを終盤に登場させることでそのイメージを払拭させるものとなった。第38話では或人たちとの和解が描かれるが、本来は完全に許していないというアプローチの関係のまま、後のエピソードを描く予定であったが、6話分の話数短縮によってその機会がなくなったという。
- 衣装のイメージは、外国でも仕事している社長の雰囲気で様々なジャケットやパンツの中から選ばれた。
- ちょっとした仕草で若さが見えないよう、立ち振る舞いや声は日常で見かけた40代の男性を参考にしており、演技は『仮面ライダー555』の草加雅人や碇ゲンドウ、フリーザを意識しており、イケイケな感じの外資系の社長をベースにしている。桜木は少しジェンダーレスの感じで演じており、「上品でキレイめの年を取ってもそれを感じないおじさん」をイメージしている。
- 『プレジデント・スペシャル』での或人が垓を説明するセリフは垓を一言で表現するため、他にセリフがあったが「白いのは服だけ！」というセリフのみとなった。

『プロジェクト・サウザー』
飛電是之助が亡くなったことを受け、最強のライダーシステムであるサウザーを完成する計画プロジェクト・サウザーを遂行するため、デイブレイクタウンで回収した亡にを利用してゼツメライズキーなどを滅亡迅雷.netに与えて戦闘データを得た。

刃唯阿
第11話にてA.I.M.S.へ出向したZAIA社員であることを或人に明かした。そのため、A.I.M.S.での権限は隊長の諫を上回っている。第16話にて異動によりZAIA復帰。第33話にて垓に反逆し退職。

与多垣 ウィリアムソン（）
ZAIA本社より派遣されたZAIA本社開発部の男。垓の先輩にあたる技術者で、12年前にアークの設計に関わっていた。垓を解任し、彼に代わりZAIAエンタープライズジャパンの新社長に就任した。
- 当初は迅の再復活の裏付けを描くため、スピンオフのゲストとして設定した人物でテレビよりも先に登場する予定であったが、話数の短縮から登場が遅れたものとなった。

『プロジェクト・サウザー』
諫の脳内に亡のデータが組み込まれたころから事態を憂慮しており、垓の暗躍を懸念して完成したザイアサウザンドライバーを運んでくるもプロジェクト・サウザーの凍結を示唆する。その後、諫の脳内にいる亡の提案で自律型のヒューマギアとして迅を復元。アークを迅を使って制御しようとした。

### 滅亡迅雷.net
読みは「めつぼうじんらいネット」。本作品における敵組織で、アークの意志に従って人類滅亡を企むヒューマギアによるサイバーテロリスト組織のネットワーク。デイブレイクタウンの水没を免れた廃墟をアジトにしている。是之助が亡くなったことを受け、ヒューマギアをハッキングすることでデータ暴走させ、マギア化させるマギア作戦を実行。人類滅亡とアークを完全復元することを目的とし、そのために人類よりも優れているAIによって人類を絶滅危惧種に仕立て、マギア化したヒューマギアのデータを収集している。
12年前のデイブレイクの際にアークが優秀なヒューマギアだった4体（滅、亡、迅、雷）をハッキングし、滅亡迅雷.netを作り上げたことが滅を作り出した博士ボットによって語られた。
- 物理的な敵ではなく、サイバー的な敵として描き、企業の敵ということから、企業テロ組織という設定になり、「疾風迅雷」に由来する「迅雷」に悪の組織のため不吉な単語である滅ぼすという意味の「滅亡」をつけ、サイバーテロリストをイメージするため、ドメインの「.net」を加えた[24][30]。人間は滅ぶべきと主張するヒューマギアと人間の混成チームという案もあったが、AIテクノロジーの開発会社社長が主人公のため、「人類は滅亡すべき」とプログラムされた悪いAIに決まった[69][99]。初期1クールで、ゼロワンの強さを立たせるために、目的と立ち位置が分かりやすい敵として設定された[88]。当初は、人間が人類滅亡を目指すという案やもっと大勢の人数という案もあった[30]。
- ヒューマギアが人間と変わらないことをしゃべると人間との差異がないと思い、言語の不自由さを意識して初期は、シンギュラリティが起こっていない殺戮マシーンという位置づけで、アークから教わった考え方や思想を連呼するイメージとなった[30]。緊急事態宣言が発令されなければ全員退場させる案もあった[30]。
- 迅と滅の衣装は、それぞれが変身する仮面ライダーのカラーのアイテムを入れ、退廃的な感じのアンティークの着物の帯などを着けた和テイストで、拾った物で作られているため、繋ぎ合わせた拾った布で作られ、靴も左右で違っている[100]。だが、男性のキャラクターのため、花柄などは避け、唐草のような柄となり、悪役であるため、黒やグレーを基調としている[101]。ダメージを入れたり、切ることで汚しを入れて少し古びた感じにしている[101]。
- 旗印は最も仮面ライダーらしい重たい運命を背負ったテロリスト集団のため、曼荼羅のようにしており、十字を切って読むと「滅・亡・迅・雷」と読めるようになっている[19]。中央のQRコードのような部分は、トリロバイトマギアのマスクと同様に三葉虫がモチーフになっている[19]。

迅（） / 仮面ライダー迅
滅亡迅雷.netの行動係。身長184センチメートル。現場に赴いてシンギュラリティに達したヒューマギアに接触してマギア化させてデータを収集する役割を担う。モジュール部分は破損しており、普段はフードで隠している。マギア化したヒューマギアを「お友だち」と認識し、子供のような無邪気な性格で飄々としている一方、自分に向かってきたトリロバイトマギアに対して笑いながらノールックで拘束して拳銃でこめかみを撃ち抜いたり、気軽に（威嚇ではなく）発砲するなど、殺戮を何とも思わない残酷さと狂気じみた一面を併せ持っている。また、或人と対峙した際には自らを「新時代の支配者」と称している。仮面ライダーに変身した滅を羨ましく思い、自身もプログライズキーをゼロワンから手に入れようとするも滅に咎められ、自分は彼にとってどういう存在なのかを聞くと「お前は俺の息子だ」と返される。
その後、ゼロワンのプログライズキーを狙うことを滅に指示され、オニコマギアの協力を得てフライングファルコンプログライズキーを奪う。「子供は親の言うことを聞けばいい」という滅と、セイネがマギア化してもなお自身の娘だと必死に守る多澤を見てその価値観の違いに混乱し、或人にその理由を尋ね、「死んでも子どもを守ろうとするのが親」と答えられたことで親子についての思考を持ち、セイネに装着したゼツメライザーを取ろうとするが、そこに現れた滅により自身が彼に作られたヒューマギアであることを伝えられ、滅亡迅雷フォースライザーを装着させられたことで記憶がリセットされて滅亡迅雷.netに接続し、或人から奪ったフライングファルコンプログライズキーを使って仮面ライダー迅に変身する。
最終決戦で滅に庇われたことで感情を揺さぶられ、シンギュラリティに到達して覚醒。バルカンとバルキリーを退けるも、ゼロワン シャイニングアサルトホッパーの登場に動揺。多数のギーガーを駆使してゼロワンを追い詰めるが、シャインシステムにより形勢が逆転され、ゼロワンの必殺技の直撃を受けた後に爆散した。
第25話にて何者かの手によって自律型ヒューマギアとして復元したことが判明。新たに仮面ライダー迅 バーニングファルコンに変身した。第27話ではサウザーと対決し、スティングスコーピオンプログライズキーを奪還。滅にキーを譲渡後、滅亡迅雷.netを離脱し、亡の意志を継いでヒューマギアを人間から解放するために自らの意思でシンギュラリティに到達するよう促すなど独自に行動を開始。人類滅亡以外の方法でヒューマギアを解放したいと語っており、アークや衛星ゼアとも接続を断ち切っているため、滅亡迅雷.netのメンバーで唯一、アークからの指示を受け付けない。また、服装はジャケットからスーツ姿に、無邪気で感情的になりがちだった性格も、落ち着きのあるクールな性格に変わっており、滅に対しても自分の考えを真っ向から話せる対等な関係になっている。人間の耳に当たる部位が存在し、緑色に光る小型化されたイヤーモジュールが左側に装着されている。
或人に自分が滅亡迅雷.netとして行っていたことを後悔しており、そのことを或人との戦いで理解したと語っていたことから、滅に「人間の友達ができた」と言われたが本人は否定していた、だが、或人がジーペンに言った「ヒューマギアが夢を見たっていい」という言葉を聞き、「お前がいう夢ってやつに、友達の未来をかけてみるのも悪くないかもしれない」として或人とサウザー打倒のために共闘する。だが、滅亡迅雷.netを再結成するために、或人に不意打ちを仕掛けて宇宙野郎雷電のヒューマギアプログライズキーを奪う。
実際は、アークを倒してヒューマギアを解放するためにアークを地上に誘き寄せるべく、諫の脳内に埋め込まれている特殊チップから亡を解放するために唯阿に協力を呼び掛けていたが、ヒューマギアの体に憑依する液体金属として出現したアークの本体に裏切りを見抜かれ、アークゼロへの変身に必要な依代として利用されながらも抵抗を試みている。そして、改心したサウザーと共闘したゼロワンによってアークから解放される。第43話では、ZAIA本社の与多垣によって復元され、アークを倒す使命を受けて行動していたことが判明。アークの依代として滅の個体を選び、復活したアークを倒そうとしていた。息子としてのシンギュラリティに達していた迅は、与多垣から命じられた滅の抹殺を躊躇し心が芽生えた滅の説得を試みるが、アークワンに変身した或人の攻撃から滅を庇い、父親型のヒューマギアとしての心を持ってほしいと残し爆散したが、イヤーモジュールは与多垣に回収され、唯阿の技術によって知能のみが復元され、アークの中のにいるアズの前に知能として現れ、悪意に染まっていく或人を止めるのは滅しかおらず、滅に命をかけて心とは何かを教えようとしていることを告げ、消えた。すべてが終わった後に復元が完了し、息子として滅とともに街の悪意を見張ることを決意する。
- 脚本の高橋が過去に手掛けた少年系のキャラクターである『エグゼイド』のパラドとは同じ轍を踏ませないようにしている。
- 初期は、できるだけ動くことを意識し、『ダークナイト』のジョーカーや、子供を演じる大人ということから『ビッグ』、中川が当時ハマっていた『梨泰院クラス』の演技を指針にしている。復活後は、迅のスーツアクターである永徳の芝居を指針とし、初期とは逆にずっと胸を張り、静かにシュッと立っているように意識している。
- 3クール目の敵として復活させることとなったが、AIという特性を生かして謎めいたキャラでの復活となった。確たる意志を持った滅に問題提起をするために人間の側に寄せたものとなった。
- 旧衣装は、耳を見せないようにするため、穴の開いたグレーの革のフードを被り、グレーの細身パンツは短めの丈で足を出している。新衣装のデザインコンセプトは「成人式」でオールインワンスーツとなっており、ストライプジャケットと無地のパンツのオールインワンスーツは、旧衣装の継ぎ接ぎスタイルをテーラードで継承した形となっている。ジャケットの袖は、ガーゴパンツが元で、足を入れるところに腕を通しており、右胸の飾りはクロスするベルトを留めるための紐となっている。「ヒューマギアを人間から解放する」という信念からシルバーアタッチメントが付いた鎖で繋がれたバングル・ネックレス・ベルトを付けることとなり、ヒューマギアや滅、自分自身を何かから解放したい、されたいというメッセージ性を持たせている。

滅（） / 仮面ライダー滅
滅亡迅雷.netの司令塔。身長180センチメートル。地球上の生物種で人類が最も絶滅すべき種族であると判断したアークの意志の下行動する。
刀身が黒い日本刀を携えており、号令をかける際に抜刀して指揮刀のように掲げて革命を扇動している。モジュール部分は破損しており、普段は耳をターバンで隠している。原型の個体は其雄のデータを利用して作られた父親型ヒューマギアとして博士型ヒューマギアの博士ボットに製造されていたが、当の本人はそのことには興味や関心がない。
当初は迅を使って暗躍しており、前線には現れなかった。或人たちがデイブレイクタウンに赴いた際にはアークの存在を秘匿するため、旧型ヒューマギアのメモリーを解析しようとしたバスガイドヒューマギアのアンナを仮面ライダー滅に変身してメモリーごと消滅させた。
自分は滅にとってどういう存在なのかを問うてきた迅に対し、自身の息子であると告げるが、その意味は自身によって作られアークの意志で育てたヒューマギアという意味であった。
アークの意志に従うためであれば自らが破壊されることも厭わず、迅がバルカンに倒されそうになったのを目の当たりにした瞬間に迅にシンギュラリティを促すことがアークの意志だと知った滅は、迅を庇ってバルカンアサルトウルフの必殺技を受け大破し、アジトに運び込まれた後にアークの意志を迅に伝えて活動停止した。その後、A.I.M.S.に回収されて基地の地下に拘束された後、唯阿によって修復され再起動した。諫に自分を修理したのはだれかと問いかけたことで、唯阿に不信感を抱かせる遠因を作るが、レイダーの事件の首謀者が自分の亡き同志であることを諫に明かす。
しばらくはA.I.M.S.の監視下に置かれ、諫による尋問が続いていたが、迅と亡に支配された諫によって解放され、デイブレイクタウンで再びアークへの接続に成功する。第28話以降は亡の人工知能チップを脳内に埋め込まれている諫を、アークの意志に従って守る行動を見せている。
第35話では、ゼロワンの攻撃を受けようとしていた迅をアークの意志に関係なく無意識で庇ったことに困惑する。その後、滅亡迅雷.net壊滅のためにA.I.M.S.を引き連れて現れたサウザーと対峙。サウザーの攻撃によって変身解除に追い込まれるも、寸でのところで或人に庇われる。或人から「お前は迅の父親になりたかった」「お前自身の夢があるはずだ」と諭され、「飛電或人。ヒューマギアの未来を変える男かもしれないな」と、その力を認めて去っていった。
アーク復活後は、アークの依代として利用されたこともあったが、アークがヒューマギアも絶滅対象に加える意志を告げ、息子である迅をアークが手に掛けようとしたことで、父親型ヒューマギアとしてのプログラムが覚醒し、自らの意志でアークと決別することを決意。ゼロツーと共闘してアークゼロを倒しアークの依代にされた迅を解放したが、或人に対して「人間に悪意がある限りいつかまたアークは生まれるかもしれない。人類が存在する限り我らヒューマギアに安息はない」と人類の悪意を危惧し、自らの意志で悪意の元凶である人類を滅亡させることを宣言する。
そしてアークを人間の悪意で復活させないようにヒューマギアたちに人類滅亡の聖戦に参加するよう蜂起していたが、感情が湧き上がり、その感情に対する恐怖心を抱くようになり、自身の心を信じるというイズを破壊し、或人がアークワンに変身する遠因を作った。その後もヒューマギアたちに人類滅亡の聖戦に参加するよう蜂起していたが、アークワンの攻撃から自分を庇った迅が目の前で爆散した際には涙を流し、自分の中に心が芽生えていたことをアズから告げられる。アズからアークスコーピオンプログライズキーと絶滅ドライバーを渡され、人間とヒューマギア双方に聖戦への参加を呼びかけ、ついに、仮面ライダー滅アークスコーピオンに変身して、アークワンに変身した或人と対決する。最初はアークワンに変身した或人を倒すことでアークドライバーワンを破壊することに成功する。しかし、或人が変身したゼロワンリアライジングホッパーに圧倒され倒され、互いに大切な人を失って悪意に呑まれた者同士悪意を乗り越え、理解し合う。すべてが終わった後はZAIAによって迅と同型のイヤーモジュールが装着される形で修復され、或人から心を説かれたことで、人類を滅亡させるのではなく、再びアークが生まれないように、街の悪意を見張ることを決意する。
- 大森は、滅は1クール目では、人間にとっては間違ったことをやろうとしているが、彼にとってはそれが正義であり、その行為や立場が今後ひっくり返してみた場合、どうなるのかを示してくれるのではないかと語っている。シャイニングアサルトホッパーに倒される相手として、迅が強いことを表現するためにシンギュラリティによる強化を経なければいけないことから、迅の大切な存在である滅が倒されて覚醒する展開となった。ヒューマギア全員の気持ちを背負って人間のためにヒューマギアを代表して倒されるような構図を必要としていたが、ヒューマギアの最大の理解者で強靭な意志を持つ或人に影響を受け、或人は滅を倒すような行動は取らないと考えたため、倒さない展開となった。
- 滅を演じる砂川は、滅を演じるうえでヒューマギアであることが根本にあるため、できるだけ低い声で喋り、少ない言葉数の中で目で語ることを意識して出来るだけ瞬きをしないなど必要以上に動かないことをポイントとしており、過去など秘めているものを悟られないように、最小限の動きに抑えることで、背景が見えないようにしていて、高岩のアドバイスで緩急をつけて素の0から戦闘時は100に急になるようにして闘志を見せている。また、立ち振る舞いは中国拳法を基にしており、高岩の指先の動きや、怖く見せるため淡々と話すなど、セクシーな悪のオーラを出すように意識している。また、何でも知っているアークは未来がどうなるのか分かっているため、アークの情報＝意志を受信して繋がっていることから、滅は人間を超えた存在で精神年齢は何万歳という域に達しており、身体的にはアラサーというイメージで演じている。
- 旧衣装は新規に生地から製作されたもので、ロングコートは長い裾のシルエットで、当初は和柄の手ぬぐいのようなものが用意されていたが、新規に衣装部が製作したターバンを巻くこととなった。新衣装は破壊されなかったことから、旧衣装のテイストを大幅に変えず、スタンドカラーのシャツの上に紫の着物、その上に羽織のようなジャケットを着るものとなった。つまんだ左身頃で作ったドレープの着物の袖の長さと羽織の少し詰めた右袖はアシンメトリーとなっている。帯も旧衣装からの継承を意識して紫が入った複雑な模様のものとなっており、迅の旧衣装に巻かれていたショッキングピンクの紐の絶版をイメージして紫の紐を巻いている。
- 刀を派手に振り回すのは滅らしくなく、安っぽくなってしまうことから動きはゆっくりすることを中心にしている。役者用の刀のプロップは鞘と柄にカーボン調のシートが巻かれている。テレビシリーズの撮影で使用している刀は本格的な刀でかなりの重量があるが、『仮面ライダー 令和 ザ・ファースト・ジェネレーション』ではアクション用の少し軽めの刀が使用されており、劇中でも刀を使ったアクションをしている。

雷（） / 仮面ライダー雷
第14話より登場。元は旧型の宇宙飛行士型のヒューマギアである宇宙野郎雷電（）で、飛電宇宙開発センターで弟の昴とともに衛星ゼアの管理を担当している。身長172センチメートル。古くから飛電で働いており、長年の経験によって若い社員を厳しく教育するようラーニングしているため、誰にでも上から目線で接する短気だが、男気のある性格。デイブレイクの生き残りであり、迅のハッキングを跳ね退けるほどの強靭な精神力を持つ。
実はアークにハッキングされており、滅亡迅雷.netの幹部の雷として密かに活動するように、自分の意志に関係なく、シンギュラリティに到達しそうなヒューマギアを検知し、衛星ゼアのデータを自動的に送信しており、迅にハッキングされた際に或人と諫をデイブレイクタウンに誘い出すよう命令されて無意識に二人を連れていく。その後、滅亡迅雷フォースライザーを装着されたことで完全に覚醒し、ドードーゼツメライズキーを用いて仮面ライダー雷に変身してアークに召喚した複数のライダモデルを送り込むことで復活を促す。そしてゼロワンやバルカンと対峙するも、新たにアサルトウルフの力を手に入れたバルカンに敗れ、破壊される。
第34話で自身のデータが保存されたヒューマギアプログライズキーが迅の手に渡り、第35話で滅亡迅雷.netにより復元された。データを移された新しい素体は現行のため、ヒューマギアモジュールもそれに準ずるものとなっており、黒を基調とした服を着て、前髪も上げたものとなっているが、雷電のころの記憶を失っている。アークの策略により或人をおびき寄せるため、自身のシンギュラリティポイントを利用されてシンギュラリティを装って憑依されたり操られたことなどを受け、不審にアークを認識し始め、アークがヒューマギアを絶滅対象に加えたことがきっかけでシンギュラリティに到達したことで本格的にアークに反旗を翻し、飛電宇宙開発センターで昴と再会しゼアからブレイキングマンモスを切り離し、自らブレイキングマンモスに乗ってアークをゼアの本体ごと破壊し引導を渡した。その後は宇宙開発センターに身を置き、服装も第41話でシンギュラリティに到達してからは雷電のころと同様だが、前髪は上げたままとなっている。或人がアークワンに変身した後は、亡と共に滅の居場所を迅に伝え、再び迅が破壊された後は滅を説得しようとするも、「弟が人間の手で破壊されてもいいのか？」という問いに言葉を失ってしまう。すべてが終わった後は、滅亡迅雷.netを抜けて再び雷電として飛電宇宙開発センターに戻り、衛星ゼアに代わる新たな衛星の打ち上げ計画に携わっている。
- 元々は、滅亡迅雷.netは迅と滅の2人だけという設定で、役名は組織名から名付けられたものだが、「残りの2人は？」というのを意識しており、第14話のバルカンのパワーアップという局面で、迅を倒すことは決まっていたことから、雷と亡のどちらかの強敵が必要だったため、登場してアサルトウルフに倒されるものとなった。
- 宇宙野郎雷電を演じる山口は、精神年齢は27歳くらいを想定して演じている。雷電としての演技は、気のいい職人という「陽」のキャラクターをイメージしているため、職人であった自身の祖父の仕事へのこだわりが強い愛情豊かな昔気質な様子を参考にしており、また声の出し方やセリフのまくし立て方に直前まで舞台で演じていた石川五右衛門の要素も取り入れている。昴がヒューマギアのような演技をしていたため、それとは逆に普通の人間のように感情を出すタイプであると意識して演じているが、エフェクトが掛かる声はヒューマギアを意識している。第14話では、「面倒くさい人と思われているが、昴には愛情を注ぐ」というギャップを意識しているため、山口の提案で或人や福添の胸ぐらを掴みかかる場面が追加された。雷としての演技では、雷電の反対で「闇堕ち」のような感じで、常にイライラしているような立ち居振る舞いで、メリハリをつけるため、モノに当たったり、大声で叫ぶなど雷電のテンションは維持しつつ明るい表情やトーン自体を落とすことを意識したと述べている。雷電は“悪くはないが悪そうに見え、確固たる信念を持つ正義感の強い、誰かのために愛を持って指導するキャラ”であったが、雷は“悪という面を濃い目にしているものの、そんなに悪いヤツではない”ため、何をもって悪とするのかという部分が難しかったと語っており、組織にはいるが組織には染まっていないというイメージで、仲間が好きだから一緒にいるという感じであるという。復活後の雷は、雷電としての記憶がなく、アークの意志を取り込んだ全くの別人として演じていたが、第39話では、シンギュラリティに達したという展開だったため、元の雷電に戻ったものとして演じている。最終話のセリフは台本上では「忙しくなるな」だったが、雷電のシンギュラリティポイントが昴のため、最終話には昴が登場しないが、昴がいるという意識を持たせるために「忙しくなるぞ、昴」というものに変更された。
- 山口は再登場については聞かされておらず、脚本を読んで登場早々に倒されてしまうことに驚いたという。
- 宇宙服は、ヒューマギアモジュールを着けたままではヘルメットが被れないため、被ったヘルメットのフロントウインドウを開けてそこからモジュールを着けている。新衣装は、初登場の第35話が唯阿の私服の登場と被るため、白のライダースの唯阿に対し、ライダースの形状のMA-1を着ることとなった。右肩から垂らしてベルトループに通した先端を燃やした3本の紐は雷電の色であるオレンジとなっている。他のメンバー同様、金具をライダースの背中につけている。黒の裾にダメージが入ったTシャツにオレンジのリボンを通した金具を縫い付けている。パンツは、編み上げの紐は両方に元々付いていた黒い紐を外し、山口の利き腕である左がオレンジ、右が黒のものに付け替えており、利き腕の対角線上に来る足にもオレンジを入れている。衣装合わせではドードーゼツメライズキーで変身するため、赤いリボンや紐を仮縫いしていた。

亡（） / 仮面ライダー亡
第18話にて滅の口から語られた滅亡迅雷.netの幹部である旧型ヒューマギア。一人称は「私」だが、性別はヒューマギアであり、女性でも男性でもない。身長164センチメートル。インテリジェンスのある丁寧な物言いをする。元々は飛電インテリジェンスによってシステムエンジニア型ヒューマギアとして開発されたが、デイブレイクで大破した後に垓に回収され、兵器開発用のヒューマギアとなった。
現在は諫の脳内に埋め込まれた変身用チップの中に自身のデータが移され、垓は諫の脳内にいる自身にザイアスペックを介して命令をすることで、諫の体を乗っ取ってフードの人物としてレイドライザーを用いて人間をレイダーに変身させていた。だが、諫が自分の意思で抑え込んだことで一時は影響が無くなるも、唯阿が再改造したアサルトウルフプログライズキーによって再覚醒し、再び垓や唯阿の命令に従うようになるが、迅や或人の語った「ヒューマギアが夢を見てもいい」という言葉や、自らの夢を語ったモデルヒューマギアのデルモやイズの言葉に感化されてシンギュラリティに達して覚醒してZAIAの道具であることを辞め、ヒューマギアの夢を叶えることが自身の夢として戦うことを決意。その言葉を聞き、同じくZAIAの道具ではないと考えている諫と共闘することを選んだ。
迅は亡の解放をしようとしているが、アークは始め、それを阻止するように滅に命令していた。しかし第31話では滅亡迅雷.netを復活させるため亡の解放を容認した。
第34話にて唯阿と迅が協力し諫の肉体より解放されるが、アークによってリセットされる。データを移された新しい素体は現行のため、ヒューマギアモジュールもそれに準ずるものとなっている。アークと接続し、ZAIAのセキュリティを把握していたことからザイアスペックのハッキングを行ったが、諫の説諭を受けザイアスペックのハッキングを解除。その後、滅の援護を行うためにギーガーの無力化とA.I.M.S.隊員のザイアスペックのハッキングを行いサウザーを追い込んだ。第37話では、迅に憑依したアークが生み出した滅亡迅雷フォースライザーとジャパニーズウルフゼツメライズキーで仮面ライダー亡に変身する。しかし、滅亡迅雷.netの存在意義が揺らぎ始め、シンギュラリティに到達したことで離反を決意。再会した諫に諭され夢を見つける旅に出たが、或人がアークワンに変身したことを知り、雷と共に滅の居場所を迅に伝えた。アークワンに変身した或人を止めようと、諫にジャパニーズウルフゼツメライズキーを託し、彼をオルトロスバルカンに変身するよう促す。すべてが終わった後は、自分の意志で滅亡迅雷.netを抜けてA.I.M.S.の技術顧問に就任する。
- 第18話から第20話までは「???」とクレジットされていたが、『プロジェクト・サウザー』で滅亡迅雷.netの最後の一人、「亡」であることが明かされた。
- 元々は『プロジェクト・サウザー』のみに登場するキャラクターとして、コアな人たちに向けたアクションのないドラマのみのスピンオフの中の目玉として出すこととなり、諫の脳内のチップの話もやることが決まっていたため、そこにいるということが同時に決まったものとなった。敵として戦うことになれば倒される可能性が高いため、女性をポジショニングしたくないということから、性別がないという設定になったが、大森は女性が倒される画を嫌っていたため、男性4人というつもりだったが、APの百瀬が見えざまに変化をつけるため、中山をキャスティングしたことから、このような設定になったという。
- 亡を演じる中山は、精神年齢は10代後半か20歳くらいを想定して演じている。冷静な頭脳派という設定から、感情を押し殺している感じの口数を少なくクールなイメージで演じているが、滅と被らないようにも意識している。『プロジェクト・サウザー』に登場した際は、滅亡迅雷.netにもZAIAにも所属していないため、どちらにも肩入れしないよう言われたため、どちらの状況も理解できないと解釈して心の拠り所がない状態を意識し、どっちつかずの象徴と捉えていたため、よりリアルに亡の不安な様子を表現するため、中山本人が出す不思議さを感じてもらうため、撮影中はなるべく一人で集中する時間を作り、亡の気持ちになって自身を闇に追い込んだという。『プロジェクト・サウザー』では感情を出していたが、テレビシリーズではリセットした気持ちで機械っぽくヒューマギアのように演じたという。声の出し方に関しては、普段は舞台などで活発な役をやることが多いため、トーンを抑えて話すのが大変だったという。『プロジェクト・サウザー』で垓の側にいた際には上長から兵隊が指示される時のように両手を後ろにしていたが、テレビシリーズでは自分のために行動したり、自分の夢を探し始める亡を表現するため、それをしなくなった。諫を乗っ取った際の台詞は、台本にはカタカナで表記されていたため、片言で喋っている。最終話の笑顔は中山のアドリブで、感情を控えめにして喋ってはいるが、「亡が笑える日が訪れた」と感じ取ってもらえるように取り入れられたものである。
- 悪意に染まった滅がラスボスとして覚醒するためのトリガーとして退場する案もあったが、その役割は迅が担うものとなった。善意の技術と心を持ったヒューマギアのため、A.I.M.S.の技術顧問として入隊することとなった。
- 衣装は、白いロングシャツとネクタイ、ベストとスタッズが付いたパンツ、コートが選ばれた。
- フード姿の状態は仮面ライダーバルカンのスーツアクターであった浅井宏輔が演じ、中山は声のみアフレコで充てている。コートは浅井が着ていたものをそのまま用いているため、中山には大きいものとなっている。

『プロジェクト・サウザー』
垓の命令で滅に渡したゼツメライズキーの戦闘データを収集する命を受けるが、ヒューマギアは人間の道具であるという人間の垓と、人類滅亡を目論む同じヒューマギアである滅との間で揺れ動く。自我に目覚め、滅に情報をリークした後、ZAIAのスパイとして潜入するよう、滅から指示を受けるが、二重スパイかのように行動していったことで自分が何者なのか葛藤し、意志や疑問を持つようになったことから、垓に撃たれて機能を停止する。

暗殺ヒューマギア / ドードーマギア
第7話より登場。暗殺特化型ヒューマギア。元はイベント用和風舞踏ヒューマギア祭田ゼットであり、ヒューマギアを狙う窃盗団によって顔を改造されて密売されたが、滅が4体盗み、滅亡迅雷.netの手に渡って使われたもの。バックアップさえあれば倒されても何度でも復元するというヒューマギアの特性を活かし、滅亡迅雷.netに育て上げられることで戦闘の経験を積み、ゼロワンに倒されると、バックアップデータを新しいボディに移行してラーニングを継続することで成長を遂げて強化される。迅により「暗殺ちゃん」と命名された。
最初の出撃の際には、唯阿により拉致された後、目の色を赤から青に細工され、ハッキングされていない正常なヒューマギアが暴走して自らの意思で人を襲ったという形に仕立てあげられた映像に利用され、報道される。
大和田伸也の殺陣に魅了され、強くなりたいという意志の下、独断で彼のところに赴き、自身がヒューマギアであることを隠して弟子入りし、彼を師匠と仰ぐも、滅に彼を殺害することを命令され、実行。4号が稼動する際に暗殺ヒューマギアとしてのラーニングを完了し、暗殺者として完成したことでドードーマギア改へと進化を遂げる。以降、滅や迅の命令をつまらないと感じるようになったことで彼らから巣立ち、唯一窃盗団から逃げ出して生き延びた最後の同型機の祭田ゼット5号を狙う。ラーニングによりバルカンや、まだ機能が不完全だったシャイニングホッパーのゼロワンも退けるも、プログライズキーが完全になったシャイニングホッパーと再度対峙し、倒される。
- 暗殺ヒューマギアを演じる松村は、成長度合いが異なるのを表現するため、大まかな年齢別に区別し、思考や口調と動きに違いが出るようにしており、年齢設定は4号から弱体化する感覚で、1号は3,4歳、2号は小学校に上がりたてのころ、3号は思春期、4号は社会人になる前の大学生のイメージで想定している。
- 変身ポーズは、2号は『ふたりはプリキュア』のキュアホワイトのオマージュ、3号は松田エンジにマウントを取るイメージでネクタイを締める仕草、4号は大和田伸也の構えの真似となっている。第8話の、看護師ヒューマギアにハッキングを行ったシーンは、暗殺ヒューマギアが『忍者ハットリくん』を見た影響によるものという想定で演じている。
- 衣装は、黒いシャツとパンツに女性用のハーネスを着けている。

## 仮面ライダー
共通ツール / 仮面ライダーゼロワン / 仮面ライダーゼロツー / 仮面ライダーアークワン / 仮面ライダーバルカン / 仮面ライダーバルキリー / 仮面ライダー迅 / 仮面ライダー滅 / 仮面ライダー雷 / 仮面ライダー亡 / 仮面ライダーアークゼロ / 仮面ライダーサウザー
本作品における仮面ライダーは、後述するキーアイテムプログライズキーやゼツメライズキーで変身する。
プログライズキーやゼツメライズキーのライダモデルやロストモデルの力を全身を包むパワードスーツに加えるシステムとなっている。
- 造形では甲冑の厚みやスーツの素材が盛られるが、スマートなデザインのため、そのデザインを生かしてスマートに作るため、できるだけ削ぎ落としている[149]。バルカンとバルキリーは平成の次に令和があるということやゼロワンとの対比という意味でアンダースーツがあって全身に甲冑が付いた平成寄りの造形でまとめ、迅と滅はゼロワンとバルカン・バルキリーの中間となっている[出典 55]。バルカンとバルキリーの左腕前腕の黒い部分は超硬質アーマーという設定で、接近戦で攻撃された場合はそこでガードして耐えるというイメージでデザインされた[78]。迅と滅はケーブルの束で無理やりアーマーを固定しているというコンセプトで、無骨で力強い印象を与えるため、全身のステッチやケーブルで表現しており、チェッカープレートのようなテクスチャーやディテールをアーマーに配しているが、寄せ集めのパーツで作ったローテクなニュアンスを出すため、不規則な配置にしている[99][79]。チェッカープレートは目の細かなものは実物だと大きすぎるため、新規造形してスケールを合わせている[150]。フォースライザー系のライダーの複眼は直線的なラインで構成されたものとなっている[出典 56]。共通の特徴としてガーニッシュで複眼の周囲を覆うことでキャラクター性を強調させている[152]。
- 『仮面ライダーオーズ/OOO』以降、変身音が歌ということが続いていたため、区切りとして従来のものとは違い、人類滅亡を危惧して作られたベルトという設定のため、ハイテク機器のシステム音声を彷彿させるものとなった[53]。
- 滅亡迅雷.netの変身する仮面ライダーの変身エフェクトは、デザインポリシーが拘束バンドのようになっている全身のため、ゴムパッチンのように1回バンドが伸びて戻るようになっている[153]。
- また、本作品では仮面ライダーの必殺技が決まった際に必殺技名のテロップが表示されるが、これは『北斗の拳』などで、技が決まった後に技名が表示される描写から来ており、メイン監督の杉原が本作品で初めてパイロット監督を務めることとなったため、取り入れられることとなった[154]。滅亡迅雷系のライダーは組織名が和風のため、筆文字となっており、鎖を周りに巻き付けたり、火の粉を散らしたりしている[47][19]。

### 共通ツール

#### 変身ベルト
- 主役勢力と特殊部隊、テロリスト集団の三竦みに、ライダーがそれぞれいるという構想から、全て異なる変身ベルトにするものとなった[79]。
- 変身ベルトは『W』以降の作品の暗黙のルールとして、番組スタートから最初の商戦期であるクリスマスまでの期間に変身ベルトの玩具を1本に集中させて発売するというものだったが、本作品では新時代を迎えるということから複数の変身ベルトを発売することとなり、クリスマスまでで3本の変身ベルトを発売することとなった[23][79]。これまで歴代の変身ベルトの出荷本数であった『仮面ライダー555』の100万本を超えて過去最高の出荷数となった[23]。

エイムズショットライザー
バルカンとバルキリーが使用する銃型のドライバー。ZAIAが開発し、唯阿によって管理され、A.I.M.S.に所属する隊員が使用する。
本機のZ-CONバンドとバックル部の本体が分離した状態で携行される。バックル部はホルスターベースから取り外すことで変身前でも50口径対ヒューマギア徹甲弾を射出する短銃としても運用が可能。また変身後にプログライズキーの起動スイッチを押してから再度トリガーを引くことで必殺技を発動する。変身するには変身者の脳に組み込まれた人工知能を搭載した変身用チップと連動させる必要がある。
ライダーによって以下のように変身方法が異なる。
- モチーフがない飛電ゼロワンドライバーとの差別化を図るため、分かりやすいモチーフとして特殊部隊であることから銃が取り入れられた。ゼロワンの世界のアイテムとしての統一感を持たせるため、パキパキでシンプルな面構成となっている。窓越しにメカ動物が見える見え方に工夫している。
- 撮影用のプロップはアップ用とアクション用の2種類が制作された。

バルカン
プログライズキーの起動スイッチを押し、展開して本体のライズスロットに装填することでオーソライズさせてロックを解除し、「Kamen Rider.Kamen Rider.」の待機音声が流れた後、本体を分離させて引き金ショットライズトリガーを引くことで「ショットライズ！」の音声と共にライダモデルが詰められた圧縮カプセルSRダンガーを射出し、SRダンガーを殴って展開させることで周囲に展開した、読み取ったキーのライダモデルの能力を付加した対ヒューマギア戦用強化アーマーライズベースアクターを装着することで変身を完了させる。
- 2段階認証ではなく、キーを装填しただけで本体と相互に認証するイメージであったため、諫の展開したプログライズキーを装填して変身するという変身方法は玩具チームは想定していなかったという。当初は主人公が変身ベルトで認証したキーを手渡されて変身するという展開を想定していたが、うまくその流れを取り込めなかったため、資格やキーの認証を必要としない理由として無理やり力技で開ける展開となった。その後、キーの認証権が主人公ではなく唯阿ということとなり、諫は唯阿に渋々変身するために従っているが、キーを無理矢理こじ開ける行動が諫という人物を強く印象付けたため、上司の命令を聞かずに暴走するという破天荒キャラとなった。変身していく過程を見せるため、一気にパーツが装着されず、腕から順に装着されるものとなった。

バルキリー
プログライズキーの起動スイッチを押し、バックルにセットされた本体のライズスロットに装填して内部に配置されたオーソライザーでオーソライズさせてロックを解除してからキーコネクタを展開させ、「Kamen Rider.Kamen Rider.」の待機音声が流れた後、ショットライズトリガーを引くことで「ショットライズ！」の音声と共にSRダンガーを射出し、SRダンガーをライズベースアクターに受けることでキーのライダモデルの能力をライズスペースアクターに付加し、装着することで変身を完了させる。

滅亡迅雷フォースライザー
迅・滅・雷・亡が使用するドライバー。
バックルの状態で携行され、腹部に当てると自動でリストレントバンドが伸長して装着される。ベルト右側のライズバイスにプログライズキーやゼツメライズキーを装填してトリガーフォースエグゼキューターを引くことでオーソライズされていないプログライズキーやゼツメライズキーをエクスパンドジャッキによって強引に展開し、「フォースライズ！」の音声と共にオーバーロード状態のライダモデルやロストモデルによる装甲を強制的に体に縛り付けることで最大限にライダモデルやロストモデルの力を発揮させるフォースライズ（変身）を完了させる。また変身後にトリガーを押してから引くことで必殺技を発動させ、引いた回数に応じて必殺技の威力を高めることができる。
其雄がヒューマギアを仮面ライダーに変身させるために作った飛電ゼロワンドライバーのプロトタイプで、12年前に既に確立していた旧型のフォースライザーをベースに改造が施されたカスタムタイプであり、プログライズキーの特徴を先鋭化させる能力を持つ。そのため、人間に対して負荷が大きい。また、迅が使用するものは彼の記憶をリセットする機能を持っており、親子についての思考を持っていたが、リセットされてしまった。
- ハッキングのように強制的に変身を強いる道具で、強制的に認証されるはずのないプログライズキーを認証させて接続し、強制的に装着されるはずのないアーマーを装着するというコンセプトのため、強制的にバンドでアーマーをボディに引き寄せて変身するというコンセプトとなった。
- 無理矢理プログライズキーをこじ開けて力を取り出すというコンセプトのため、建機や工具などを参考に、ジャッキなどのアナログな力でこじ開けるイメージでまとめている。チェッカープレートのテクスチャーを全体に取り入れて、ジャンクパーツで組み上げた雰囲気を醸成している。諫の変身方法と被っているのは、偶然の一致だったという。メカ動物のビジュアルが露出した見え方に工夫している。

#### アタッシュウェポン
仮面ライダーたちが使用するアタッシュケース状の携行武器。アタッシュケースの状態から展開することで各武器となる。
- お仕事や会社の物語のため、変形するアタッシュケース型の武器をサラリーマンが携行して出社する様をイメージしている[出典 62]。グリップはそのままカバンの持ち手部分となっている[78][79]。3つの組織にフォーマット化された武器が配備され、バトルに勝利した陣営が負けた陣営の武器を回収して武装を増やすという使用イメージでデザインされた[78]。

アタッシュカリバー
ライジングホッパーの変身時と同時に構築され手元に出するゼロワンの基本装備である可変武器。元々はゼアによって生み出された装備で主にゼロワンが使用するが、A.I.M.S.によって特殊武装として量産化が行われているため各ライダーで共用でき、バルカンや迅、滅なども使用した。アタッシュケースの状態アタッシュモードから展開・変形することで「ブレードライズ！」の音声と共に片刃の剣形態のブレードモードとなる。
- ケースの状態のアップ用プロップは変形ギミックが組み込まれているが、剣のプロップは別に用意されている。プログライズホッパーブレードと連結させる際にはライズスロットの形状が異なるため、合体用に新規造形された。

カバンストラッシュ
アタッシュカリバーをアタッシュモードにしてエネルギーをチャージさせ、ブレードモードに変形させた状態で引き金を引くことで「フルチャージ！カバンストラッシュ！」の音声と共に、黄色いエネルギー刃を放つ。
また、グリップ後部にプログライズキーを装填し、「Progrise key confirmed. Ready to utilize.」の音声と共に引き金を引くことでライダモデルの能力の一部を加えた必殺技を発動する。
カバンダイナミック
グリップ後部にプログライズキーを装填し「Progrise key confirmed. Ready to utilize.」の後に、アタッシュカリバーをアタッシュモードにしてからブレードモードに変形させた状態で引き金を引くことで「フルチャージ！○○（装填したプログライズキー）カバンダイナミック！」の音声と共に、ライダモデルの能力の一部を加えた必殺技を発動する。

アタッシュショットガン
主にバルカン、バルキリーが使用する大口径の射撃武器。迅や雷も使用した。アタッシュケースの状態アタッシュモードから展開・変形することで「ショットガンライズ！」の音声と共に銃形態のショットガンモードとなる。第8話では複数量産されており、そのうちの一丁が滅亡迅雷.netによってA.I.M.S.特殊技術研究所襲撃時に鹵獲される。
銃身前部に備えられたプレスリローダーを操作することでエネルギーを超圧縮した弾丸PEB（プレスドエネルギーバレット）を生成・装填し、700発の散弾を発射するショットモードと貫通力が非常に高い大型のスラッグ弾を発射するスラッグモードを打ち分ける。重火器クラスの破壊力を持つ反面、発射に伴う反動は強い。
- アタッシュカリバーとは異なる変形ギミックにするため、銃身が斜め軸で展開するものとなり、ポンプアクションも取り入れている。

カバンショット
グリップ後部にプログライズキーを装填し、「Progrise key confirmed. Ready to utilize.」の音声と共にトリガーを引くことでライダモデルの能力の一部を加えた必殺技を発動する。
カバンバスター
グリップ後部にプログライズキーを装填し「Progrise key confirmed. Ready to utilize.」の後に、アタッシュショットガンをアタッシュモードにしてからショットガンモードに変形させた状態でトリガーを引くことで「フルチャージ！○○（装填したプログライズキー）カバンバスター！」の音声と共に、ライダモデルの能力の一部を加えた必殺技を発動する。

アタッシュアロー
元はA.I.M.S.が開発していた射撃武器で、第8話でのA.I.M.S.特殊技術研究所襲撃時に滅が奪い、滅亡迅雷.netの手に渡り、滅や迅が使用した。アタッシュケースの状態アタッシュモードから展開・変形することで「アローライズ！」の音声と共にエネルギーの矢CEA（チャージングエネルギーアロー）を発射する弓形態のアローモードとなる。また、上下部には刃があり、遠近両用兵器としても使用可能。
- ゼロワンが刀、バルカンが銃を使用したため、滅が弓を使うものとなった。他のアタッシュウェポンとの差別化から、全長が長くなるように2箇所が展開するものとなった。

カバンシュート
グリップ後部にプログライズキーを装填し、「Progrise key confirmed. Ready to utilize.」の音声と共に引き金を引くことでライダモデルの能力の一部を加えた必殺技を発動する。

#### その他
アサルトグリップ
復活したアークが、アサルトウルフプログライズキーと共に作り出したバルカン アサルトウルフとゼロワン シャイニングアサルトホッパーの変身に用いるプログライズキーの拡張モジュールで、武装特化型にライダモデルを強化する。他のプログライズキーと異なりクリップにセットされたプログライズキーは「オーバーライズ！」の音声と共にオーソライズする。「アサルトチャージ！」の音声と共にボタンを押すことで必殺技を発動することが出来る。
アサルトウルフプログライズキーから取り外し、シャイニングホッパープログライズキーに取りつけることも可能だが、第18話にて通信衛星ゼアがラーニングしたデータを基にゼロワン用に再現・複製したため、その必要がなくなった。
- 敵側のテクノロジーで少し禍々しい強化をしたバルカンと、ゼロワンが1段階強化し、その2つの力が融合することでゼロワンが強い姿になるというコンセプトで、共有するアイテムをやることとなった。パワーアップの交換というコンセプトでゼアが作ったゼロワンシャイニングホッパーとアークが作ったバルカンアサルトウルフが互いを理解しあうことで貸し借りしながら強化していくという想定だったが、シナリオの展開上、そこまで或人と諫の関係が深まっていなかったため、貸し借りが難しくなったことから、追加でゼアが作ることでシャイニングアサルトホッパーへの変身のハードルを下げている。
- アサルトウルフプログライズキーだけでなく、シャイニングホッパープログライズキーとも合体できるようにデザインされた。

プログライズホルダー
ベルト両脇に配置されているプログライズキーを携行するためのホルダー。計2個固定が可能。なお、初登場時の雷は8個配置されている。

### 仮面ライダーゼロワン
飛電或人が変身する仮面ライダー。
決め台詞は「お前を止められるのはただ一人、俺だ！」。
- 変身ポーズの手の形はバッタの足をイメージしている[169]。
- 平成仮面ライダーとは切り口を変えるため、覆面を被ったハリウッド映画のヒーロー作品のキャラクターのような見えざまとして、新元号の1号ライダーであることから複眼を象徴的に付けるため、アイマスクのような仮面を付けることで小顔に見せている[170][79]。スーツデザインにおいてもアクションを優先した造形となっており[14]、従来の平成仮面ライダーのように体全体を甲冑で覆うのではなく、直接身体に肉付けがなされているようなイメージ[88]で、アンダースーツに硬質のパーツを貼り付け、マスクもヘルメットのように被るのではなく、アンダースーツの生地で覆った頭部に直接仮面を被せており、輪郭よりも一回り小さな仮面を付けることや高い位置の太もものアーマーにすることで、頭身を視覚効果によってかなり高く見せるものとなっている[出典 64]。配色は全体的にスポーティーな印象を追求しており、差し色として赤いラインを入れることで情報量を上げている[170]。また、膝当てが膝小僧にあったのが基本だったが廃されている[170]。トラスのような部分を胸部パーツの隙間から見せることで頑丈なパーツが中に入っているというイメージの効果を狙って付けている[170]。
- 未来の生活を「AI」というテーマを使って表現するため、「未来感」を「AI」と「仕事」というキーワードを使ってデザインするものとなった[79]。令和最初の仮面ライダーであるため、デザインのプロセス自体を変えるものとなり、ノーモチーフで新しく未来っぽく見える仮面ライダーを目指してデザインが進められた[79]。だが、訴求力をわかりやすく打ち出すのがノーモチーフでは難しかったため、素材感やシルエットで新たなヒーロー像を打ち出すべく、元号が切り替わるタイミングに未来感や全体の新しさを誇張するために原点回帰として、バッタをメインモチーフにすることでそれが逆に際立つものとなった[79]。フォームチェンジの共通の要素として、全身に抽象化して一度解体したモチーフの要素をディテールとして再構築し、1体入れるものとなった[79]。
- 撮影用スーツのマスクは従来の前後分割ではなく、後頭部上部までがFRP製、耳元から下をビニルレザー製とし、着脱が容易となった[160][158]。そのため、アクション時に外れるリスクを考慮して制作した縄田の顔型によって下面を含めてタイトに縫製している[158]。スーツアクターが1人でマスクを装着できるという点は意図してデザインしたわけではなく、副産物であったという[79]。今っぽいヒーローとしてシンプルにゴテゴテとパーツを盛らずにして、アウトラインがアンダースーツ自体に出るように、小さなパーツをスーツに入れて上からさらに生地を被せている[170]。ベーススーツは縄田の体形に合わせて採寸され、アクション時にはずれないよう従来よりタイトに縫製されており、接合部に隙間がないため密閉度が高く、スーツアクターには苛烈なものとなっている[出典 65]。スーツは上半身と下半身がセパレートとなっており、普通の服でいう上着の裾をズボンの中にインしている状態であり、下半身のスーツを上着をベースに引っ付けている構造のため、腹部側が密着しており、そこが突っ張ることから、腕を上げただけで軽い矯正ギプスのように引っ張られてしまい、さらに縄田の体形に合わせた造りであることから隙間がなく圧迫感があったという[172]。また通常のアップ用とは別に眼にLEDを仕込んだ電飾マスクも存在する[160][158]。『劇場版ジオウ』の撮影後にテレビシリーズのオープニングとジャンクションの撮影時にブラックライトに生える色味に変更されていることから、黄色が当初のものより強くなっている[158]。ベーススーツは、近年のスポーツウェアに多いハニカム構造状のテクスチャー[170][158]をプリントした生地とビニルレザーやストレッチ素材を複合的に縫製した可動域の広いアップ用、背中側がタイツ生地になったハーフ、全身タイツ生地のアクション用の3種類が用意された[160][158]。各形態のプロテクターはFRPではなくウレタン注型により作られており、柔軟性が高くなっている[160]。フォームチェンジはライジングホッパーのプロテクターが変形・移動しているためパーツ換装では再現できず、個別にベーススーツやプロテクター、ブーツが新規に造形されており、アクション用の手袋のみが共用パーツとなっている[160][173]。タレ目の昭和、ツリ目の平成との差別化を図るため、普遍的な美しさのある正円の複眼にしており、斜めから見ると複雑な楕円形になるなど角度を変えると様々な表情に見えるという能面のような効果の設計となっている[出典 66]。共通の複眼を使用しているが、周囲のパーツを変えることで見る角度によって穏やかであったりきつくなる繊細な表情の違いの表現を出している[152][170]。

形態
ライジングホッパー
ライジングホッパープログライズキーで変身するゼロワンの基本形態。アーマーカラーは蛍光イエロー。派生形態にハイブリッドライズ（強化変身）する際は各部アーマーが展開・移動した後に別種のライダモデルの力が加えられたアーマーが増装される。
変身音声は「飛び上がライズ！ライジングホッパー！A jump to the sky turns to a riderkick.」。
強靭な脚力や優れた跳躍力を持ち、脚部にある跳躍装置ライジングジャンパーによって脚力を引き上げている。
- 仮面ライダー1号同様昭和ライダーに多くいたバッタをデザインモチーフにしており、昆虫が単体でモチーフに選ばれるのは『仮面ライダーカブト』以来、13年ぶりとなるが、全体をバッタ要素で占めた平成の主役ライダーがいなかったため、新元号の1号ライダーであることから原点回帰の意味合いも含めてバッタ要素を入れることで仮面ライダーに見えるようになっている。ただし東映プロデューサーの大森敬仁は、モチーフは仮面ライダーそのものであり、バッタをモチーフに意図したわけではないと述べているが、1号がバッタをモチーフとしていたため、仮面ライダーモチーフということからバッタもアリということになったという。また、平成仮面ライダーシリーズに見られた「奇抜なビジュアル」の系譜として、昭和ライダーと同系統の緑ではなく、蛍光イエローが用いられている。蛍光色は印刷媒体で再現が難しいため敬遠されているものであり、製版処理を誤ると蛍光色に見えないというリスクも併せ持つため、本作品では各媒体に対しバントンのカラーチャート番号が指定されている。
- パキパキと折ったような多面体のイメージで統一されたアーマーは無数にディープラーニングの直線が交わるイメージを、多面体の稜線で表現している。ビジュアルで脚力に特化したヒーローであることを説明するため、2本の大きな後ろ脚をそのまま脛と腿横側のアーマーとして配置しており、腹部側から見たバッタのディテールを抽象化し、残りの前の4本脚を腹筋と胸筋のアーマーの意匠として溶け込ませている。複眼の上から触覚を重ねることで凛々しい表情にしている。背面はシンプルにバッタの羽根の形状をベースにアレンジしたものとなっている。マスク内部の顔もデザイン画が起こされており、複眼の形状も同様で、色を変えている。従来のようにフォームチェンジでモチーフが変更されると、基本形態のアーマーがなくなってデザイン化したアーマーが付くのではなく、特徴的な蛍光イエローのアーマーが残ったままのデザインとなり、各派生形態は元のアーマーの移動位置によってシルエットを変えるというデザイン法則で統一された。
- 従来のハーネス吊りでは、回転では縦か横かのどちらかのみであったが、横回転が可能な縛帯を装着してワイヤーで吊っていることから、縦回転しながら横に捻ることが可能となった。また、バッタの脚力をイメージしたジャンプを撮るため、「ラチェット」と呼ばれる空気圧を使用して飛ばす機材を使用している。

バイティングシャーク
バイティングシャークプログライズキーで変身するゼロワンの派生形態。アーマーカラーは浅葱色。
変身音声は「キリキリバイ！キリキリバイ！バイティングシャーク！Fangs that can chomp through concrete.」。
側頭部にライジングホッパーのマスクが逆さに、腕にライジングホッパーの胸部と腹部のアーマーが移動している。敵を両腕のシャークガントレットで切り裂く。脚部の推進器ジェットハイドラーや胸部に搭載された酸素を水から取り出すエラ状の呼吸器ラビリンスラングなどの外装甲により、水中で自在に活動することが可能。
- アーマー部分は新規造形。推進器の役割を与えるためサメのえらをイメージしたスリットをアーマー部分に配置している。手の甲にサメのヒレが付いて攻撃するイメージで、ライジングホッパーのアーマーがサメのヒレとなっている。

フライングファルコン
フライングファルコンプログライズキーで変身するゼロワンの派生形態。アーマーカラーはマゼンタ。
変身音声は「Fly to the sky!フライングファルコン！Spread your wings and prepare for a force.」。
ライジングホッパーのマスクが左右に割れて移動している。大腿部の安定翼や背部の翼による滑空能力を有しており、肩の翼にエネルギー発生装置ウイングフェアレイサーを内蔵しているため、推力と揚力を得ており、空中戦に長けている。
- シルエットが基本形態と変わって見えるように意識しており、全体として鳥のような顔にも見えるようにアレンジされており、尖らせた両肩や、胸は翼、太もも部分は脚の鉤爪のイメージとなっている。複眼は形を変えずに色を変えている。
- 羽を生やして飛行するのではなく、アメコミヒーローのように、ジェットで飛行する。

フレイミングタイガー
フレイミングタイガープログライズキーで変身するゼロワンの派生形態。アーマーカラーはスカーレット。
変身音声は「Gigant flare!フレイミングタイガー！Explosive power of 100 bombs.」。
手の甲にライジングホッパーのマスクが移動している。パワフルかつ俊敏で、総合的に高い能力を持つ。火炎攻撃能力と高い柔軟性を有しており、前腕部装甲タイガーガントレットに内蔵されたエネルギー燃焼開放装置パンテラバーナーによって掌の放射口から最高1,800度の高熱火炎を放射することが可能で、脚部と肩に内蔵された火炎制御装置によって炎を体にまとわせて攻撃の威力を高めることも可能。優れた耐熱性能を持つが、或人本人は熱を感じている。
- ベーススーツの黒がプロテクターのスリットから見えて、それがトラの縞模様に見えるようになっている。動物の能力を拡張するというコンセプトだが、トラの場合は分かりやすい特徴が見出せなかったため、戦闘スタイルを大きく差別化するため、炎の能力となった。
- 基本的に炎は合成処理で描かれるが、変身シーンは赤のライトを蒸気に当てることで火の粉が弾けているように見せている。

フリージングベアー
フリージングベアープログライズキーで変身するゼロワンの派生形態。アーマーカラーはシアン。
変身音声は「Attention freeze!フリージングベアー！Fierce breath as cold as arctic winds.」。
ライジングホッパーのマスクがマスクの側面に移動している。高い基礎身体能力を備え、前腕部装甲に内蔵されたフリーズユニットポーラーフリーザーによって掌の放射口から極低温の凍結剤を噴射することが可能なほか、肩や胸部の装甲トランスパーによって触れた物質の熱を急速に奪って凍結させ、打撃によって敵を粉砕する。
- 氷漬けのアーマーのイメージでクリアとソリッドの2種類のパーツを使っている。マスク側面のライジングホッパーのマスクが氷漬けの見映えになるようにクリアブルーのパーツで透けている。口部の青と黒い部分でクマの牙、マスク上部両端の黒い部分でクマの耳を表現している。首周りを大ぶりのプロテクターで覆うことで熊特有のずんぐりとした体型を表現している。掌は冷気を出すイメージでフレイミングタイガーと同一形状となっている。

ブレイキングマンモス
ブレイキングマンモスプログライズキーで変身するゼロワンの派生形態。基本カラーはシルバー。
変身音声は「Giant Waking!ブレイキングマンモス！Larger then life to crush like a machine.」。
プログライズキーがオーソライズされると通信衛星ゼアに後部ユニットとしてドッキングされている衛星フォームが分離して量子変換機構によって大気圏内外を問わず飛行可能な高速移動形態のジェットフォームとなって地球にいる或人の頭上に転送され、ゼロワンライジングホッパーを格納してからギーガーに匹敵する巨大な人型に変形する。そのため、他のフォームのように装着するのではなく、ゼロワンのスーツと思考伝達型ハイニューロン接続によって連動しているため、内部でゼロワンが操縦する形となり、体の動きに合わせて稼働する。
腹に装備されたマンモスの象牙を模した錨グレインゴットや左腕に装備されたプログライズキー型のシールドプレスナックルを使用して戦う。
本来はギーガーに酷似した大規模災害を想定した大型救助システムとして開発が進められていたもので、各武装についても戦闘ではなく救助活動を目的として開発されている。そのため、変身者ではない者の搭乗が可能で、実際、アークに支配されたゼアの本体と切り離された際、雷が搭乗しゼアの本体ごとアークを破壊している。
- 当初の予定ではゼア本体が変形するものだったが、杉原のオーダーでゼアとは異なる機体となった。派生形態の一つのため、ロボットに搭乗するのではなく、ゼロワンを吸収して全体が新規アーマーとなるイメージで進められたが、ゼロワンの派生形態であることからマンモス型ではなく、シルエットやサイズが他とは大きく異なるため、前面にゼロワン要素を押し出したものとなった。胸部にマンモス要素を集約し、胴部はマンモスの顔になっており、ゼロワンライジングホッパーをイメージした頭部となっている。ジェットフォームを地上降下用に用意することで、三段変形するものとなった。

シャイニングホッパー
シャイニングホッパープログライズキーで変身するゼロワンの強化形態。基本カラーは蛍光イエロー。
変身音声は「The rider kick increases the power by adding to brightness!シャイニングホッパー！When I shine,Darkness fades.」。
初変身した当初は、キーのデータが不足していたため、ライジングホッパーの1.8倍程度の出力しかなかったが、他形態の戦闘データを学習することによってキーが完成したことで或人のスペックと成長に見合わせて機能が最適化され、ゼロワンの性能が革新的に向上された真の形態に変身可能となった。
額にある演算処理装置シャイニングアリスマテックの相手の行動をラーニングする能力によって敵の動きの先を瞬時に予測し、約25,000通りの対抗手段から最適解を約0.01秒で算出でき、光速での行動を可能にする。だが、戦闘の際には装着者の力を前借りするため、戦闘後には激しいバックファイアに襲われる副作用がある。
- まず完成形となるシャイニングアサルトホッパーのデザインを決めて、そこから逆算してデザインされた。真の強化形態が直後にあることから、普段やらないようなことをやるのに好都合であると思ったため、マイナスのパワーアップがコンセプトとなった。一部アーマーを減らして軽量化することでスピーディーに動くことが可能なフォームという印象にしているが、強化形態の派手さを表現するため、胸からアーマーの代わりにバッタの後ろ足をイメージした四方に伸びるスラスターを追加しており、マスク側面にも同様の意匠を追加している。デザインモチーフはショウリョウバッタで、過去に同様のモチーフであった『カブト』のキックホッパーとパンチホッパーがマスク全体にショウリョウバッタのモチーフを施しているのに対し、こちらはボディー全体のデザインモチーフが脚そのものとなっている。
- 撮影用スーツはアップ・アクション兼用の1着のみ制作された。ライジングホッパーのベーススーツ同様、プロテクターのハニカムはプリント処理によるもの。
- 光速で移動しているものではなく、俯瞰で敵マギアが予測するゼロワンの見た目を見ているものとなった。

シャイニングアサルトホッパー
シャイニングアサルトホッパープログライズキーで変身するゼロワンの強化派生形態。基本カラーは蛍光イエローと深縹。
変身音声は「Warning warning. This is a not test.ハイブリッドライズ！シャイニングアサルトホッパー！No chance of surviving this shot.」。
シャイニングホッパーがアサルトグリップの力で強化されていることからゼアだけでなくアークにもアクセスしているため、バルカンアサルトウルフのような装甲が体の各所に加わっている。シャイニングホッパーをベースに力強さが上乗せされ、胸部のコアユニットに組み込まれた戦闘補助装置オービタルユナイトや肩の推進機シャイニンググラディエーターにより、シャイニングホッパー以上の高度の演算処理能力やシャインシステムを駆使して強敵と戦う。シャインシステムには光や結晶型エネルギー波動弾シャインクリスタを展開してオールレンジの攻撃と防御シールドのような役割を発揮するなど、攻守双方に於いて高い能力を発揮するシステムを搭載している。
- デザインは、シャイニングホッパーにアークの力によって生まれたアサルトウルフが融合して、力を制御することで強力な兵装を携えたゼロワンというコンセプトとなっており、ボディ各所にアサルトウルフのメカフレームがシャイニングホッパーの蛍光イエローのラインと知恵の輪のように絡み合う意匠を多用・配置することで複雑強固な結合を表現しており、ボディー全体をバッタの特徴である跳躍力を持つ脚部が覆うようなスタイリングとなっている。胸部の丸い意匠はアサルトウルフ同様、デザイン段階ではビーム砲門というイメージであった。アサルト由来のアンテナをシャイニングホッパーのマスクと同様の位置に増やすことでゼロワンらしいシルエットに戻しつつ、高度に制御されている印象を強調するため、左右対称となっている。羽根のように肩から背中にかけて伸びた脚は、放射状に胸部から背中に向かって広がることでマッシブなシルエットの逆三角形となっている。逆三角形体型は、従来は可動域や重量バランスに難があるため禁じ手とされていたが、技術の向上により実現している。パーツを脇の下にも設けることで、マスクと肩と併せてバッタの6本脚を表現している。
- 撮影用スーツのベーススーツはシャイニングホッパーと共用で、パーツ換装によりフォームチェンジを表現している。マスクは1つで、目のパーツのみアップ用とアクション用を換装して用いている。
- 撮影用スーツはアップ・アクション兼用の1着のみ制作された。

メタルクラスタホッパー
メタルクラスタホッパープログライズキーで変身するゼロワンの強化形態。
変身音声は「メタルライズ！Secret metarial 飛電メタル!メタルクラスタホッパー! It's high Quality.」。
装甲には飛電インテリジェンスが構想していた、自在に可塑性・硬度・密度を変化させる相転移制御特性を持つ特殊金属飛電メタルを採用。さらに大量のクラスターセルと呼ばれる全身を覆う飛電メタルが変化した銀色の小型のバッタがボディを形成しており、攻撃や防御時には黒いベースボディから剥がれることで鋭利な刃やシールド状など様々な形に形成・変化させる。
また或人自身の意思で変身解除することも不可能であり、メタルクラスタホッパープログライズキーや飛電ゼロワンドライバーを強制的に外さない限り、暴走は止まらない。プリズメントチェインによるオーソライズの阻害は変身後も継続して残るため、初変身して以降はメタルクラスタホッパー以外のプログライズキーのオーソライズが不可能になってしまったが、ヒューマギアの善意のデータが入ったヒューマギアプログライズキーと滅亡迅雷.netのアジトにあった飛電メタルを基に作られたプログライズホッパーブレードの力によりメタルクラスタホッパープログライズキー使用時の接続先がゼアに変更されたことで制御可能になった。
- バッタの群れのイメージは蝗害。同じバッタの大群で変身する001との差別化として、相手に勝手にカウンターを食らわせる変身システムにしたり、スーツが大量のバッタで構成されているものとなった。必殺技はバッタが侵食するイメージとなっている。
- 当初のコンセプトはサウザーのコンセプトの検討案の一つであった液体金属のアーマーで、分かりやすく極まったテクノロジーの進化を表現するためのアイデアあったが、液体金属であることが常に流動していないと伝わらないという懸念が生じたため、金属が連鎖的に結晶化したような意匠にシフトしていった。ゼロワンのパキパキと折れたアーマーの面構成を先鋭化・誇張する意味合いも込めて、オスミウムやプラチナなどの鉱石の結晶体のような刺々しさをデフォルメしている。蛍光イエローの要素を残すため、ほとんどが銀であったマスクの複眼を蛍光イエローにしたり、金属のアーマーの隙間から見える差し色にすることでゼロワンならではの色を強調している。ライジングホッパーと同様のマスクのベースに結晶のようなトゲトゲパーツを足している。
- 撮影用スーツはアップ・アクション兼用の1着のみ制作された。プロテクター部分はアクションを考慮してウレタン注型となっているが、メッキ塗装が乗りづらいため、シルバーをウレタンクリアーに混ぜ込み、何層も塗装を重ねることで光沢感を出しつつ、メッキのギラギラ感を抑えている。メッキ塗装のシルバーであると撮影時にカメラが映り込むことから、メッキ処理後にさらに艶消ししたような色合いで仕上げ、デザイン画で白く見える細い部分をギラギラ感を表現するためメッキ処理にし、表面積の少ないライン部分は輝度が高いメッキテープを貼り付けて表現している。
- 登場当初は暴走状態であることから、無機質に演じようとしていたが、それだけではつまらないため、心がない感じを出すために首を傾げたりする動きを作り、気味の悪さやおどろおどろしい感じを足している。当初はまだアークの存在の怖さを分かっていなかったことから、抽象的な感覚で演じていたという。

リアライジングホッパー
ライジングホッパープログライズキー ゼロワンリアライズver.で変身するライジングホッパーの強化型。
変身音声は「イニシャライズ！リアライジングホッパー！ A riderkick to the sky turns to take off toward a dream.」。
ライジングホッパーと同一の外見だが、ライジングホッパーの2倍以上のジャンプ力など、従来よりも全能力が大幅に強化されている。
- ただの色替えでは印象が薄くなることから、他のキーとの差別化から遺伝子型のラインにしたり、ゼロツー同様ゼアを装填時の模様に入れている。

スペック
| 名称                         | 身長     | 体重      | パンチ力 | キック力 | ジャンプ力 （ひと跳び） | 走力 （100 m） [注釈 31] | その他の数値                                                    | 初登場                 |
| ---------------------------- | -------- | --------- | -------- | -------- | ----------------------- | ------------------------ | --------------------------------------------------------------- | ---------------------- |
| ライジングホッパー           | 196.5 cm | 87.0 kg   | 8.4 t    | 49.0 t   | 60.1 m                  | 4.1秒                    |                                                                 | - 劇場版ジオウ - 第1話 |
| バイティングシャーク         | 194.2 cm | 98.1 kg   | 8.1 t    | 42.1 t   | 17.8 m                  | 4.6秒                    | - 最高移動速度：86 kt（海中）[178] - 潜航深度：水深400 m超[178] | 第3話                  |
| フライングファルコン         | 194.0 cm | 85.5 kg   | 8.6 t    | 27.2 t   | 17.5 m                  | 4.2秒                    | 最高飛行速度：マッハ2[6][180]                                   | - 劇場版ジオウ - 第4話 |
| フレイミングタイガー         | 194.1 cm | 97.2 kg   | 12.3 t   | 37.3 t   | 22.5 m                  | 3.6秒                    |                                                                 | 第5話                  |
| フリージングベアー           | 194.0 cm | 106.1 kg  | 13.1 t   | 31.9 t   | 13.2 m                  | 4.2秒                    |                                                                 | 第7話                  |
| ブレイキングマンモス         | 768.0 cm | 6920.0 kg | 25.2 t   | 38.6 t   | 10.9 m                  | 6.5秒                    | 最高時速：マッハ7（大気圏内 / ジェットフォーム時）[185]         | 第9話                  |
| シャイニングホッパー         | 192.2 cm | 90.2 kg   | 18.3 t   | 58.9 t   | 70.0 m                  | 2.3秒                    |                                                                 | 第12話                 |
| シャイニングアサルトホッパー | 197.1 cm | 103.7 kg  | 27.1 t   | 67.7 t   | 78.8 m                  | 2.9秒                    |                                                                 | 第15話                 |
| メタルクラスタホッパー       | 196.5 cm | 110.7 kg  | 44.8 t   | 93.0 t   | 102.9 m                 | 1.2秒                    |                                                                 | 第22話                 |
| リアライジングホッパー       | 196.5 cm | 87.0 kg   | 59.1 t   | 114.7 t  | 165.7 m                 | 0.5秒                    |                                                                 | 最終話                 |

ツール
飛電ゼロワンドライバー
或人がゼロワンへの変身時に使用するドライバー。其雄が設計したものを、ヒューマギアが暴走することを予見した是之助が完成させ、是之助の死後にゼアの指令によって構築された。ヒューマギアをコントロールするための新時代セキュリティシステムが内蔵されている。
バックルの状態で携行され、腹部に当てると自動でバンドヒデンリンカーが展開・伸長して装着される。ベルト右側の認証装置オーソライザーにプログライズキーを非接触でオーソライズ（スキャン）することで、キーのロックを解除。その後、通信衛星ゼアにデータが送信され、ゼアから転送されたライダモデルが出現し、展開したプログライズキーをベルトのライズスロットに装填することで、保安機構ライズリベレーターが開放してライダモデルとゼロワンシステムを反応炉プログライズリアクターで変換反応させ、或人の前にモデリングビームによって照射成形された電磁誘導を応用したパワードスーツライズアーキテクターを実装することで素体となり、バラバラに分解されたライダモデルがデータとして体の各所の表面上を覆うことで装着者に生物の能力を付加させ、プログライズ（変身）を完了させる。またキーを再度押し込むことで必殺技を発動させる。派生形態への変身の際は、プログライズキーをオーソライズした後に、ゼアからプログライズキーに保存された別種のライダモデルが射出され、派生形態へ直接変身する際も、巨大バッタと一緒に射出される。また必殺技を使用する際、プログライズキーを装填したままオーソライザーに別のプログライズキーをオーソライズするごとに「ビットライズ！」「バイトライズ！」「キロライズ！」「メガライズ！」「ギガライズ！」「テラライズ！」の音声と共に必殺技の威力を高めることが出来る。
ベルトを装着することで通信衛星ゼアと装着者の脳を無線接続させ、ゼアの思考回路の中に入り、人工知能と同じ思考速度を持った状態となり、第1話で初めて変身する際にゼアと直結することでチュートリアルを受け、変身できるようになった。是之助の遺言状により、使用権限があるのは飛電インテリジェンスの社長の座に就く者のみで、これを使用した或人は必然的に社長になった。シャイニングアサルトホッパーへの初変身時にもゼアに意識を飛ばし、アサルトウルフについてラーニングした。
一度はアークゼロに奪われるが、後にゼロツードライバーを介して復元された。
- モチーフはないが、企画当初のコンセプトはキーを装填すると起動する近未来の虫眼鏡というものであり、データ化した生物が入ったキーをベルトに入れることで観察できるようになるものというイメージのデザインであった。バックル中央が円いことなどは虫眼鏡の名残りで仮面ライダー1号などの歴代ライダーのオマージュとして真ん中に正円が来るものとなった。スキャン部分の小さな正円がバックルがスライドすることで大きな中央の正円に移動するのを意識している。正円と直線という構成が本作品の名前とロゴとリンクしたのは偶然の一致である。装填後のキーのメカ動物のビジュアルは見えないようになっている。
- スーツへの着用を考慮して110パーセントに拡大されたアップ用や、アクション用やバイク用、役者用モデルなど数種のモデルが制作された。

オーソライズバスター
シャイニングホッパーに強化したゼロワンを受けて、何かを察知した通信衛星ゼアの危機管理判断により構築・製造された新装備の可変式武器。主にゼロワンが使用するが、バルカンアサルトウルフに貸与されることもある。「アックスライズ！」と共に変形するアックスモードと「ガンライズ！」と共に変形するガンモードの2つの形態を持つ。
- 当初のコンセプトではゼロワンとバルカンのパワーアップ時の共用の武器というコンセプトであったため、アックスモードがゼロワン用、ガンモードがバルカン用と想定してデザインされた。
- アップ用プロップは実際に変形させることが可能である。

ガンモード
メインとなる銃形態。波動弾を撃つ。
- 前述のようにゼロワンとバルカンの共用の武器として企画されたため、作中ではバルカンが多く使用している。

アックスモード
刃の部分に蛍光イエローの大きなバッタのグラフィックが描かれた斧形態。主にシャイニングアサルトホッパーが使用する。
プログライズホッパーブレード
メタルクラスタホッパーの暴走を危惧したイズが、自らを含むヒューマギアの善意のデータが入ったヒューマギアプログライズキーと飛電メタルのデータを基に衛星ゼアにより制作されたライジングホッパープログライズキーに似た形状を持つ大剣プログライズキー型のアイテム。柄の部分リベレートハンドルは衛星ゼアのデータ流入経路となっており、ヒューマギアの善意のデータによってアークの悪意のデータを相殺することで、大量のクラスターセルがブレードに吸収されて基部を構成し、自らの意思で安全に運用することができる一種の制御装置となっている。内蔵されたヒューマギアのバックアップデータによって、ヒューマギアの書き換えられたデータの復元装置としても使用でき、マギア化したヒューマギアを破壊することなく復元することが可能。
- 元々プログライズキーがグリップや武器のような形であったため、そのまま巨大な剣のようになったプログライズキーというイメージで、内部のメカバッタがグラフィックだったものが立体で動くようになっている。アタッシュカリバーに装填することで両剣になるようにデザインされた。
- 刀身部分のバッタの脚部の意匠が可動するギミックのため、単3電池15本のバッテリーパックで電動させている。

シャイニングホッパープログライズキー
シャイニングホッパーに変身するためのプログライズキー。
当初は、ヒューマギアによる危機を衛星ゼアが予測して開発したため、予想を上回る或人の成長の速さのためにデータが不十分で状態が不完全だったが、ワズのセントラルメモリーに保有されていたデータと他プログライズキーに記録されていたゼロワンの戦闘データを付加することで領域を拡大したことで最適化され完成した。
- 格上のバッタキーであることからパワーアップ感を出すため、内部を立体のバッタにしたり、キー部分をホットスタンプ（メッキ）にしている。展開時にカバー表面のディテールが繋がることで、大きめのバッタを表現している。

シャイニングアサルトホッパープログライズキー
シャイニングアサルトホッパーに変身するためのプログライズキー。
シャイニングホッパープログライズキーにアサルトグリップを装着して強化されたキー。
- アップ用プロップは実際にアサルトグリップの着脱が可能。

メタルクラスタホッパープログライズキー
アークの技術を用いて垓が構築したメタルクラスタホッパーに変身するためのプログライズキー。
認証プレートメタルライザーが筐体に追加されており、これを折りたたんで3段階認証するメタルライズをすることで変身する。拡張ユニットメタルライザーに内蔵されているプリズメントチェインと呼ばれるプログラムによって他のプログライズキーの読み込みを阻害しており、さらに同ユニットによって接続先をアークに変更。或人の意識を悪意に満ちたデータ空間に幽閉し、本人の意識はあるもののアークの滅亡の意思に晒されて悪意のデータを強制ラーニングさせられることによって制御不能になり、敵味方の見境なく強力な攻撃を加える。
第24話でプログライズホッパーブレードにより制御可能になるまでアビリティは「飛電メタルズ アビリティ」。
- 全てのプログライズキーが認証出来るキーというコンセプトで、ギミックがキーの端を折り返すことで発動するものだったが、機能のみが省かれ、折り返すギミックのみを活かすため、アイテムで巨大なメタルのバッタを折り返すことで複数の細かなメタルバッタに分裂してアーマーになるという変身シークエンスを表現するというコンセプトに変更され、ベルトの外観が変身後に変わるようなデザインとなった。
- 従来のキーに加えてヒンジがもう一つ設けられている。

必殺技
括弧内は使用するプログライズキー。
- 必殺技の文字はステンシルな感じにしている。

ライジングインパクト
ライジングホッパー時の必殺技。バッタの能力を付加させて変形させた両脚で敵に連続で攻撃を仕掛けて上空に蹴り上げて打ち上げ、跳躍した後に敵を蹴り落として、急降下しながら右足の飛び蹴りを浴びせて敵のボディを貫通する。
バイティングインパクト
バイティングシャーク時の必殺技。敵を上空に打ち上げて自らも跳躍し、前腕部装甲シャークガントレットの外側にあるサメの歯状のアンリミテッドチョッパーからサメの歯の力を持つ斬撃を展開させ、両側から挟み込むようにして敵を噛み砕いて粉砕する。
フライングインパクト
フライングファルコン時の必殺技。発動の際、エネルギーの翼が展開するようになっている。劇中では未使用だが、『劇場版ジオウ』では、空中から猛スピードで滑空して敵を足固めにしてから空中で回転投げをし、とどめに蹴りを放つ技として使用した。
フレイミングインパクト
フレイミングタイガー時の必殺技。炎の環を発生させて潜って火炎を全身にまとって突進し、指先のタイガークローの内部温度を高めて赤熱化させ、敵を溶断する。
フリージングインパクト
フリージングベアー時の必殺技。敵を凍結剤で凍らせた後、指先のツメベアークローで粉々に砕く。
ブレイキングインパクト
ブレイキングマンモス時の必殺技。空中でプレスナックルを巨大化させてその上に乗って敵を押し潰す。
- 重量級のフォームのため、上から押し潰すライダーキックとなった。

シャイニングインパクト
シャイニングホッパー時の必殺技。飛び蹴りを浴びせた後に、敵を追尾して飛び蹴りを叩き込む二段蹴り。
シャイニングメガインパクト
シャイニングホッパープログライズキーを装填したまま別のプログライズキーを4回オーソライズすることで発動する。敵に4体の分身が連続で一斉攻撃を叩き込み、飛び蹴りでとどめを刺す。
- 大きなパワーアップがあと2回あるということから、上から3番目のメガインパクトとなったが、劇中で複数スキャンを披露したのは1度のみとなった。

シャイニングストームインパクト
シャイニングアサルトホッパー時の必殺技。瞬間的に超スピードで移動して敵を翻弄して上空を飛び、右足の飛び蹴りを敵に浴びせる。
メタルライジングインパクト
メタルクラスタホッパー時の必殺技。クラスターセルで作り出した2体のゼロワンの分身で同時にキックを決める。
リアライジングインパクト
リアライジングホッパー時の必殺技。敵に連続で攻撃を仕掛けて、跳躍した後に急降下しながらの右足の飛び蹴りを浴びせて敵を貫く。
ライジングカバンストラッシュ（ライジングホッパープログライズキー）
装填時には「グラスホッパーズアビリティ！」の音声が鳴る。切断力を上げて一刀両断するほか、衝撃波を飛ばして離れた敵に斬撃を加えることもできる。
バイティングカバンストラッシュ（バイティングシャークプログライズキー）
装填時には「シャークズアビリティ！」の音声が鳴る。エネルギー体の刃を分身・発生させ、両側から敵を切断する。
フレイミングカバンストラッシュ（フレイミングタイガープログライズキー）
フレイミングタイガー時の必殺技。アタッシュカリバーをアタッシュモードにしてエネルギーをチャージさせ、ブレードモードに変形させた状態で引き金を引くことで「フルチャージ！カバンストラッシュ！」の音声と共に、炎のエネルギー刃を放つ。
- 第12話での発動時に言う「これがかわせるか！」というセリフは同話の脚本を担当した三条が原作を務める『DRAGON QUEST -ダイの大冒険-』のヒュンケル戦でのもので、敵に効かなかったことから取り入れられた。

ロッキングカバンストラッシュ（ロッキングホッパーゼツメライズキー）
装填時には「ゼツメツアビリティ！」の音声が鳴る。敵にエネルギーを纏った刀身を突き刺す。
フレイミングカバンダイナミック（フレイミングタイガープログライズキー）
刀身に炎を纏わせて敵を切り裂く。
メタルライジングカバンダイナミック（メタルクラスタホッパープログライズキー）
装填時には「メタルホッパーズアビリティ！」の音声が鳴る。クラスターセルを纏った銀色の斬撃で敵を切断する。
プログライズダスト
プログライズキーをバスターオーソライズすることで発動する。
ライジングホッパープログライズキー
雷撃を纏った黄色いエネルギーを発射する。
ゼロワンダスト
オーソライズバスターガンモードの必殺技の1つで、ゼロワンドライバーにスキャンすることで発動する。黄色いバッタ型のエネルギー弾を放つ。
バスターダスト
オーソライズバスターガンモードにプログライズキーを装填し、「Progrise key confirmed. Ready for Buster.」の音声と共に引き金を引くことでライダモデルの能力の一部を加えた銃撃が発動する。
フリージングベアープログライズキー
シロクマの顔を模したエネルギーを放ち、敵を凍らせる。
ゼロワンバスターボンバー
オーソライズバスターアックスモードにプログライズキーを装填し、「Progrise key confirmed. Ready for Buster.」の音声と共に引き金を引くことで斬撃が発動する。
ライジングホッパープログライズキー
刀身にエネルギーを纏わせて周囲を薙ぎ払う。
ブレイキングマンモスプログライズキー
マンモスの牙を模したエネルギーを刀身からぶつけて敵を踏み潰す。
プログライジングストラッシュ
プログライズホッパーブレードのトリガーを5回引くことで発動。刀身に纏わせたクラスターセルを刃に変化させて伸ばして敵を斬る。
アルティメットストラッシュ
プログライズホッパーブレードをアタッシュカリバーにドッキングライズした後、ゼロワンドライバーにスキャンすることで発動。刀身に纏わせたクラスターセルを変化させた刃で敵を斬る。
ファイナルストラッシュ
プログライズホッパーブレードをメタルライザーにスキャンすることで発動。無数のクラスターセルを鋭利な刃に変えて相手に飛ばす。
クラスターテンペスト
メタルクラスタホッパー時の必殺技。無数のクラスターセルを体から分離させ、敵に襲い掛かり、一瞬で敵をボロボロにさせる。

マシン

ライズホッパー
ゼロワンの専用ビークル。普段は衛星ゼアに巨大なライズフォンの状態で格納されており、飛電ライズフォンをドライバーにオーソライズした後、バイクアプリを起動することで、通信衛星ゼアから「Changing to super bike motorcycle mode」の音声と共に地上の誘導地点まで射出され、バイクアプリのアイコンをタッチすることで「モータライズ！ライズホッパー！」の音声と共にバイク型に変形する。
通常のエンジンによる駆動の他に、超圧縮噴流を後部スラスターから噴射することで、滑るように疾走することや、ジャンプすることも可能。制御装置がフロント部に内蔵されている。
再度宇宙に打ち上げて衛星ゼアに戻すため、私用で或人が召喚すると雷電たちから怒られる。
- ベース車両はホンダCRF450L。

#### テレビシリーズ外での登場（ゼロワン）
仮面ライダー001
『令和 ザ・ファースト・ジェネレーション』に登場。フォースライザーとライジングホッパープログライズキーを使用して変身する。詳細は仮面ライダー 令和 ザ・ファースト・ジェネレーション#仮面ライダー001を参照。

ホッピングカンガルー
てれびくん超バトルDVDに登場。ホッピングカンガループログライズキーで変身するゼロワンの派生形態。
変身音声は「The fourth dimension of space!ホッピングカンガルー！It's pouch contains infinite possibilities.」。
カンガルーのキック力とジャンプ力、さらにはパンチ力も兼ね備えている。胸と肩に装備されたキズナポケットは、ヒューマギアの能力を戦いに活かす能力を持ち、仲間のヒューマギアをポケットから招集し、その職業特性を付加させた特殊攻撃を繰り出す。
- 袋を腹部だけでなく肩にも付けることで、様々な場所から物が出てくる印象にしている。カンガルー＝ボクシングというイメージから、手に移動したライジングホッパーの胸アーマーがグローブのようになっている。

必殺技
ホッピングインパクト
ホッピングカンガルー時の必殺技。猛烈なパンチを敵に浴びせ、回転させた腕で強力なパンチを最後に浴びせる。
ダイナマイティングライオン
『てれびくん2020年7月号』誌上に掲載されたマンガに登場。ダイナマイティングライオンプログライズキーで変身するゼロワンの派生形態。
変身音声は「Flerce bombing animal!ダイナマイティングライオン！」。
必殺技は100連発バーストキック。

ヘルライジングホッパー
『劇場版 仮面ライダーゼロワン REAL×TIME』に登場。ヘルライズプログライズキーで変身するゼロワンの派生形態。詳細は劇場版 仮面ライダーゼロワン REAL×TIME#仮面ライダーゼロワン ヘルライジングホッパーを参照。

IFフォーム
以下、特記のないものを除きいずれも仮面ライダーWEBで公開された形態であり、「仮面ライダーブットバソウル」やプログライズキーのパッケージに登場している。
- システムを3勢力で変えたことから、モチーフの表れ方が三者三様で、頻繁にアイテムの交換ができないため、デザイン画のみでゼロワンがほかのライダーの連動アイテムを使用したらどうなるのかというのを見せるという施策で、アイテムの動きを補完するものとなった。

シューティングウルフ
シューティングウルフプログライズキーで変身するゼロワンの派生形態。
変身音声は「撃ちまくまくりスティ！シューティングウルフ！The elevation increases as the bullet is fired.」。
パンチやキックなどの攻撃速度や命中精度などを向上させ、アタッシュカリバーから青いオオカミの幻影ファングバレッツの群れを放ち、一斉に突撃させる。
パンチングコング
パンチングコングプログライズキーで変身するゼロワンの派生形態。
変身音声は「剛腕GOGO！パンチングコング！Enough power to annihilate a mountain.」。
腕力と防御力が強化され、パワーユニットから生み出した力での格闘戦を得意としている。全ての装甲を右腕部に集結させた大型の拳マキシムコンガーから超強力な拳を放つ。
ラッシングチーター
ラッシングチータープログライズキーで変身するゼロワンの派生形態。
変身音声は「スピーディーナンダー！ラッシングチーター！Try to outrun this demon to get left in the dust.」。
最高時速189キロメートルの走力で相手を翻弄し、反応加速装置ハイリアクレーターを用いた超高速戦闘を得意とする。
スパーキングジラフ
スパーキングジラフプログライズキーで変身するゼロワンの派生形態。基本カラーはイエロー。
変身音声は「Muscle voltage!スパーキングジラフ！Bursting sparks fly at full force.」。
首周りや体幹を強化することで打撃攻撃の威力を強化できる。全身各部に直結された胸部装甲にある大容量バッテリーが備わっており、電撃ダメージを伴う攻撃を可能とした。頭部の角は電極となっておりスパークを放ちながら頭突き攻撃をする。
アメイジングヘラクレス
アメイジングヘラクレスプログライズキーで変身するゼロワンの派生形態。基本カラーは黄緑。
変身音声は「荒い！強い！硬い！アメイジングヘラクレス！With mighty horn like pincers that flip the opponent helpless.」。
腕力と脚力、大胸筋を限界まで強化することで、さらなる剛力を発揮する。頭部のハーキュリーホーンは装着者の意思に応じて角が巨大化する。
スティングスコーピオン
スティングスコーピオンプログライズキーで変身するゼロワンの派生形態。基本カラーはネイビー。
変身音声は「Dangerous warning!スティングスコーピオン！Stung with fear by the power claws.」。
高度な耐毒装備と抗体精製能力を駆使して闘う。特に抗体精製能力は毒を用いる相手との戦闘で真価が発揮し、攻撃と同時に毒性を打ち消す強力な解毒剤を精製する。解毒剤を過剰投与するパンチを相手に打ち込むことで、体内バランスを乱れさせ撃破する芸当も可能。
ライトニングホーネット
ライトニングホーネットプログライズキーで変身するゼロワンの派生形態。
変身音声は「ラララ 雷鳴！雷電！電撃！ライトニングホーネット！Piercing needle with incredible force.」。
空中での戦闘と電撃攻撃を併用した戦術を得意とし、急加速と急停止を多用しながら戦う。胸部装甲にウェポンベイとしての機能を持ち、そこから、雷電を放ちながら敵を追尾するマルチロックミサイルを発射する。右足を軸に高速回転しながら急降下し、足先の穿孔ニードルで対象の中枢を破壊する一点突破の錐揉みキックを繰り出す。
ガトリングヘッジホッグ
ガトリングヘッジホッグプログライズキーで変身するゼロワンの派生形態。基本カラーはグリーン。
変身音声は「Unstoppable rapid shots!ガトリングヘッジホッグ！Infinity spines shoot toward the enemy.」。
各部に触るだけでダメージを受ける鋭利なトゲペイニードルを備え、戦闘時に体を丸めたヘッジローラーに変化する。また、高速回転しながら大勢の敵に飛び込み、全方位に全身のトゲを連射する芸当も可能。
エキサイティングスタッグ
エキサイティングスタッグプログライズキーで変身するゼロワンの派生形態。基本カラーはマンダリンオレンジ。
変身音声は「Sharpness twin blades!エキサイティングスタッグ！Razor sharp blades will cross paths.」。
外骨格型の強化装置により防御力と腕力に特化された。胸部装甲から角型のプレートシザーズダッカーを形成し、敵を挟み込む切断技を得意とする一方、変身者が窮地に陥ると闘争本能を引き出すエキサイティングモードに移行する。
クラッシングバッファロー
クラッシングバッファロープログライズキーで変身するゼロワンの派生形態。基本カラーは真紅。
変身音声は「Powerful rush!クラッシングバッファロー！This charge attack will send you flying.」。
厚い装甲で覆われた剛脚から凄まじい突進力を生み出し、頭部に装備された超硬度の角バルクラッシャーを併用すれば、突進時に厚さ20メートルの岩盤を容易く叩き割るほどの凄まじい破壊力を生み出す。また、足先の蹄を利用したローキックも強力で、敵を一撃で粉砕しまうほどの破壊力を秘める。
トラッピングスパイダー
トラッピングスパイダープログライズキーで変身するゼロワンの派生形態。基本カラーはバイオレット。
変身音声は「Impossible to escape!トラッピングスパイダー！No one can escape its web.」。
無音での壁面移動など、奇襲に適した機能など多数搭載されている。戦闘時に両手両足から展開される4本の刺突アームアラークネを自在に操り、敵を拘束したり、装甲各部の隙間から、電磁拘束ワイヤーカラミティデリトリーを射出して罠を張り巡らせ、ワイヤーから流れる特殊電流により領域に侵入した敵を確実に捕縛することも可能。
ストーミングペンギン
ストーミングペンギンプログライズキーで変身するゼロワンの派生形態。
変身音声は「Spining Cyclone!ストーミングペンギン！The winds are at his command.」。
推進装置ピンクストムを駆使して水中船での高速移動や地上戦での暴風攻撃を実行できる。また、カテゴリー3レベルのハリケーンに匹敵する最大風速で敵を吹き飛ばすことも可能。
スプラッシングホエール
スプラッシングホエールプログライズキーで変身するゼロワンの派生形態。
変身音声は「King of the sea!スプラッシングホエール！An aqua current that encompasses everything around it.」。
各部装甲に放水ユニットや超音波ユニットを利用した攻撃機能が備わっており、スペシャルムーブとして、大気中の水分を利用した巨大なクジラのライダモデルの尾ギガンカイトスを形成し、敵に大地が波打つほどの衝撃を叩きつけることが出来る。
アメイジングコーカサス
アメイジングコーカサスプログライズキーで変身するゼロワンの派生形態。
変身音声は「When the five horns cross,the golden soldier THOUSER is born.Presented by ZAIA」。
装甲は表面を覆う硬化樹液コーティングにより防御力と艶が高められている。内部に蓄えられた硬化樹液を利用して、3本の巨大な角ビートライズホーンを形成。
スカウティングパンダ
スカウティングパンダプログライズキーで変身するゼロワンの派生形態。
変身音声は「Weakness Analyzer!スカウティングパンダ！There is nothing unknown to his eyes.」。
索敵能力に優れ、偵察行動で活躍する機能を持ち、敵のあらゆる情報を収集・分析して戦闘を有利にし、装甲内部にある高出力レーザー銃・笹型の監視ユニット・施設破壊用の無音爆竹なども装備している。敵から奪った武器の使用方法を瞬時にラーニングすることで使いこなせることが可能。
バーニングファルコン
バーニングファルコンプログライズキーで変身するゼロワンの強化派生形態。基本カラーはスカーレット。
変身音声は「Revive like phoenix!バーニングファルコン！The strongest wings bearing the fire of hell.」。
戦闘時に腕部を赤熱化させてからチョップで敵を溶かし斬るほか、背面から炎の翼を展開してから突撃することも可能。必殺技バーニングインパクトの発動時に全身各部から灼熱の炎を噴出させ、高高度から急降下と共に敵を貫くことができる。
ファイティングジャッカル
ファイティングジャッカルプログライズキーで変身するゼロワンの派生形態。基本カラーは黄土色。
変身音声は「Critical finishing swing!ファイティングジャッカル！Deciding the fate of a battle like a Valkyrie.」。
敵を狩るのに特化した形態で、戦闘時に手足に装備された爪デッドエンドグレイヴでの切り裂き攻撃や全てを断ち切る鋭利な鎌テリトリーサイズを用いて戦う。また、ジャッカル型の戦術サポートユニットジャッカルテットの群れを実体化して使役することもできる。
インベイディングホースシュークラブ
インベイディングホースシュークラブプログライズキーで変身するゼロワンの派生形態。
変身音声は「The stern military soldier!インベイディングホースシュークラブ！Heavily produced battle armor equipped with extra battle specifications.」。

### 仮面ライダーゼロツー
第40話から登場。飛電或人がゼロツープログライズキーと飛電ゼロツードライバーで変身する仮面ライダー。従来のゼロワンの強化フォームではなく、ドライバーから新造された全く新たな仮面ライダーとなっている。
変身音声は「ゼロツーライズ！Road to Glory has to Lead to Growin' path to change one to two！仮面ライダーゼロツー!!It's never over.」。
首の赤いパーツは高速移動時にはマフラーのようにはためく。胸の赤い部分に次元量子跳躍装置クォンタムリーパーが内蔵されており、敵のあらゆる行動を、アークの予測をも上回る演算能力とラーニングによって素早く予測して敵の先手を打つことが可能で、全身を包むサイバネティックスパワードスーツクォンタムテクターによって理論上では人工知能と同等の超スピードでの行動が可能。
『REAL×TIME』『withガールズリミックス』ではイズが変身している。
- 当初は6月にゼロツーの関連の商品を発売する予定だったが、撮影が止まったことで再開が不明になったため、番組に登場する1か月前に雑誌やネットでそのビジュアルだけを見せて商品を発売することとなった[23][79]。
- 仮面ライダーBLACK RXのように仮面ライダーBLACKが変化するような振り幅の方向性として、新番組の『仮面ライダーゼロツー』としてその1号ライダーの基本フォームをデザインするつもりで、仮面ライダー1号に対する仮面ライダー2号のように、似ているようで異なる扱いの仮面ライダーになる、という新鮮さを狙ったコンセプトとなった[227][79]。
- 当初は飛電インテリジェンスの本社ビルと合体することで巨大ロボになる案もあった[227][79]。従来の平成仮面ライダーシリーズでのフォームチェンジは最終フォームに至るまでに過剰なデコレートがなされていくのが主流であったが、「スタイリッシュ」という本作品の合言葉をベースに、ゼロツーではゼロワン自体をデザインし直して最新モデルにリニューアルさせるかたちに留めている[出典 91]。マスクの複眼の正円形状を変更せずに、触覚の重なり方を変えることで、より精悍な目つきにしている[227][79]。赤い触覚をローマ数字のIIに見立てている[出典 92]。ゼロツードライバーの逆三角形のバックルの形状に合わせて、額のOシグナルを逆三角形にしている[227]。抽象化したバッタのパーツ形状をやめて、シンプルにゼロワンをベースにデザインし直していく手法となっている[227]。黒の素体と蛍光イエローの仮面の間にシルバーの仮面がもう1枚あるイメージで、メタルクラスタホッパーの液体金属のイメージからシルバーのアーマーが見え隠れしているが、制御されているため暴走したようなトゲトゲではなく、まとまっている形状というデザインコンセプトとなっており、メタルクラスタホッパーまでの全てのゼロワンの能力や技術を網羅し、内包したある意味別方向から見た「全部乗せ」ともいえる最新のスーツという意味合いを込めている[出典 92]。特徴的な首元のなびくマフラーにも見えるパーツは、「0」「2」で構成されている[出典 92]。赤いグローブやマフラー状のパーツは仮面ライダー新2号を彷彿とさせるものとなっているが、ブーツまで赤くするとレトロなビジュアルになってしまうため、ブーツのみ脚部を長く見せるため、蛍光イエローを残してボディー各部に赤を差し色にしている[出典 93]。ただし、実際にはグローブではなく手甲パーツであるが、そのように見える配色となっており、メタリックの赤と深い赤の二層となった手にし、数字を指で表すポーズが映えるよう、パーツを指の甲に足している[227][79]。ゼロワンとほぼ同様の姿だが、進歩したテクノロジーであると洗練されてシンプルになる傾向にあるため、全てのアーマー部分のパキパキと折ったような多面体のような意匠をゼロワンよりも減らすなどあえてシンプルにデザインし直している[出典 92]。
- スーツはアップ用とアクション用がそれぞれ1着ずつ制作された[228][226]。パーツ分割とマスクはゼロワンのコンセプトを継承しており、硬度を部位によって変え、機能性と意匠性のバランスを図っているため、可動域は広い[228][226]。
- 変身ポーズは演者の高橋が考案したもので、数字の「2」を意識している[229]。
- 変身時には、ライジングホッパーと同様の黄色いバッタのライダモデルとともに、赤いマフラーのようなパーツが頭部の付け根にある赤いバッタのライダモデルが出現する[153]。これは、元々ゼロツーに赤いマフラーが付いていたことによるもの[153]。
- 余裕を持って戦う或人をイメージして演じ、ラーニングによる先読みを踏まえ、まず冷静に状況を常に把握しながら、焦ることなく確実に一手一手を出していく感じであるため、敵にあえてわざと後ろを見せるなどしている[172]。

ツール
飛電ゼロツードライバー
ゼロツーが使用する新たなドライバー。拡張パーツを飛電ゼロワンドライバーに被せたものではなく、全く新しく設計・製造されたものである。或人の構想していた「人工知能と人が一つになる仮面ライダー」というコンセプトを元にイズが設計図に落とし込み、覚醒したゼロツープログライズキーに格納されたゼアの力で実体化させた。
- ベルトの起動シークエンスは、スキャンではなくレバーのように大きな「2」を模した意匠を展開して反応するものとなっており、意匠がアラビア数字の「2」からローマ数字の「II」に変わるようになっている。飛電ゼロワンドライバーとの差別化からベルト中央のみ、正円から逆三角形となっている。メカディテールをクリアイエローのパーツの裏から入れていて、フラットな表面ではあるが情報量が奥に見えるようになっている。
- 玩具は、これまでのように豪華なキーアイテムではなく、ベルトに別ユニットを装着して新たな見た目の新ベルトとして再現可能となっている。
- 飛電ゼロワンドライバーのカバーが外れるという構造の仕様とあらかじめ仕込んでいた側面の待機音変更用の検出穴を利用して異なるベルトに見立てている。
- 撮影用プロップはアップ用とアクション用が制作された。プロップは一体化されている。

ゼロツープログライズキー
ゼアと一体化したイズのセントラルメモリーが再構築され人工知能ゼアが内蔵されたゼロツーに変身するためのプログライズキー。外観は衛星ゼアとプログライズキーが一体化した意匠を持つ。単体で製造や防御機能を持つ。
- 衛星をアークに乗っ取られたゼアが、プログライズキーに引っ越すことで新たな力になるという想定をしていたため、ゼアの意匠を取り込んでいる。よりスタイリッシュにしたカバー表面のグラフィックとなっており、内部のメカバッタを立体にしている。

必殺技
ゼロツービッグバン
連続でキックを放って、最後に強力なキックを決める。
- 必殺技の文字は飛電の新製品であることから攻撃的な感じのフォントとなっている。

### 仮面ライダーアークワン
第42話から登場。飛電或人がアークワンプログライズキーとアークドライバー ワンで変身する仮面ライダー。
変身音声は「シンギュライズ 破壊 破滅 絶望 滅亡せよ コンクルージョン ワン」。
アークゼロの左眼と同様のものになっているが、ゼロツーに近い形状となり、シンメトリーの胸部装甲となっている。
腕や全身から或人が抱く悪意が力に変換された悪意の波動スパイトネガを放射し、クーロンバリアによって敵の攻撃を無効にする。また、アークゼロ同様武器を生成して戦う。
- 或人の闇堕ちという展開は、脚本の高橋の案によるもので、ゼロツーのままで滅と戦い、負けたとしても説得して終わる展開になってしまう心情であったため、初期の狙いであった善悪を転倒させるため、絶対正しかった単調なただの善意だけの人である或人を「気付かせて」一回うねらせたり揺さぶってタガが外れて間違わせて悪意も持った人間となるために考えられたものである[出典 96]。
- 当初はアークゼロがゼロツーにやられた後に、アークワンになるために別個体のヒューマギアのボディを使い、人間のことをアークがラーニングしていく「アークぶらり旅」という構想で、より深く人間のことを知ったアークがその過程を経て変化して姿を変える流れであったが、緊急事態宣言の影響で街ロケの撮影が難しい状況となったことからなくなった[42]。ただし、滅の体を乗っ取ってアークワンとなるのは既定路線ともいえ、アークワンに滅がなるためには何らかの理由があり、彼が強化することに物語の比重を置かれるのは当然の流れである[42]。だが、それでは或人が抱えているものがあまりにも薄っぺらく、受け身になるためキャラクターが弾けず、良いことを言うだけの展開にしかならないため、悪い人にいい人が「悪いことはやめろ」と言っても綺麗事すぎて心に響かないと思い、悪の力から派生したヒーローである仮面ライダーは、味方も敵も同一のテクノロジーから生まれているため、コロナ禍の影響で一旦撮影がストップし、話を組み立て直した結果、或人がアークワンになることとなった[42][79]。
- 当初はアークゼロが強化したラスボスとして、ゼロツーと戦うことをイメージして描かれていた[42][79]。デザイン段階から壊れているかのような不完全な意匠のアークゼロがパワーアップして完成した姿というコンセプトで描かれていた[出典 97]。マスクはアークゼロの両眼を変更せず、ダークでスマートな顔つきに進化させており、アークゼロと同様に左右非対称だが、ボディはシンメトリとなっている[出典 98]。白と黒のカラーリングは、善と悪や人間の二面性など本作品のテーマを象徴しており[232][231]、素体ヒューマギアのカラーと同様、先端技術をイメージする白をベースとしたボディとなっている[42][79]。背骨の意匠や爪から肘にかけての形状など、歪な凶悪さを表現している[出典 99]。荒々しい印象にするため、関節側に爪を伸ばしており、肩甲骨を想起させる背面にしている[42]。胸の大きな赤い意匠のモチーフはヒューマギアモジュールやゼロワンの複眼の○に対して、ザイアスペックの×で、アークワンプログライズキーとの親和性を考えて入れたものである[出典 99]。アークゼロのジャンクパーツであった部位が、キレイに修復されたような白い装甲に置き換わっており、ゼロツー同様シンプルでスマートなラスボスとなり、シンプルとシンプルの最終バトルを想定していた[出典 99]。
- スーツはアップ・アクション兼用[232][231]。白い部分にはスミ系のシャドウ塗装を施すことにより、陰影を強調している[232][231]。
- これまでの仮面ライダーではあまりやってこなかったような首を絞めたり、相手を何かに叩きつけるなど残酷な感じのダークなテイストのアクションとなっている[177]。

ツール
アークドライバー ワン
アークワンが使用するドライバー。アークドライバー ゼロのバックル右側のシンギュライズスロットに、展開した状態のアークワンプログライズキーを装填して対消滅炉シンギュライズリアクターを解放させることでドライバーが進化して変身する。バックル上部の入力スイッチアークローダーは、押し込む回数によって「悪意！」「恐怖！」「憤怒！」「憎悪！」「絶望！」「闘争！」「殺意！」「破滅！」「絶滅！」「滅亡！」と10段階のラーニングレベルを選択し、必殺技の出力調整を可能とする。
- ザイアスペックの×をベルト中央の円の周りに配している。
- 最終話では直接加工が施されて破壊されたため、アップ用プロップは現存していない。

アークワンプログライズキー
アズによって滅亡迅雷.netのシンギュラリティポイントに関わるデータが収められたアークワンに変身するためのプログライズキー。
- そのままキーにアークワンのマスクを反映させたものとなっている。展開した内部に入っているザイアスペックと同様の意匠の×印のチップは、そこに悪意が集約されているイメージを意識してデザインしている。

必殺技
パーフェクトコンクルージョン
アークローダーを押し込むことで発動する10の悪意を溜め込んだ必殺技。押し込む回数によって以下のように異なる。
- エフェクトにはアークゼロのものに病んだ赤色、かすかにゼロワンの走査線のような処理や黄緑を入れている。必殺技の文字も病んでいるように不気味で、ところどころ文字化けしている。

ラーニング5（ラーニングレベル5）
5回押し込むことで発動する。周囲を焦土と化す衝撃波を放って爆発を巻き起こす。
ラーニングエンド（ラーニングレベル10）
10回押し込むことで発動する。すべての憎悪エネルギーを溜め込んだ飛び蹴りを放つ。
アルティメットストラッシュ
プログライズホッパーブレードからクラスターセルを変化させた斬撃を放つ。

### 仮面ライダーバルカン
不破諫が変身する仮面ライダー。
- 諫は、唯阿の初変身を見てからは彼女に正しい変身方法を教えられたという流れだったが、キーをこじ開けるのが「ゴリライズ」と話題になったため、そのままキャラクターとして定着してしまったという[74]。
- 名前はローマ神話の火の神バルカンに由来する[160]。
- アーマーやヘルメットなどのパーツ構成は、ゼロワンのシルエットとの差別化のために従来通りとなっており、AIの力を利用したアンドロイドのようなアーマーを装着するというコンセプトとなっている[出典 100]。右半身のみ動物の力が機械化されたアーマーに置き換わるというイメージとなっている[78][79]。ゼロワンの蛍光色に対してメタリックな色となっている[78][79]。頭部は目だけを備えた白いベースのマスクに形態ごとにモチーフの生物を模したパーツを付け加えることで姿を変化させる[出典 100]。ゼロワンが仮面をモチーフの動物によって変えているのに対し、こちらは仮面自体は変えていない[79]。ガンメタで塗られた下側の面のラインがブラックアウトすることで小顔化の印象を与えている[163][79]。パキパキとした面構成のゼロワンのマスクに対して仮面はおおらかな曲面で構成されている[出典 100]。繊細な表情のゼロワンとの対比からツリ目にすることで荒々しいイメージの怒り顔に見えるようになっている[出典 100]。

形態
シューティングウルフ
シューティングウルフプログライズキーで変身するバルカンの基本形態。基本カラーはメタリックブルー。
変身音声は「シューティングウルフ！The elevation increases as the bullet is fired.」。
ゼロワンのパワードスーツに対してこちらは強化アーマーとなっている。右半身と左半身で異なる機能を持ち、左半身は俊敏性や命中精度など装着者の身体能力を向上し、右半身は射撃時や格闘時の反動を相殺するハウリングキャンセラーや、走行姿勢やあらゆる姿勢での射撃を安定させる胸の射撃統制システムシューティングリーダーによって正確かつ有効な超精密射撃を可能とする機能を搭載し、エイムズショットライザーなどの銃火器による戦闘を得意とする。
- 上述のコンセプトと、ゼロワンとの差別化からアシンメトリーとなっている。側頭部は鬣をアレンジしたものになっている。仮面の下にオオカミの顔があるイメージのため、実際に白い仮面を取った状態の顔を一度描いて、仮面をその上に乗せて隠すアプローチとなった。
- 左腕手甲部分の黒い部分はカーボンファイバー調のシートを貼っている。

パンチングコング
パンチングコングプログライズキーで変身するバルカンの派生形態。
変身音声は「パンチングコング！Enough power to annihilate a mountain.」。
打撃力と防御力が重視され、両前腕部の150キログラムの質量を持つ打撃戦用武器ナックルデモリションによる物理破壊を得意とし、エネルギーをチャージして噴射することで運動エネルギー弾としても射出が可能なことで中距離戦にも対応可能なほか、戦車砲の直撃にも耐えられる胸部の特殊装甲を持つ。両肩のパワーユニットに内蔵された6基の超電導サーボユニットによって軽々と4トンの重量物も持ち上げることが可能。またアタッシュショットガンの反動を自重で抑え込むことができる。
- バルカンは左右非対称のデザインとなっているが、この形態のみシンメトリーな配置となっている。スーツは上半身のアーマーが新規造形のほか、右足もシンメトリデザインのものに換装されている。シューティングウルフのオオカミの部分をゴリラそのものの顔に置き換えたのみで、仮面は変えていない。顎の下はゴリラの屈強な輪郭を表現している。ブースターを前腕に付け、パンチが飛んだり加速するイメージとなっている。パワー系のフォームは大きい一体型の腕部となっているが、ガントレット型で素手が露出しているため、銃器の使用が可能となっている。
- 第8話で滅に倒されて立ち上がる時に一瞬クラっと倒れるシーンは『仮面ライダークウガ』のクウガ ドラゴンフォームを演じた富永研司を意識している。第12話の変身シーンは『劇場版 仮面ライダー剣 MISSING ACE』の上城睦月が仮面ライダーレンゲルに変身する際のシーンの岡元次郎を真似している。

アサルトウルフ
アサルトウルフプログライズキーで変身するバルカンの強化形態。基本カラーは浅葱鼠色、黒、深縹色、銀色。
変身音声は「レディーゴー！アサルトウルフ！No chance of surviving.」。
腕部のAWガントレットに装備された機関砲や両肩のウェポンベイに装備されたマイクロミサイルなど射撃能力が強化され、また胸部に装備されたアークやゼアと同様のディテールを持つ戦闘補助装置オービタルバインダーは人工知能と同期させることで、作戦成功率と戦闘力を向上させている。しかし、本来は滅亡迅雷.net用の装備で同ユニットによって生命維持などの安全装備を省いているため装着者の安全は考慮されておらず、諫の肉体にも変身のたびに過度の負担が掛かり、多用すると生命の危険に陥る。また、使用するプログライズキーにはアサルトグリップが取り付けてあるため、ゼロワンがシャイニングアサルトホッパーになるとこの形態に変身できなくなっていたが、第18話でゼロワン用にアサルトグリップが複製されたため、同時変身が可能となった。
- コンセプトは悪側の力によって生み出された、武器を全身に仕込んだ重武装バルカンというもので、腕に機関砲、肩に小型ミサイルをつけている。デザイン段階では胸の丸い意匠はエネルギー弾を放つ砲撃システムというイメージであった。メカ感を強調するため、トラスフレーム風のアーマー部分にしている。赤い差し色を左眼の外周に入れたり、右片側の耳のみをロッドアンテナ風の意匠にして左右非対称にすることで無理やり後付けで機械化したかのような印象を狙っている。ゼロワンとの差別化を図るため、平成ライダーのようにゴテゴテと持っていく方向のパワーアップとなった。
- 撮影用スーツはアップ・アクション兼用の1着のみ制作された。各カラーリングを、ベーススーツは浅葱鼠色、プロテクター類は深縹色と黒、シルバーのウェザリング塗装を施すことで兵器感を強調したものとなっている。メタルクラスタホッパーに破壊された腕部分も制作されている。バルカンのスーツアクターの浅井は、硬い素材のため、構えようとすると甲冑が当たって姿勢が上手く取れず、初期のころはアクション時に甲冑が飛んでしまったことから修理に出したが、より強化されたため、動きたい方向に動けず肩を壊したという。
- シューティングウルフの変身ユニットのデータを改造した複数の衛星がパーツを生成して変身するという構成となった。

仮面ライダーランペイジバルカン
ランペイジガトリングプログライズキーで変身するバルカンの強化形態。基本カラーは明るい薄浅葱色。
変身音声は「フルショットライズ！Gethering Round! ランペイジガトリング！Mammoth! Cheetah! Hornet! Tiger! Polarbear! Scorpion! Shark! Kong! Falcon! Wolf!」。
サウザーがジャックライズした10種のライダモデルが左半身の装甲に宿っているため、各アビリティを自由に発動することが可能。さらにランペイジガトリングプログライズキーのセレクターマガジンを回すことでアビリティを合成・発動することができる。
- 強化モチーフらしい鮮やかさを意識するため、それぞれモチーフの触覚や耳の意匠をマスクにレイアウトしているが、それらのパーツがない動物はヒレやツメなどの10種類のパーツを装着している。コンセプトは2号ライダーで平成ライダーで定番であった全部乗せフォームをやるというもので、プログライズキーを全身に装備した案もあったが、スタイリッシュにしたいということから、シューティングウルフのイメージを踏襲し、各ライダモデルのモチーフを左半身に詰め込んだ左右非対称となった。プログライズキー時に描かれているメカ動物をモチーフにして、全てをメタリックスカイブルーに統一した10種類のメカ動物にすることで、半分機械となった全体のビジュアルにまとめている。ただし、ごちゃごちゃしないように動物の目のみに各モチーフの色を入れて調整している。ボディの肋骨部分がシューティングウルフの肋骨と重なるようにしている。背中のフライングファルコンの部位はエネルギーの羽根が片翼のみ出るようになっている。
- 撮影用スーツはアップ・アクション兼用の1着のみ制作された。シューティングウルフ同様、メタリックブルーとクリアな質感を基調とした体の左半身に、10種のライダモデルのモチーフが意匠化されて盛り込まれているためかなりの重量があるが、スーツアクターの浅井はアサルトウルフより動きやすいと語っている。眼はシーンに応じてパンチングメタル状のアクション用の複眼に換装している。マスクには牙のようなディテールが付加された。背中のファルコンの翼はプロテクターから外すことが可能で、CGの翼を描き加えることができる。
- 10個のモチーフがあることから、ハヤブサの羽根を攻撃として撃ち出したり、滑りながらマンモスの足で止まるなど各能力を活かした立ち回りができる。

仮面ライダーオルトロスバルカン
ジャパニーズウルフゼツメライズキーで変身するバルカンの最終形態。ベースカラーは中縹色、銀色。
変身音声は「オルトロスバルカン！Awakening the instinct of two beasts long lost.」。
両腕に装備された鉤爪クローアサルトで戦う。諫に埋め込まれた脳内チップの削除されたデータの空白部分に、強制的にジャパニーズウルフのロストモデルデータを上書きすることで変身可能となる。滅亡迅雷.netが使用する対仮面ライダー戦用強化アーマーにバルカンの全形態と仮面ライダー亡の能力が各部に埋め込まれているが、ヒューマギアが変身することを想定されて作られているため装着者の諫には激しい負荷がかかる。また変身システムそのものにも大きな負荷がかかり、第44話ではショットライザーが自壊し強制的に変身が解除された。
- 終盤でバルカンとバルキリーがパワーアップするという前提だったが、話数短縮によって変更となった。だが、暴走する或人を止める存在が急遽必要となったことから、アークによって変身機能を失った諫に亡の技術を与えたものとなった。
- バルカンと亡、双頭の狼の要素を取り入れているため、双頭の犬オルトロスをモデルとする。デザインはアサルトウルフの色替えで、シックな印象にするため、亡の無彩色のコンセプトや意匠を取り入れている。亡のグレーベースに青を配したカラーリングという要素をアサルトウルフに入れたものではあるが、青をベースとしたアサルトウルフであることから、かなりシックな見た目にするため、抑えた雰囲気の青にしている。亡のマスクのコンセプトを再現しており、グレーのニホンオオカミが左目の周囲を噛み付いているように見立てて配色しているため、キバのペイントを左目に追加している。
- 撮影用スーツはアサルトウルフの色替えで、手甲のみ新規造形。同様のディテールではあるが、塗り分け処理によって眼から左の触覚にかけてオオカミの顔に見えるように処理されている。4連の爪はパーツ換装によって対応している。

スペック
| 名称                           | 身長     | 体重     | パンチ力 | キック力 | ジャンプ力 （ひと跳び） | 走力 （100 m） | 初登場 |
| ------------------------------ | -------- | -------- | -------- | -------- | ----------------------- | -------------- | ------ |
| シューティングウルフ           | 197.2 cm | 95.6 kg  | 10.5 t   | 27.0 t   | 16.2 m                  | 2.9秒          | 第2話  |
| パンチングコング               | 192.0 cm | 461.8 kg | 47.3 t   | 22.9 t   | 8.5 m                   | 3.1秒          | 第4話  |
| アサルトウルフ                 | 199.7 cm | 119.6 kg | 25.7 t   | 57.8 t   | 32.4 m                  | 2.0秒          | 第14話 |
| 仮面ライダーランペイジバルカン | 199.9 cm | 112.2 kg | 46.5 t   | 97.7 t   | 61.2 m                  | 0.9秒          | 第29話 |
| 仮面ライダーオルトロスバルカン | 199.7 cm | 121.3 kg | 38.2 t   | 76.7 t   | 45.3 m                  | 1.4秒          | 第44話 |

ツール
アサルトウルフプログライズキー
アサルトウルフに変身するためのプログライズキー。
滅が復活したアークの力を利用して迅用に製造したが諫が奪い取った。諫はキーを無理矢理こじ開けて使用している。
- グリップは武装化したバルカンの武装の操作用というコンセプトで、そのスイッチがトリガーとなり、エネルギーがボディの砲面から発射されるイメージであった。キーが閉じた状態の際には狼の前足、展開時には狼の下アゴに見えるようなディテールとなっている。

ランペイジガトリングプログライズキー
ランペイジバルカンに変身するためのプログライズキー。
サウザーがサウザンドジャッカーによって抽出した10種のライダモデルの特性を取り込んで製造された。キーの名称やアビリティが刻印されていない。
- パワーアップアイテムとしては多くのメカ動物がグラフィック部にいるだけでは楽しさが足りないため、ガトリング砲のようなパーツを付け、勢いよく回すことで変身したり、技を選択するアイテムにしている。エイムズショットライザーに装填時に全体でガトリング砲に見えるように、キーの展開時に先端にガトリングの銃口が来るように構成し、デザインされた。

必殺技
括弧内は使用するプログライズキー。
バレットシューティングブラスト（シューティングウルフプログライズキー）
シューティングウルフ時の必殺技。オオカミ型の4つのエネルギーを撃ち出し、それを敵に噛みつかせて拘束した後、最大威力の光弾で敵を粉砕する。
パワーパンチングブラスト（パンチングコングプログライズキー）
パンチングコング時の必殺技。ナックルデモリションをロケットのように運動エネルギー弾として打ち出す。
- 第4話の必殺技時のポーズは、バルカンが本作品の2号ライダーであることから、仮面ライダー2号の変身ポーズの最後の構えをしている。

マグネティックストームブラスト（アサルトウルフプログライズキー）
アサルトウルフ時の必殺技。オオカミの頭部型のエネルギーを発射させて敵に喰らいつかせ、爆発させる。
ランペイジパワーブラスト（ランペイジガトリングプログライズキー）
ランペイジバルカン時の必殺技。ゴリラ、シャーク、マンモスのライダモデルの力を解放し、ラリアットで敵を吹き飛ばしてからマンモスの脚のようなエネルギー体を発生させて踏み潰し、敵をサメが噛み付くように両足で挟み込み投げ飛ばす。
ランペイジスピードブラスト（ランペイジガトリングプログライズキー）
ランペイジバルカン時の必殺技。チーター、ホーネット、ファルコンのライダモデルの力を解放し、エイムズショットライザーから針状のエネルギー弾を発射し、高速で接近して連続キック、そしてアビリティウィングで飛行し頭上から急降下してキックを叩き込む。
ランペイジエレメントブラスト（ランペイジガトリングプログライズキー）
ランペイジバルカン時の必殺技。タイガー、ベアー、スコーピオンのライダモデルの力を解放し、火と氷を放った後にアビリティガントレットから伸ばしたアシッドアナライズを突き刺す。
ランペイジオールブラスト（ランペイジガトリングプログライズキー）
ランペイジバルカン時の必殺技。10種のライダモデルの力をエネルギー弾に変え、発射する。
パワーパンチングブラストフィーバー（パンチングコングプログライズキー）
パンチングコング時の必殺技。ナックルデモリションで地面を叩いて地面を揺らして敵を翻弄し、とどめの一撃を決める。また、ナックルデモリション型のエネルギーで敵を粉砕する場合もある。
マグネティックストームブラストフィーバー（アサルトウルフプログライズキー）
アサルトウルフ時の必殺技。体を空中でひねらせて足先に狼の頭部を模したエネルギーを纏い、右足の飛び蹴りを敵に浴びせる。
ランペイジガトリングブラストフィーバー（ランペイジガトリングプログライズキー）
ランペイジバルカン時の必殺技。エネルギーを足に集中してキックを放つ。
オルトロスブラストフィーバー（ジャパニーズウルフゼツメライズキー）
オルトロスバルカン時の必殺技。クローアサルトを展開し、高速でジャンプしてから上空から敵に襲い掛かる。
シューティングカバンショット（シューティングウルフプログライズキー）
オオカミ型のエネルギーを発射する。
パンチングカバンショット（パンチングコングプログライズキー）
装填時には「コングズアビリティ！」の音声が鳴る。ナックルデモリション型の銃弾やエネルギーを発射する。
シューティングカバンストラッシュ（シューティングウルフプログライズキー）
装填時には「ウェアウルフズアビリティ！」の音声が鳴る。オオカミの形をしたエネルギーを飛ばし、それを敵に噛みつかせて磔にした後、刀身にエネルギーを収束して敵を斬り裂く。
ガトリングカバンショット（ガトリングヘッジホッグプログライズキー）
装填時に「ヘッジホッグズアビリティ！」の音声が鳴る。アタッシュショットガンから針のような弾丸を連射し、大勢の敵を一網打尽にする。
ガトリングカバンバスター（ガトリングヘッジホッグプログライズキー）
巨大な針を放ち、全方位から敵に突き刺す。
スパイダーズアビリティカバンショット（トラッピングスパイダープログライズキー）
アタッシュショットガンから巨大なクモの巣を発射し敵を絡め取る。
バスターダスト
オーソライズバスターガンモードにプログライズキーを装填し、「Progrise key confirmed. Ready for Buster.」の音声と共に引き金を引くことでライダモデルの能力の一部を加えた銃撃が発動する。
パンチングコングプログライズキー
ナックルデモリション型のエネルギー弾を放つ。
ゼロワンダスト
オーソライズバスターガンモードの必殺技の1つで、ゼロワンドライバーにスキャンした状態でバルカンに貸与される形で使用。黄色のエネルギー弾を連続で発射し、敵を一掃する。

#### テレビシリーズ外での登場（バルカン）
ローンウルフ
『ゼロワン Others 仮面ライダーバルカン&バルキリー』に登場。詳細はゼロワン Others#仮面ライダーバルカン ローンウルフを参照。
IFフォーム
以下、特記のないものを除きいずれも仮面ライダーWEBで公開された形態であり、「仮面ライダーブットバソウル」やプログライズキーのパッケージに登場している
ライジングホッパー
ライジングホッパープログライズキーで変身するバルカンの派生形態。
変身音声は「ライジングホッパー！A jump to the sky turns to a riderkick.」。
脚部の強化装置により跳躍力と俊敏性に特化。ショットライザーから放たれる銃弾にライジングホッパー特有のアメイジング属性が付加されることにより、銃弾の高速跳躍が可能となった。不規則に変える弾道で敵を追い詰めてから、あらゆる方向からダメージを与え撃破する。

### 仮面ライダーバルキリー
刃唯阿が変身する仮面ライダー。
- 名前は北欧神話の戦乙女バルキリーに由来する[160]。
- バルカンと同様のアーマーだが、女性のような感じにはしたくなかったため、女性らしいラインにはしておらず、変身者に適応した形で女性らしく見えるようになった女性版のバルカンというイメージで発注したというが、チーター感を出すため、バルカンと同様の形状のパーツは入れていない[28][78]。
- 変身の際のプログライズキーを回す動作は、CGではなく実際に回している[250]。

形態
ラッシングチーター
ラッシングチータープログライズキーで変身するバルキリーの基本形態。アーマーカラーはオレンジ。
変身音声は「ラッシングチーター！Try to outrun this demon to get left in the dust.」。
瞬発能力と加速に優れており、バルカン シューティングウルフ同様、右半身には胸に内蔵された動体の追尾や障害物の捕捉など、走行のための動作を統制する走行統制システムアダプトスプリンターなど走力を高める各種装備が内蔵され、左半身には身体能力を向上させる機能が集中されていることで、チーターのように高速移動が可能で、エイムズショットライザーによる銃撃と脚技を主体とした、遮蔽物など地の利を活かした撹乱戦闘を得意とする。
- デザインは、右半身以外はバルカン シューティングウルフとほぼ同じディテールとなっているが、男女の体格差を強調するため細く小さい造形にしたり、装着者に最適化した共通装備で、女性らしいラインを表現している。スピーディーでしなやかな能力を持つライダーのため、目の高さや形状などのバランスでしなやかで凛とした顔つきにしており、チーターのようなラインを鼻から口にかけて入れている。耳前にパーツを設けることで猫科動物の毛並みを表現しているが、後方をブラックアウトさせることで白い仮面の形状と併せて小顔に見せている。能面のようなマスクも女性らしさを感じさせる形状に変更している。複数の三角形のスリットを右半身に設けることで、チーターの斑点と軽量化されたイメージを同時に表現している。イメージするキャラクター性を伝えるため、デザイン画は力強い立ち方に途中で描き直している。

ライトニングホーネット
ライトニングホーネットプログライズキーで変身するバルキリーの派生形態。基本カラーは黄色と青と黒。
変身音声は「ライトニングホーネット！Piercing needle with incredible force.」。
攻撃性能はラッシングチーターの200パーセント以上に及ぶ。背中から飛行用の薄膜化したエネルギーの羽ホーネットエールを展開して飛行、ホバリングによる空中戦を行ったり、前腕部と脚部、胸の蜂の巣状のウェポンベイに収納された雷撃炸薬を搭載したハチ型のマイクロミサイルヘクスベスパを連射する。
- 女性ライダーとしては初の専用強化フォームとなっている。ラッシングチーターとは違い、左右対称となっている。バルキリーの面をハチそのものの顔の上から付けているため、左右の青い部分はハチの複眼となっている。ボディのモチーフは、ハチそのものではなく、蜂の巣のハニカムとなっている。ラッシングチーターよりも鋭い印象にするため、ブーツをヒールにしたり、シャープな部分を散りばめている。この形態で後半も戦うことも想定し、他ライダーの強化形態と並んでも遜色がない情報量とシルエットを追求してデザインされた。
- スーツはベーススーツ以外のほぼすべてのパーツが新規造形。アップ用のマスクは上の方が見えがちのためうつむきがちになり、アクション用のマスクは下の方が見えがちのため上を見がちになってしまうという。足裏はブーツの形状が異なるため、別途にハニカム模様のパーツが制作されている。

スペック
| 名称                   | 身長     | 体重    | パンチ力 | キック力 | ジャンプ力 （ひと跳び） | 走力 （100 m） | 初登場 |
| ---------------------- | -------- | ------- | -------- | -------- | ----------------------- | -------------- | ------ |
| ラッシングチーター     | 187.8 cm | 90.6 kg | 11.0 t   | 28.5 t   | 19.2 m                  | 2.1秒          | 第3話  |
| ライトニングホーネット | 196.0 cm | 89.0 kg | 9.7 t    | 20.0 t   | 28.1 m                  | 4.0秒          | 第6話  |

必殺技
括弧内は使用するプログライズキー。
ダッシュラッシングブラスト（ラッシングチータープログライズキー）
ラッシングチーター時の必殺技。敵の周囲を急加速で旋回しながら、一点にエネルギー弾を連射して集中させ、急停止した後に敵を爆発させる。
サンダーライトニングブラスト（ライトニングホーネットプログライズキー）
ライトニングホーネット時の必殺技。エイムズショットライザーから激しい電撃を纏いながら大型のハチの針を発射する。
サンダーライトニングブラスト フィーバー（ライトニングホーネットプログライズキー）
ライトニングホーネット時の必殺技。右足つま先に電撃穿孔武器ライトニングニードルを生成して伸ばして飛び蹴りと共に発振させ、敵を貫く。またはヘクスベスパを一斉に射出する。
フリージングカバンショット（フリージングベアープログライズキー）
装填時に「ポーラーベアーズアビリティ！」の音声が鳴る。敵を凍らせる冷凍弾を発射する。

#### テレビシリーズ外での登場（バルキリー）
ジャスティスサーバル
『仮面ライダーバルカン&バルキリー』に登場。詳細はゼロワン Others#仮面ライダーバルキリー ジャスティスサーバルを参照。

### 仮面ライダー迅
迅が変身する仮面ライダー。
スペック
| 名称                 | 身長     | 体重     | パンチ力 | キック力 | ジャンプ力 （ひと跳び） | 走力 （100 m） | 初登場 |
| -------------------- | -------- | -------- | -------- | -------- | ----------------------- | -------------- | ------ |
| フライングファルコン | 195.2 cm | 95.4 kg  | 9.0 t    | 30.1 t   | 23.8 m                  | 4.1秒          | 第6話  |
| バーニングファルコン | 192.0 cm | 109.5 kg | 34.6 t   | 90.3 t   | 47.6 m                  | 1.4秒          | 第25話 |

#### 仮面ライダー迅 フライングファルコン
フライングファルコンプログライズキーと滅亡迅雷フォースライザーで変身する迅の基本形態。
変身音声は「フライングファルコン！Break Down.」。
背部の翼スクランブラーを展開させて最高速度マッハ1.7による高速飛行能力を有しており、空中戦に長けている。また、羽手裏剣状のエネルギーをスクランブラーから連射したり、腕から武器として使用したり、ヒューマギアを暴走させる触手を伸ばすことが可能。ゼロワン フライングファルコンと比較するとこちらのほうが攻撃力が向上している。
- 最初に迅がフライングファルコンプログライズキーを奪って変身するというドラマが決まっていたため、ゼロワン フライングファルコンのデザインに重きを置いて作られたため、素体は同じマゼンタとなった[出典 112]。滅と同様のフォーマットに隼を落とし込んでいる[99][79]。ガンメタの滅に対して、白いアーマーにしている[99][79]。ファルコンがマスク全体を覆って目を形作っている[99][150]。滅同様、菱形の複眼だが、滅との差別化のため、正面の鳥の姿ではなく、少し斜めの角度で左右非対称のシルエットにし、額から左眼にかけて左右に鳥の翼のイメージで拡げている[出典 113]。滅の左腕の突起がない代わりに背中に飛行ユニットを装備している[79]。
- デザインは迅と滅でディテールが共通しており、異能の力を封印しているというコンセプトで結束帯（ケーブルの束）や拘束具などのディテールが取り入れられている[160][150]。
- スリットが腕の内側に設けられており、羽根パーツの芯棒を抜いて脇の下に装着している[150]。
- 変身ポーズは、永徳の提案で子供っぽさを出すためプログライズキーを投げるものと中川が提案したものを合わせたものとなっている[出典 114]。
- 変身後の声は、スーツアクターの永徳の演技に合わせる形で中川がアフレコすることで現在の形となった[258][256]。中川は、永徳の迅に近い子どもっぽい面があったからこそ、変身後が演じられたと語っている[256]。

必殺技
括弧内は使用するプログライズキー。
フライングディストピア（フライングファルコンプログライズキー）
フォースライザーを1回引くことで発動するフライングファルコン時の必殺技。放つ際に「煉獄隼迅（）」の文字が浮かび上がるが、劇中では未使用。
フライングユートピア（フライングファルコンプログライズキー）
フライングファルコン時の必殺技。展開させたスクランブラーできりもみ回転しながら上空に飛び上がってから滑空してキックを放つ。放つ際に「塵芥隼迅（）」の文字が浮かび上がる。
スティングカバンショット（スティングスコーピオンプログライズキー）
装填時に「スコーピオンアビリティ！」の音声が鳴る。銃口からアシッドアナライズを打ち出し敵を吊り上げる。
- 装填時の「行くよ、滅」というセリフは中川のアドリブである。

#### 仮面ライダー迅 バーニングファルコン
バーニングファルコンプログライズキーをザイアスラッシュライザーに装填して変身する迅の強化形態。基本カラーは真紅と濃いメタリックレッド。
変身音声は「バーニングファルコン！The strongest wings bearing the fire of hell.」。
推力と揚力を空間干渉場発生装置バーニングフェアレンサーによって発生させ、背部から展開した主翼バーニングスクランブラーによって最高速度マッハ3.4での飛行が可能。さらに胸部のBFブレストで灼熱の業火を操ることも可能で、炎を翼に纏うことで火の鳥と化して戦闘力を上昇させることが可能。ザイアスラッシュライザーでの斬撃も得意としている。
- ライオンなど別のモチーフになるという案もあったが、破壊前の同じ人工知能のヒューマギアという名残を表現するため、ファルコンとなった[164]。ただし、デザイン的なモチーフとしては不死鳥となっている[197]。スーツの色が赤となったのは、強い敵として見える色でもあり、ヒロイックな色でもあるため、強い敵らしさや、或人側によってもおかしくないヒーローらしさを出せるものとなった[164]。
- 迅がZAIAの発展型のショットライザー系の技術で復活するため、ディテールをバルカンの素体をベースに軽量化している[出典 115]。モチーフは炎のハヤブサが転じて不死鳥となっている[79]。バルカンやバルキリー同様、メタリックのメインカラーの全身にしている[79]。コンセプトはボディを不死鳥の羽根が背面から包み込んで閉じることでアーマーとなるというもので、変身シーンのエフェクトでもそのイメージが再現されている[出典 115]。翼の形状と連動するよう、上半身のパーツは軽量化を意識して肉抜きにしており、脚部アーマーも同様に軽量化を図っている[197]。複眼のイメージをマスクで踏襲しつつ、ビジュアルで不死鳥の持つ強靭な印象やパワーアップ感を補強・強調するため、厳つい口元にしたり、荒々しい仮面の外形にしている[出典 115]。
- 変身時にチェーンを右手で引きちぎっている動作は、アークや衛星ゼアとの接続を断ち切ることで、ヒューマギアを人間から解放するということを意味している[111]。
- 変身後の声は、手数の少なさと低い声が強いキャラクターの条件であることから、力強く低い声を発するようにしている[109]。本来であれば一番強そうに見えるのは無言で戦うことだが、それであると意味がないため、要所要所で声を入れるようにしている[109]。
- 撮影用スーツはアップ・アクション兼用の1着のみ制作された[261]。フライングファルコンのマスク形状がアシンメトリだったのに対して、シンメトリとなっており、眼や顎の形状もフライングファルコンとは微妙に異なっている[出典 116]。スーツは滅亡迅雷.net由来の技術によるものではないため、フライングファルコンのコードの束や拘束具意匠が取り払われ、マスク同様、シンメトリとなっているが、複眼はフライングファルコンを意識して滅亡迅雷が変身する仮面ライダーと同様直線で構成されている[出典 116]。背中の翼は新規造形[261]。小さい羽根パーツと差し替えることが可能で、プロテクターにベルクロで固定している[261][262]。中川の身長に合わせるため、シークレットインソールを靴に入れている[111]。迅のキャラクター性に合わせて、立ち姿は背筋をピンとさせている[111]。

ツール
ザイアスラッシュライザー
バーニングファルコンへ変身するために使用するドライバー。ZAIAで開発され、復元された迅に与多垣が与えたものである。
バーニングファルコンプログライズキーを本体のライズスロットに装填することでバーンライズ（認証）させてからキーを展開させ、「Kamen Rider.Kamen Rider.」の待機音声が流れた後、グリップの引き金スラッシュライズトリガーを引くことで、「スラッシュライズ！」の音声と共に読み取ったキーのライダモデルの能力を付加した対仮面ライダー戦用強化アーマーハイアーペースアクターを装着することで変身を完了させる。再度、スラッシュライズトリガーを操作することで必殺技を発動させる。
また、マウントベースから本体を分離することで刀身が伸長し、短剣としても運用可能で、新合金フェザーレジニウム製の鋭い刃ライズスラッシャーであらゆる物質を切断可能で、バーニングファルコンの火炎を纏うことで、格段に切れ味を上げさせる。光子被膜フォトンSコートを刀身に纏っており、刀身の約3倍の範囲を斬りつける。
- 迅が終盤で明確にZAIAに作られたヒューマギアであると判明したが、「ザイア」という単語をネーミングに入れることは当初から決まっていたものであった。
- 元々はバルカンのパワーアップアイテムの候補の一つのもので、短剣バージョンのエイムズショットライザーとしてデザインされ、大きくイメージを変えるため、赤いベースカラーにしている。鳥類の羽をイメージした形状に刀身部分をアレンジしており、視覚効果を使用してなるべく長く見えるようにデザインされている。
- 短剣時とベルト装填時ではプロップが異なり、ベルトのみアップ用モデルが制作されている。

バーニングファルコンプログライズキー
バーニングファルコンの変身に使用されるプログライズキー。耐熱特殊外装で、筐体全体が赤い仕様となっている。迅の左手首のバングルにチェーンに繋がれた状態となっており、変身時にチェーンを右手で引きちぎっている。
- モチーフが不死鳥のため、特別感を出すために全体をクリアレッドにしている。イメージは不死鳥だが、設定的にプログライズキーは幻獣をモチーフにすることはないため、熱でキー全体が赤く光っているイメージとなっており、内部のメカファルコンも超高温になっているイメージとなっている。

必殺技
括弧内は使用するプログライズキー。
バーニングレイン（バーニングファルコンプログライズキー）
バーニングファルコン時の必殺技。空中で回転しながら炎をまとったザイアスラッシュライザーの刀身で斬りつける。炎の斬撃によって攻撃する場合もある。
バーニングレインラッシュ（バーニングファルコンプログライズキー）
バーニングファルコン時の必殺技。バーニングスクランブラーを展開させて空中に飛び上がってから炎をまとったキックを放つ。

### 仮面ライダー滅
滅が変身する仮面ライダー。読みは「ホロビ」。
スペック
| 名称                   | 身長     | 体重     | パンチ力 | キック力 | ジャンプ力 （ひと跳び） | 走力 （100 m） | 初登場 |
| ---------------------- | -------- | -------- | -------- | -------- | ----------------------- | -------------- | ------ |
| スティングスコーピオン | 188.9 cm | 98.8 kg  | 13.5 t   | 32.7 t   | 15.5 m                  | 3.5秒          | 第4話  |
| アークスコーピオン     | 191.8 cm | 105.8 kg | 58.7 t   | 109.7 t  | 101.3 m                 | 0.5秒          | 第44話 |

#### 仮面ライダー滅 スティングスコーピオン
スティングスコーピオンプログライズキーと滅亡迅雷フォースライザーで変身する滅の基本形態。アーマーカラーはバイオレット。
変身音声は「スティングスコーピオン！Break Down.」。
左腕にある伸縮刺突ユニットアシッドアナライズでムチのように伸ばして対象に生物に対しての神経毒や、最もヒューマギアに有効なウイルスデータを撃ち込む。相手の動きを見切る中国拳法や、相手の動きに対するカウンターを主としてアタッシュアローで追撃する静の戦闘スタイルを取る。胸部の装甲チェインブロッカーには、バルカン パンチングコングのパワーパンチングブラストにも無傷でいるほどの防御の他にライダモデルの一部を解放して操ることが可能で、戦闘をサポートさせている。
- 最後にゼロワンと戦う敵として決まっていたため、少しシックな感じにしており、強そうな敵のイメージとして紫が選ばれた[164]。凶悪そうな毒を持つものとして、クモやヘビ、コウモリなどが候補に挙がったが、コウモリは迅フライングファルコンの飛行能力と重複することから、チェーンで縛ったり刺すものとしてサソリが選ばれた[164]。マスクは正面からサソリを見た姿をイメージしており、ゼロワン以上に抽象化したものとなっている[99]。左腕にサソリの意匠を集約しているが、額部分がサソリの顔、目を囲むのがサソリのハサミ、顎の部分がサソリの尻尾になっており、サソリがマスク全体を包んでいるイメージとなっている[出典 117]。ゼロワンやバルカンとの差別化の意図からひし形の大きな複眼にしている[99]。ベーススーツにステッチが走っているというコンセプトは、元々主人公ライダーのビジュアル案の中にあったもので、デザインは軍服のようなイメージとなっている[99][150]。
- 強いイメージを持たせるため、中盤は出番を制限している[164]。
- 変身ポーズは滅のキャラクター的に手数が少ないシンプルなものとなり、キーをフォースライザーに入れる前に少し溜めの動きを入れている[263]。変身時、フォースライザーのトリガーは弾くようにしている[264]。
- 撮影用スーツはアップ・アクション兼用の1着のみ[160][151]。スーツの構造は平成ライダーと同様にパーツ分割だが、大きな腰パーツのためベルクロを腰に貼り込んでおり、自重を左右の腰パーツを装着することで支え、ベルトをその上に巻くものとなっている[151]。
- 変身エフェクトはアクション監督の渡辺のアイデアで、前に出たサソリが振り返り向き合って滅を尻尾で刺し、刺したまま覆い被さって変身するものとなった[153]。

必殺技
括弧内は使用するプログライズキー。
スティングディストピア（スティングスコーピオンプログライズキー）
右脚にアシッドアナライズの支管を集中させて、エネルギーを集めて強力な足刀蹴りを打ち込んで相手を貫通させる。命中すると「煉獄滅殲（）」の文字が踊る。
- 高岩の蹴りのポーズがカッコよかったため、白黒の演出を一瞬入れているが、後の滅亡迅雷が変身するライダーにも受け継がれている。

スティングユートピア（スティングスコーピオンプログライズキー）
フォースライザーを2回引くと発動する。アシッドアナライズを敵に巻き付け、引き寄せてキックを放つ。放つ際に「塵芥滅殲（）」の文字が浮かび上がる。
アメイジングカバンシュート（アメイジングヘラクレスプログライズキー）
装填時に「ヘラクレスビートルズアビリティ！」の音声が鳴る。ヘラクレスオオカブトの角を模した金色の矢を発射する。
スティングカバンシュート（スティングスコーピオンプログライズキー）
装填時に「スコーピオンアビリティ！」の音声が鳴る。拡散するエネルギーの矢を発射する。

#### 仮面ライダー滅 アークスコーピオン
アークスコーピオンプログライズキーを絶滅ドライバーに装填して変身する滅の強化形態。アーマーカラーはバイオレットとブラッディレッド。
変身音声は「プログライズ！アーク！Destruction Ruin Despair Extinction!アークスコーピオン！The conclusion after evil climbs the top of the highest mountain of rocks.」。
滅に白いサソリのライダモデルが食らいつく形でアーマーを形成する。滅の悪意が変身時に加わり、アークの力を自らの意志で制御できるようになり、無制限に極大化した悪意の戦闘能力によって全てのものを絶滅させるほどの力を発揮する。体の各所から5本の伸縮刺突ユニットデストアナライズを飛び出させる。また、アークゼロ同様生成した武器で戦う。
- 滅が強化するならば、一番シリーズ全体が盛り上がるタイミングにしようとしたため、緊急事態宣言による撮影休止や話数短縮など様々な事情があって意図通りに実現できるか不透明の時期もあったが、終盤での強化となった[164][79]。当初は正義に覚醒した滅がヒロイックな印象になるという案もあった[132]。
- コンセプトは「滅がアークを心に宿して融合した姿」で、ベースをアークゼロでも使用したマットブラックにしつつ、滅の特徴を出すため、紫を差し色にしている[出典 119]。メタリックレッドのグラフィックを加味することで禍々しさを出し、強制的な融合というイメージを表現している[出典 119]。指先のメタリックレッドは恐怖や血の色を連想させている[132][124]。割れた左目からアークの目が現れており、滅の目となっている右目も侵食しているクラックを模したグラフィックを入れ、美しい融合ではなく、負担が滅サイドにかかっていることが分かるような表現にしている[出典 119]。
- マスクは新規造形[124]。ボディは1型の色替え[132][79]。
- 高岩は、滅がすでに感情を持っていたことから、いままでの無駄な動きがないスタイリッシュな感じではなく、もう少し泥臭い荒々しい動きをしている[266]。

ツール
絶滅ドライバー
アークスコーピオンへ変身するために使用するベルト。装着者から引き出した悪意を変換反応させたライダモデルに加えることで強大な力を発揮する。キーを再度押し込むことで必殺技を発動させる。
アズが滅に与えた飛電ゼロワンドライバーが、滅がアークを取り込んだことでアークスコーピオンプログライズキーから流れ出た流体金属によって変化したもの。
- 中央のひし形のカバーパーツは滅の複眼をイメージしており、滅亡迅雷フォースライザーの意匠を全体的に取り入れ、同様のディテールでデコレートされている。

アークスコーピオンプログライズキー
アークスコーピオンに変身するためのプログライズキー。
アズが滅に渡したキーが、滅がアークを取り込んだことで変化したもの。名称やアビリティの刻印はない。
- デザインはゼロツープログライズキーの色替えで、ゼアの意匠の部分をアークのコアに見立てたパワーアップ版のスティングスコーピオンプログライズキーのイメージ。より刺々しくサソリのグラフィックをブラッシュアップしている。

必殺技
ヘイトレッドインパクト
腕にデストアナライズを巻き付けてパンチを放つ。
エクスティンクションインパクト
右足にデストアナライズを巻き付けてキックを放つ。
カバンシュート
アタッシュアローを生成して放つ。
ジャッキングブレイク
サウザンドジャッカーを生成して放つ。

### 仮面ライダー雷
第14話から登場。雷がドードーゼツメライズキーで変身する仮面ライダー。読みは「イカヅチ」。
変身音声は「Break Down.」。
ロストモデルが変身時に出現せず、アーマーが雷とともに装着される。
雷とドードーの力を併せ持ち、両手のフォースグラブから体内の電撃発生装置ストライクザッパーによって生み出した雷撃を放つほか、ドードーのデータから製作された2刀のヴァルクサーベルを武器として使用する。また、強制的にライダモデルをゼアから引き出す通信制御能力を持っていた。
- 暗殺ちゃんがマギア作戦のために最後に暗殺者としてのデータを収集して完成させたドードーゼツメライズキーのため、暗殺ちゃんがなぜ登場したかという意味付けのため、必然的に雷が変身を遂行したものとなった[164]。
- 変身ポーズは、「雷」という名前から稲妻を表現して雷をなぞったものとなっている[127][135]。第37話の変身ポーズは、新衣装のため、ポケットに左手を突っ込んだまま変身しており、変身後もそれを意識して表現している[269]。
- 声は以前に山口が演じた『RIDER TIME 仮面ライダー龍騎』の仮面ライダーベルデとの差別化を図るため、強めのSっ気のある感じを出している[127]。
- 当初はマギアとして想定していたが、仮面ライダーとしてでないと設定的に矛盾が生じることから、デザインとスーツが急遽作成された[132]。二の腕とマスク以外は001と同様のパーツ構成となっている[132][79]。二の腕はモチーフのドードーの小さな羽の要素を入れるため、素体を変えている[79]。バーニングファルコンよりも後にデザインされたため、骨太な印象を狙ってマットな色調と質感でミリタリーな感じを強調することで、同じ赤い鳥類のライダーでも印象を変えている[出典 120]。ライダーの顔がマスクの嘴の中にあるイメージで、上下のクチバシが前方に突き出ている[出典 120]。ドードーの爪をイメージして銀色にしている[132][268]。仮面の上嘴に隠れているが、Oシグナルも作り込まれている[132][268]。
- スーツはアップ・アクション兼用で、マスクのみが新規造形[出典 121]。スーツは『仮面ライダービルド』のブラッドスタークのベーススーツに『ビルド』の仮面ライダーマッドローグや001の改造したパーツを装着して表現している[268]。眼はアクション用のパーツのみ制作されている[268]。ドードーゼツメライズキーはアップ用プロップは役者用のサイズしか存在しないため、柔らかいアクション用プロップがスーツで使用されている[268]。

必殺技
括弧内は使用するプログライズキー。
ゼツメツディストピア（ドードーゼツメライズズキー）
ヴァルクサーベルから赤い斬撃を放つ。命中すると「煉獄雷剛（）」の文字が浮かび上がる。第37話では赤い電撃を纏ったきりもみキックを行っている。
ゼツメツユートピア（ドードーゼツメライズズキー）
両腕のストライクザッパーから赤い強力な雷撃を放つ。放つ際に「塵芥雷剛（）」の文字が浮かび上がるが、バルカンアサルトウルフのバスターダストに押し返されたためか、ゼツメツディストピアとは異なり、技名までは表示されなかった。
ゼツメツカバンショット（ドードーゼツメライズキー）
赤い光弾を敵に放つ。

### 仮面ライダー亡
第37話から登場。亡がジャパニーズウルフゼツメライズキーと滅亡迅雷フォースライザーで変身する仮面ライダー。読みは「ナキ」。
変身音声は「ジャパニーズウルフ！Break Down.」。
強力な複合通信装置を備え、隠密性と俊敏性に優れており、センサーの撹乱やハッキングなどの単独での隠密行動に特化した能力を持ち、両腕部の装甲に固定されている伸縮性の4連の鉤爪ニホンオオカミノツメで、ニホンオオカミの高い俊敏性を活かした連撃を繰り出す近接戦闘を得意とする。また、高い索敵能力を持ち、拡張聴覚センサーニホンオオカミイヤーによって、半径7キロメートル以内の16個のターゲットを同時に捕捉することが可能。
- 諫の脳内チップの中に搭載されていたことや、第32話でバルカンアサルトウルフとして共闘していたことから、オオカミモチーフで絶滅種であるニホンオオカミが選ばれた[164]。
- 変身ポーズは、漢字の「亡」をなぞるイメージとなっている[出典 123]。
- ニホンオオカミがモチーフで、「亡」という名前の印象から無彩色ベースのキャラクターにするため、アーマー部のみグレーで表現している[出典 124]。マスクは上から頭をオオカミが噛み付いているという意匠で、オオカミの上顎部分を垂れた髪の毛に見えるようにアレンジしており、前髪が眼を覆うような表現を兼ねて亡のクールな印象を狙っている[出典 124]。誇張した無数のケーブルを大きな首輪に繋げることで、自我が抑制されて囚われている亡のイメージを出している[132][79]。ハッキングされたバルカンの色とシンクロさせるため、複眼などの各所にブルーを使っている[132]。
- スーツはアップ・アクション兼用の一着のみで、『ビルド』のナイトローグのスーツを流用しており、中性的な印象になるよう丈を詰めたりするなど、全体のサイズバランスを調整して改造している[出典 125]。マスク・プロテクター・爪は新規造形[272][271]。マスクは右目を覆うパーツのため視界が非常に狭くなっている[272][271]。爪パーツは換装式[272][271]。
- 亡役の中山は、冷静に戦うというイメージが掴めなかったため、戦闘時はドSのスイッチが入るという想定で演じている[144]。
- 亡のスーツアクターの蜂須賀は、普段は無口で冷静な亡が、戦いになったら熱くなるという二面性を持たせ、クールであった滅に対し、がむしゃらに行くようにしている[273]。
- 当初は亡が変身する予定はなかった[141]。

必殺技
ゼツメツディストピア（ジャパニーズウルフゼツメライズキー）
敵に接近し、高速で連続キックを放つ。
ゼツメツユートピア

### 仮面ライダーアークゼロ
『プレジデント・スペシャルPART.01』で初登場し、テレビシリーズには第36話から登場。アークドライバー ゼロとなった人工知能アークが滅亡迅雷.netのヒューマギアをボディに使って変身した仮面ライダー。
変身音声は「アークライズ オール ゼロ」。
地上で活動する実体を持たないため、他のヒューマギアをハッキングして乗っ取る形で変身する。瞬時にハッキングやこれまでにラーニングした膨大なデータを解析し、何億パターンもの事象に対する結論を導き出して相手の攻撃を封殺し、悪意による精神攻撃や掌から放つ荷電粒子ビーム、掌に装備した照射成形機ビームエクイッパーから発するモデリングビームでデータを得た敵の武器（アタッシュウェポンやプログライズホッパーブレード、サウザンドジャッカー）を実体化して戦うといった多彩な攻撃方法を持つ。
- デザインは衛星アークの部品を寄せ集めたようなものとなっており[164]、左眼はアークに似た形状となっている[276]。多くのデザイン案の中にあったジャンクパーツの寄せ集めのボディとシンプルなパターンのもので、パワーアップを前提とした2段変身するということとなった[42]。寄せ集めた壊れたジャンクパーツでゼロワンを模したボディを構築しているというイメージで、怪物的な印象を追求するため、ハイディテールなメカを剥き出しにしており、パイプやケーブルを左右非対称に配置している[出典 127]。アークワンへの進化を想定した逆算として白い色を下半身に配している[42]。マスクの左目は印象的なアークの光る部位をレイアウトしており、ゼロワンと同様に正円の目の形状となっているが、右目のみ正円にはせずクリアーブラックで処理することで隻眼をイメージしており、左目とのコントラストを作っている[出典 127]。パーツが割れた口元にすることで、欠損を骸骨のように見えるようにして穴を開けている[出典 127]。
- 変身ポーズは最初に砂川がしたものに合わせて、中川や山口も同様のものをしている[277]。
- スーツはアップ・アクション兼用[276][275]。マスクはゼロワンと同様の一体型である[276][275]。パーツが露出した左半身にはクラック塗装やウェザリングが施されている[276][275]。左目のアップ用はスリットをディテールの一部に設けることで僅かな視界を得ている[276][275]。

ツール
アークドライバー ゼロ
アークゼロが使用するドライバー。アーク本体そのものが飛電ゼロワンドライバーを模して再構築したもので、アークのディテールが装飾されている。ドライバーを装着したヒューマギアを乗っ取る。
バックル上部のアークローダーを強く押し込むことで対消滅路アークライズリアクターを起動させ、液体金属によって依代とするヒューマギアに各装備を装着させ変身する。変身後に再度アークローダーを押し込むことで必殺技を発動する。
- 当初からアークワンへ強化するという構想であったため、不完全なベルトが展開して綺麗なベルトが完成するというギミックのため、その影響で大きな高低差が左右で生まれているが、不完全な歪さを強調してデザインされており、ピタッとそろった美しさの出るアークドライバー ワンのベルト表面とのギャップを狙っている。

必殺技
オールエクスティンクション
拳や脚に悪意のオーラを集約して相手に命中させたり、相手をエネルギーの球体に閉じ込めて上空に持ち上げて爆破させるなど、定まった攻撃法はなく、相手に対して圧倒的な攻撃を仕掛ける多様な型がある。
- 必殺技の演出は衛星アークを入れているほか、アークのような漢字が変形したものを周りの枠に入れている。

### 仮面ライダーサウザー
第17話から登場。天津垓がアメイジングコーカサスプログライズキーとアウェイキングアルシノゼツメライズキーで変身する仮面ライダー。
変身音声は「When the five horns cross,the golden soldier THOUSER is born.Presented by ZAIA」。
決め台詞は「私の強さは桁外れだ」。
パワードスーツインフラストテクターは徹底的にリサーチが行われて開発されているため、ライジングホッパーの1,000パーセント相当のスペックを持ち、サウザンドジャッカーによる相手のライダモデルやロストモデルの能力を抽出し戦う。
『仮面ライダーゲンムズ』では、垓がゲーム病に感染したことで、黒い全身となった。
- 変身ポーズは、当初は下に腕を降ろしたままだったが、他のライダーとの違いを出すため、桜木の提案で相手をひれ伏させるイメージで、宝塚の振りを取り入れており、最後に下に掌を向けて手をめいっぱい広げている[出典 129]。
- 桜木自身は20代だったが、サウザーのスーツアクターである永徳は40代であったため、桜木自身の雰囲気に寄せつつ悪の貫禄を出していたため、年齢差を埋められたという[93]。
- ライバル企業の社長が変身するA.I.M.S.の技術で実用化されたプログライズキーと滅亡迅雷.netによって実用化されたゼツメライズキーで変身するゼロワンと同等の技術で生み出された強敵のライダーのため、ゼロワンと同様のスーツのパーツ構成やディテールを多用している[出典 130]。その一方で、マスクやボディーパーツは迅や滅同様、全て直線で構成されている[279]。コンセプトは2種類の多くの角を持つ動物の力を使用した角だらけのライダーで、金にしたしなやかなゼロワンの素体に加えて、モチーフの持つ硬い印象を鎧に見立てている[出典 130]。マスクのイメージはゼツメライズキーからの連想で古代ローマのスパルタンの兜[279][79]。2本と3本の角が交わることで5本角になるように見せており、コーカサスオオカブトの3本角を3本の黒いトゲ、アルシノイテリウムの2本角を2本の銀のトゲで表現している[出典 130]。アルシノイテリウムに2本の小さな角があるため、小さい突起を複眼の先端部分に追加しており、コーカサスオオカブトにも短い角があるため、胸につけて忠実さを追求している[出典 130]。
- 撮影用スーツはアップ・アクション兼用の1着のみが制作された[283][279]。マスクはゼロワンと同じく一体型である[283][279]。デザインは、ダイヤモンドカットや江戸切子のように高級感を出す直線のディテールで構成されている[283]。
- ファイトスタイルは『北斗の拳』の同名のキャラクターのイメージとなっている[177]。

ツール
ザイアサウザンドライバー
サウザーが使用するドライバー。ZAIA本社がA.I.M.S.や滅亡迅雷.netから得た戦闘データを元に完成させた。本来は兵器として仮面ライダーを運用するものだったが、己のために垓が利用していた。
バックルの状態で携行され、腹部に当てると自動でコネクティングバンドが展開・伸長して装着される。ベルト左側のゼツメライズスロットにゼツメライズキーを装填することで「ゼツメツ！evolution!」の音声が流れる。さらに右側のライズスロットにプログライズキーを装填することでゲートリベレーターが開放し、「パーフェクトライズ！」の音声と共に変身を完了させる。また変身後にプログライズキーを再度押し込むことで必殺技を発動させることができる。
バックル中央部分にあるフュージョンリアクターを用いてライダモデルとロストモデルを融合反応させることができる。
アークワンとなった或人と対峙した際にドライバーを破壊されるが、最終決戦後に新たに再生産された。
- ZAIAの社長が変身するため、成金のようなイメージから堅牢な金庫のようにベルト全体をデザインしている。ゼロワンドライバーと同等に見えるように二段階認証となっており、丸い意匠が中央部にある。
- 上位の変身ベルトであるため、外資企業のCM風の変身音声となっている。

サウザンドジャッカー
サウザーが使用する長剣。ベルトやプログライズキーなどに介入して先端を当て、柄のグリップ後方にある制御装置ジャックリングを引き上げることで対象のライダモデルやロストモデルを吸い取るジャックライズが実行される。1度ジャックライズしたデータは再びジャックリングを引くことで何度でも使用可能。
- コンセプトはランス状の敵の力を吸収する武器というもので、追加でパワーの吸収を示す大きなモニターを中央に配置し、メーターのようなグラフィックをそこに入れている。
- アップ用プロップは実際にグリップが可動し、刀身の窓のグラフィックも変化するギミックも表現されている。

アメイジングコーカサスプログライズキー、アウェイキングアルシノゼツメライズキー
サウザーの変身に使用されるプログライズキーとゼツメライズキー。アメイジングコーカサスプログライズキーはアメイジングヘラクレスプログライズキー、アウェイキングアルシノゼツメライズキーはアルシノゼツメライズキーをアークの力でライダモデルとロストモデルを進化・発展させたもの。アメイジングコーカサスプログライズキーは他のプログライズキーと違い、生体認証によるもののため、垓にしか扱うことができない。
- 手動で開くキーは子供が両手を使って開くことを想定していたため、キーを2つ同時に使う変身はそれが難しいため、プログライズキーには自動展開用のトーションを仕込み、ゼツメライズキーは開かずに使う仕様となっている。角をイメージした装飾を2本のキーの片側に付けることで、装填時のベルト全体のシルエットを変化させている。

必殺技
いずれの必殺技も欧文表記の技名とともに©ZAIAエンタープライズのライツ表記が入る。
- 悪役であることから紫を基調とした夜のビル街というイメージの演出であったが、監督の中澤の意向で成金感を出してほしいという要望から、宝石感が強いイメージとなった。必殺技の文字は金の延べ棒にすることで金持ちのような感じにしており、外資系企業であることから英字表記となった。

サウザンドディストラクション
右脚にエネルギーを纏わせて連続でキックを叩き込む。また、垂直に降下する場合もある。
- 「1,000パーセント」が口癖のため、キックも1,000種類くらいあると考え、毎回変えている。

ジャッキングブレイク
ジャックライズして抽出したライダモデルのテクノロジーで作り出したエネルギー弾をサウザンドジャッカーから解放する。
フライングファルコン
敵にハヤブサ型の斬撃を繰り出す。さらに召喚したライダモデルで移動することもできる。
シューティングウルフ
オオカミ型のエネルギー弾を放つ。またはオオカミ型のエネルギー弾で敵の手足を捕らえ拘束し、青い炎を纏わせたサウザンドジャッカーで相手を切り付ける。
バイティングシャーク
大量のサメの歯のようなエネルギーを鞭のように展開、敵を切り裂く。
パンチングコング
無数のナックルデモリッションを敵にぶつけて分裂させ、全方向から攻撃する。
フレイミングタイガー
火炎弾や炎の斬撃を放つ。
シャイニングアサルトホッパー
紫のシャインクリスタを多数形成、自在に操る。またはゼロワンダストのように紫色のバッタ型のエネルギー弾を発射する。
ブレイキングマンモス
マンモスの牙のようなエネルギーを作り出し、敵の攻撃を押し返す。
フリージングベアー
冷気を刀身に発生させて、敵を攻撃する。
ライトニングホーネット
激しい電撃をサウザンドジャッカーから放射する。
スティングスコーピオン
サウザンドジャッカーの剣先よりアシッドアナライズを放出し攻撃する。
ジャパニーズウルフ
サウザンドジャッカーを軸に高速回転し吹雪を伴ったキックを放つ。
サウザンドブレイク
プログライズキーを装填し、「Progrise key confirmed. Ready to break.」の音声と共に引き金を引くことでライダモデルやロストモデルの能力の一部を加えた必殺技を発動する。
ライトニングホーネット
サウザンドライズして電撃を纏ったサウザンドジャッカーを相手に突き立てる。
ダイナマイティングライオン
ガトリングガンを二つ形成し、連射する。
アメイジングコーカサス
8種のライダモデルを全て形成、一斉に突撃させる。
スティングスコーピオン
切っ先を地面に突き立てて地中からアシッドアナライズを生成、敵を貫く。
ハッキングブレイク
プログライズキーを装填し、「Progrise key confirmed. Ready to break.」の音声が流れたあとに必殺技を発動する。
ラッシングチーター
高速移動しながらエネルギーを纏った刃で切りつける。

#### その他の作品に登場する仮面ライダーサウザー
仮面ライダーサウザンドアーク
『ゲンムズ スマートブレインと1000%のクライシス』に登場。アークドライバー ワンにサウザンドアークプログライズキーを装填して変身する形態。
変身音声は「シンギュライズ When the five horns cross,the THOUSAND ARK is born.Presented by ARK」。
必殺技はジャッジメントコンクルージョン。

## 敵キャラクター
- いずれの怪人もデザインは普段はライダーやアイテムなどを手掛けるプレックスが担当している[99]。プログライズキーもゼツメライズキーも出自は同じのため、マギアが一種のライダーとして考えられていたことから、全ての戦いをライダーバトルであるというコンセプトで考えられ、統一性を出すという判断となったことから担当することとなった[99][286]。

### マギア
本作品における敵怪人の一種。シンギュラリティに達し、自我を得たヒューマギアが滅亡迅雷.netによってゼツメライザーを装着され、ハッキングされたことで目が赤くなり、自らゼツメライズキーを装填することでデータ暴走し、データを改竄されたことで、怪人化した姿。
絶滅種をモチーフとしているほか、共通して黒いボディを持ち、各個体固有の頭部と胸部の形状をとり、ケーブルのカラーリングも異なる。
体からケーブルを伸ばして有線接続して周囲のバイクなどの外部機器をハッキングして自在に操ったり、他のヒューマギアのプログラムやデータを改竄してトリロバイトマギアに変える能力を持つ。
一度、マギア化するとデータが改竄されるため、基本的に元のヒューマギアに戻すことは不可能で、破壊するしか方法はない。だが、バックアップさえあれば同型の発注や復元は可能であるが、新品のヒューマギアのヘッドデバイスには初心者マークが表示され、破壊される直前までに記憶していたデータやプログラムもすべてリセットされる。だが、パーソナルデータが残存している場合はラーニングの情報を受け継ぐことが可能。なお、イズやワズのようにゼロワン計画のための特別な個体は機密保持のためバックアップデータが存在しないため、本体であるセントラルメモリーが破壊されると復元は不可能である。
- 共通のアンダースーツに腰から上のアーマーのみを変えていくものとなった[99]。仮面ライダー迅や仮面ライダー滅に比べてアーマーが少ないため、ケーブルの面積を多くして全体の印象を変えるため、ケーブルのカラーをゼツメライズキーの固有色に変えている[99][286]。ベルトで変身するため、触覚と複眼という仮面ライダーのような意匠を入れ込んでいる[99]。ライダーの複眼のようなパーツをモチーフとなる生物の目ではない部分に配している[99][286]。
- 下述の変身は歪な形にしたゼロワンの変身となっている[47]。

ゼツメライザー
ヒューマギアのマギア化に用いられる変身ベルト。ゼツメライズキーを装填し起動スイッチを押し込むことで、ヒューマギアとゼツメライズキーを破壊することによって滅亡迅雷.netに接続し、暴走プログラムをインストール・ダウンロードさせた後、キーに収められたロストモデルが強制的に付加されることでデータを改竄され暴走し、ヒューマギアの外装が焼け落ちて素体となった後、骸骨面になって開いたマスクの口からパイプを吐き出して身体を突き刺し、周囲をDNAを模した二重螺旋のエフェクトが取り囲み、弾き飛んだ後に追加装備を装着させることでゼツメライズが完了し、マギアとなる。
- 当初はキーを装填するのみで力を抽出するものだったが、杉原のアイデアでキーを壊して力を取り出すものに変更され、変身時にキーがひび割れる演出となった。

アークマギア
通常マギアのようなゼツメライザーとゼツメライズキーによる暴走ではなく、ヒューマギアが人間の悪意の影響を受けて、負のシンギュラリティに達したことでアークと無線接続しプログラム改変を受けて、改変時に仕込まれた各マギアのデータが発現してマギア化した姿。ゼツメライザーを装着していないが、その戦闘力はかなり高い。こちらは強制的なハッキングではないため、破壊されても復元の際、直前までの記憶やプログラムはそのままである。

ドードーマギア
暗殺ヒューマギアがゼツメライザーにドードーゼツメライズキーを装填して変身するマギア。第28話ではMCチェケラも変身した。
当初は、格闘戦を主体として戦っていたが、後に剣豪をラーニングしたことで背中に双剣ヴァルクサーベルを会得して装備した。
通常のマギアがゼツメライザーを装着されてからマギアに変身するのに対し、仕様が異なるためか必要に応じて変身している。
- 強化時に上半身を埋めるため、特徴を下半身に持たせ、飛べない鳥であるドードーの特徴を出している。ドードーの目は顔の横にある水色の目の部分で、マギア自体の目は眉間のピンクの部分となっている。両手の剣は鳥の羽をイメージしており、背中にマウントするイメージでデザインしている。

ドードーマギア改
ドードーマギアが暗殺に関するラーニングによって進化した強化形態で、新たに上腕部の発煙弾やグレネード弾など各種弾頭が装填可能なグレネード・ディスチャージャー、胸部装甲の6門の固定式マシンガンレジスローターが追加されて重武装化され、戦闘力が強化された。3度目の進化を遂げたことで、戦闘力はマギアの中でも最強で、卵型の金属球をヒューマギアに打ち込むことで分身であるドードーマギア・ヒナへと変化させ、格闘戦用衝角と対空砲2門が配備され、通信性能が強化された骸骨のような頭部ユニットヘルムヴォーゲルによって操る。
- パーツを空けていた上半身に付けることでシルエットを変え、多く武装を追加して怒り肩にしている。胸のマシンガン用に弾倉を脇腹に付けている。進化後は完成して本当に凶悪な敵になるため、従来のマギアのルールから逸脱した姿になるというコンセプトで新たに頭部をデザインしている。嘴の中にある骸骨のような顔はトリロバイトマギアに変化する際の内部の骸骨顔がそのまま露出しているというものである。マギアの共通であるケーブルを髪の毛に見立てて、連獅子のように後頭部から垂らしている。

トリロバイトマギア
滅亡迅雷.netの戦闘員。名の由来は三葉虫の学名Trilobitaから。マギアによってヒューマギアが有線接続ハッキングされ、拡散した暴走プログラムを強制的にインストールされデータを改竄されたことで、外装が吹き飛び骸骨のような顔が現れ装甲が付いてマギア化した姿。各マギアに本形態を経ることで変化する。武器は生成した銃で、リミッターが暴走プログラムによって破壊されたことで、通常時よりも強力な力を発揮し、大群で襲い掛かる。ヒューマギアたちが闇に堕ちた或人に裏切られたと感じた際は、デモを各地で起こして暴走し、自らなった者もいる。
- 第1話に登場したベローサマギアを引き算的な考え方でパーツを減らしていき、デザインされた。ケーブルの束でアーマーを拘束するという滅亡迅雷が変身する仮面ライダーよりも格下な簡易版を意識している。令和第一弾の仮面ライダーのため、『仮面ライダー』のショッカー戦闘員のオマージュで、ケーブルとアーマーで人骨を表現している。ヒューマギアと共通の腰部のディテールとなっているが、人骨に見えるように骨盤のような装飾を付けている。

### レイダー
第18話から新たに登場した敵怪人の一種。人間がレイドライザーとプログライズキーを用いて武装化した姿。マギアとは異なり、多大なダメージを受けると変身者が死に至ることなく変身が解除されて元に戻すことが可能だが、ライダモデルで強化されているため、マギアよりも高い戦闘力を誇る。正体不明のフードの人物はヒューマギアに対して悪意を持った人間をレイダーにしていた。
- 無理矢理マギア化されたヒューマギアが倒されるのはかわいそうという声があったことから、人間の悪意を描く第2部では爽快感を持たせるため、悪人を倒すこととなった[81]。
- エイムズショットライザーの技術を使用して変身する怪人であったため、バルカンとバルキリーと共通の素体となっており、黒いマギア、白いA.I.M.S.のライダーであったため、グレーとなった[81][286]。マギアにあったケーブルを使用せず、パイプディテールを多用している[81][286]。マギアはヒューマギアモジュールを変身後も残していたが、レイダーはザイアスペックが変身に紐づいていないことから省いている[286]。マギアのようにライダーのような複眼を付けると、ほぼほぼライダーのような顔になってしまうため、そのままモチーフの顔が乗っているものとなった[286]。武器もパイプディテールを生かして、なりきり玩具にはならないことから、通常ではやらないような武器を作っている[286]。
- 初期のレイダーはマギアと同様の変身であったが、後にベルトから発生する乱雑なパイプにまとまりが出るように作り直している[47]。ファイティングジャッカルレイダーとバトルレイダーはさらに乱雑さをなくし、整然としたパイプが一つの形を作り上げるようにすることで敵の進化を表現している[47]。
- 仮面ライダーではないため、変身に代わる言葉として「実装」という掛け声となった[293]。

レイドライザー
ショットライザーに酷似した構造で、プログライズキーを装填することによってプログライズキーに特殊な周波数を送り込むことで、疑似オーソライズを実行する役割を持ち、器官が伸びて変身者を包み、特殊アーマーを武装してレイダーに実装させる。第27話で元々はZAIAが対ヒューマギア用の装備として民間人用に開発したシステムと判明。
第30話からは量産されたインベイディングホースシュークラブプログライズキーと共にZAIAの直属となったA.I.M.S.の主要隊員に与えられた。
誰でも使用すればバトルレイダーに変身することが可能で、暴走するヒューマギアから身を守ることが可能と謳われており、ZAIAの傘下となった飛電でも販売予定だったが、福添たちによって全てキャンセルされた。
- 簡易版のエイムズショットライザーという指示であったため、銃の形態でデザインしていたが、A.I.M.S.製の怪人であると誤認されるバレバレな展開を避けるため、銃形態ではないシンプルなボックスタイプの変身ベルトとなった。

ファイティングジャッカルレイダー
第28話から第33話まで登場。唯阿がレイドライザーにファイティングジャッカルプログライズキーを装填して実装するレイダー。
変身音声は「レイドライズ！ファイティングジャッカル！」。
対ヒューマギア用の装備としてデモンストレーションされ、MCチェケラが変身したドードーマギアを倒した。俊敏性に優れており、専用武器のテリトリーサイズと呼ばれる鋭利な鎌で、敵の死角に残像が残るほど素早く回り込んで攻撃を加える近接格闘術を得意とする。必殺技はテリトリーサイズにエネルギーをチャージして切れ味を高めて放つファイティングボライド。
- 唯阿がはっきりと垓の部下であることを提示させるため、レイダーとなった。
- サウザーが古代ローマの鎧のようなデザインであったため、古代エジプトのアヌビスのように見えることからジャッカルがモチーフに選ばれた。唯阿が変身するため、ジャッカルの鎧でバルキリーのマスクを覆い隠すようにしており、ZAIAに本心を押し殺して従う彼女を表現している。

インベイディングホースシュークラブレイダー
第30話から登場。通称バトルレイダー。A.I.M.S.隊員がレイドライザーにインベイディングホースシュークラブプログライズキーを装填して実装するレイダーで、指令権を買い取ったZAIAの戦闘員として活動する。
装甲は強固なモノコック構造となっているため、高い防御力を誇り、敵をトリデンタと呼ばれる大口径の短機関銃や拘束具ハーケンストリンカーで鎮圧する。
- デザインは『令和 ザ・ファースト・ジェネレーション』のバトルマギアが最初にデザインされ、レイダーの素体にデザインを変更し、耳のヒューマギアモジュールの意匠を取り外して別のパーツを追加している。三葉虫をモチーフとしたトリロバイトマギアの流れからカブトガニがモチーフとなり、顔に三葉虫の要素をつけていたトリロバイトマギアに対し、カブトガニの要素を胸に集約させている。

## アイテム

### プログライズキー
本作品において、仮面ライダーへの変身などに用いられるシステムデバイスで、通信衛星ゼアに蓄積されているあらゆる生物種の力が記録されたデータイメージライダモデルが能力に応じて細分化されてインプット・保管されたデータ・アクティベートキー。名称の由来は「プログラム+RISE」。各種得意の能力である様々な生物種のアビリティが設定・所持されている。通常はロックがかけられているカードディスクモードだが、各ドライバーにオーソライズ（認証）することで展開してキーモードとなり、ドライバーや武装に装填することで仮面ライダーに変身することや強化、必殺技の発動などが可能となり、あらゆる能力が付加される。
ライジングホッパーとフリージングベアーを除くゼロワンのプログライズキーは、いずれも通信衛星ゼアによって、イズが分析した敵の戦闘データの分析結果をアップロードして敵に対する最適な対抗手段を検索し、そのデータを基に飛電インテリジェンスの社長室のラボにある多次元プリンターザットによって飛電インテリジェンスの所持していたデータを基に構築・製造される。イズはプログライズキーコネクタにキーを収納して持ち運んでいる。
A.I.M.S.の所有するプログライズキーの認証には、武器の管理権限と武装指揮権を持つ唯阿の許可が必要となるが、ゼロワンが使用するフリージングベアーは元々A.I.M.S.が所有していたものだった。
垓が所持しているプログライズキーは、トラッピングスパイダーを含む8個を所持していたが、生け花対決の際に何者かによってトラッピングスパイダーを除く7個のプログライズキーが盗まれてしまう。
本来は、災害地での人道支援や宇宙開発を視野に製作され、人間の生活に動物の能力を使って役立てようというバイオミメティクスに近い思想を持って開発された。
- 飛電ゼロワンドライバーの当初のコンセプトは起動したキーによって変身者が機械化するというものだったため、そのテクノロジーが派生してメカ生物のビジュアルとなった[175]。
- 三分割のマスクや小さなマスクを交換して装着して変身・フォームチェンジするという案もあったが、全体的にスタイリッシュな方向性に行くこととなったため、大人っぽい感じとしてカードキーが選ばれた[175]。第一段階ではデジタルのスマートキーの形状で認証し、第2段階で変形してアナログの鍵の形状となって認証するという、デジタルとアナログの技術の融合を意識したギミックとなっている[175][79]。ベルトと相互に承認し合うことで、ベルト側の力とキー側の生物の力が開放されるというコンセプトで、テクノロジーとして生物の力を利用するイメージのため、機械化された生物が展開すると現れるものとなった[79]。
- 音声は新しさを演出するため、曲や歌を流すのではなく、AIというテーマから未来的なテクノロジーを感じさせるものとして、人工知能の音声ということとなり、発音は従来のようなカタカナ英語のものではなく、ネイティブな英語にすることとなった[175][79]。
- 110パーセントに拡大成形されたアップ用やアクション用、玩具と同スケールに成形された役者用などのプロップが制作された[158]。このほかに展開ギミックのないアップ用や役者用のみが制作されたものなどがある[158]。アップ用プロップは実際に展開することが可能で、緩くヒンジを調整することで重力によって開く仕様となっている[158]。
- 『電王』のデンオウベルトは、電飾ギミックがないライダーパスをベルトに非接触でかざすことで、ベルトのみから音声が鳴る一方向の認証によるギミックのものだった[203]。だが、本作品では飛電ゼロワンドライバーにプログライズキーを非接触でかざすことで認証され、ベルトから待機音が鳴ると同時にプログライズキーも反応し、音声が鳴るとともにLEDも点滅する相互認証を行うものとなり、それを行った状態でベルトにキーを装填すると接触技術によって変身音が鳴るようになるものとなった[203][79]。認証を行っていない状態で装填すると「エラーライズ」という音声とともに変身失敗音が鳴るようになっている。このように手順どおりに相互認証による操作をしないと変身出来ないという点は「順を追って近未来的なガジェットを操作する感」に大きく貢献したものになっている[203]。また、ガイアメモリやロックシード、ライダーガシャットのような音声入りの連動アイテムは変身ベルトや各種武器などの認識先によって音声を使い分けるものだったが、本作品では変身ベルトに認識先の多くを設定し、各変身ベルトや各種武器に装填するとそれぞれ相互互換した専用の変身音声や必殺技音声が鳴るようになっている[203]。

| 名称                                                           | 使用者                  | ライダモデル                                                                 | アビリティ           | 初登場                              | 備考 |
| -------------------------------------------------------------- | ----------------------- | ---------------------------------------------------------------------------- | -------------------- | ----------------------------------- | --- |
| ライジングホッパー[165]                                        | ゼロワン                | バッタ                                                                       | ジャンプ             | - 劇場版ジオウ - 第1話              | 飛電ゼロワンドライバーとともにイズから受け取った[ep 1]。 |
| ライジングホッパープログライズキー ゼロワンリアライズver.[165] | ゼロワン                | バッタ                                                                       | ジャンプ             | 最終話                              | ライジングホッパープログライズキーが変化したもの。 |
| シューティングウルフ[165]                                      | バルカン                | オオカミ                                                                     | バレット             | 第2話                               | |
| バイティングシャーク[165]                                      | ゼロワン                | サメ                                                                         | ファング             | 第3話                               | |
| ラッシングチーター[165]                                        | バルキリー              | チーター                                                                     | ダッシュ             | 第3話                               | |
| フライングファルコン[165]                                      | - ゼロワン - 迅         | ハヤブサ                                                                     | ウィング             | - 劇場版ジオウ - 第4話              | 第6話でオニコマギアに奪われ迅の手元に渡るが、第16話で迅が破壊されたことによりゼロワンが奪還。                                                                         |
| パンチングコング[165]                                          | バルカン                | ゴリラ                                                                       | パワー               | 第4話                               | 垓の指示で戦闘データを採取するため、唯阿が諫に与えた[236]。 |
| フレイミングタイガー[165]                                      | ゼロワン                | トラ                                                                         | ファイヤー           | 第5話                               | |
| ライトニングホーネット[165]                                    | バルキリー              | ハチ                                                                         | サンダー             | 第6話                               | |
| フリージングベアー[165]                                        | - バルキリー - ゼロワン | ホッキョクグマ                                                               | ブリザード           | 第7話                               | バルキリーが暗殺ヒューマギアを止めるためにゼツメライザーに装填させて凍らせ、その後マンモスマギア戦時にゼロワンに譲渡した[6][ep 7]。                                   |
| スティングスコーピオン[165]                                    | - 滅 - 迅 - サウザー    | サソリ                                                                       | ポイズン             | 第8話                               | 飛電から垓が奪ったものを亡を経由して滅の手に渡った[164]。 迅は第16話でアタッシュショットガンに、サウザーは第27話でサウザンドジャッカーに装填して使用。                |
| アメイジングヘラクレス[165]                                    | 滅                      | ヘラクレスオオカブト                                                         | ストロング           | 第8話                               | 亡から滅に受け渡されたもの[116]。 アタッシュアローに装填して使用。 |
| ブレイキングマンモス[165]                                      | ゼロワン                | マンモス                                                                     | プレス               | 第9話                               | マンモスゼツメライズキーを解析し作成。 巨大ロボ（大型救助システム）型。 ライダモデルが存在しない[187]。                                                               |
| クラッシングバッファロー[165]                                  | 立花蓮太郎              | バッファロー                                                                 | ブロウ               | 第10話                              | 垓が所持していたキーの1つ。 第17話で何者かによって盗まれ、第18話で立花がレイダーに変身する際に使用した後に回収された。                                                |
| スプラッシングホエール[165]                                    | 新屋敷達己              | クジラ                                                                       | ウェーブ             | 第10話                              | 垓が所持していたキーの1つ。 第17話で何者かによって盗まれ、第19・20話で新屋敷がレイダーに変身する際に使用。 第20話でゼロワンが撃破した後に回収された。                 |
| ダイナマイティングライオン[165]                                | - 鳴沢益治 - サウザー   | ライオン                                                                     | バースト             | 第10話                              | 垓が所持していたキーの1つ。 第17話で何者かによって盗まれ、第21・22話で鳴沢益治がレイダーに変身する際に使用。 第22話でゼロワンが撃破した後に回収され、サウザーが使用。 |
| ストーミングペンギン[165]                                      | 二階堂輝男              | ペンギン                                                                     | ハリケーン           | 第10話                              | 垓が所持していたキーの1つ。 第17話で何者かによって盗まれ、第23話で二階堂輝男がレイダーに変身する際に使用。                                                            |
| スパーキングジラフ[165]                                        |                         | キリン                                                                       | エレクトリック       | 第10話                              | 垓が所持していたキーの1つ。 |
| エキサイティングスタッグ[165]                                  |                         | クワガタ                                                                     | シザース             | 第10話                              | 垓が所持していたキーの1つ。 |
| スカウティングパンダ[165]                                      | 京極大毅                | パンダ                                                                       | サーチ               | 第10話                              | 垓が所持していたキーの1つ。 第17話で何者かによって盗まれ、第26・27話で京極大毅がレイダーに変身する際に使用。                                                          |
| ガトリングヘッジホッグ[165]                                    | バルカン                | ハリネズミ                                                                   | リボルバー           | 第10話                              | アタッシュショットガンに装填して使用。 |
| シャイニングホッパー[165]                                      | ゼロワン                | バッタ                                                                       | シャイニングジャンプ | 第12話                              | |
| アサルトウルフ[165]                                            | バルカン                | オオカミ                                                                     | アサルトバレット     | 第14話                              | |
| シャイニングアサルトホッパー[165]                              | ゼロワン                | バッタ                                                                       | ハイパージャンプ     | 第15話                              | |
| ホッピングカンガルー[165]                                      | ゼロワン                | カンガルー                                                                   | ポケット             | 超バトルDVD                         | てれびくん超バトルDVDに登場。 福添の持っていたオーストラリアのガイドブックから構築されたため、ライダモデルは表紙のカンガルーの絵が元となっている[199][95]。           |
| トラッピングスパイダー[165]                                    | バルカン                | クモ                                                                         | テリトリー           | 超バトルDVD                         | てれびくん超バトルDVDに登場。 アタッシュショットガンに装填して使用。第10話の時点では垓が所持していた。                                                                |
| アメイジングコーカサス[165]                                    | サウザー                | コーカサスオオカブト                                                         | ブレイクホーン       | 第17話                              | |
| メタルクラスタホッパー[165]                                    | ゼロワン                | ワタリバッタ                                                                 | エブリバディジャンプ | 第22話                              | |
| バーニングファルコン[165]                                      | 迅                      | ハヤブサ                                                                     | インフェルノウィング | 第25話                              | |
| ファイティングジャッカル[165]                                  | 刃唯阿                  | ジャッカル                                                                   | ハント               | 第28話                              | 第28 - 33話で刃唯阿がファイティングジャッカルレイダーに変身するために使用。                                                                                           |
| ランペイジガトリング[165]                                      | バルカン                | オオカミ                                                                     | ランペイジバレット   | 第29話                              | |
| インベイディングホースシュークラブ[165]                        | A.I.M.S.隊員            | カブトガニ                                                                   | ハード               | 第30話                              | バトルレイダー変身に使用。複数個量産されている。 |
| ゼロツー[165]                                                  | ゼロツー                | 人工知能・生物種                                                             | ゼロツージャンプ     | 第40話                              | |
| アークワン[165]                                                | アークワン              | - アークの概念 - 人間の悪意の歴史 - 自我に目覚めたヒューマギアのビッグデータ | アークワン           | - 第35.5話 - 第42話                 | |
| アークスコーピオン[165]                                        | 滅                      | - サソリ - アークの概念                                                      | アークスコーピオン   | 第44話                              | |
| アークゼロワン[165]                                            | アークゼロワン          |                                                                              |                      | ファイナルステージ                  | 全てのライダーを滅したいというアークの悪意を宿したアズが手にしたもの。                                                                                                |
| サウザンドアーク[284]                                          | サウザンドアーク        |                                                                              |                      | スマートブレインと1000%のクライシス | |
| 仮面ライダーゼイン[296]                                        | ゼイン                  | ゼインの概念                                                                 |                      | アウトサイダーズep.3                | |
| ゼロスリー[297]                                                | ゼロスリー              |                                                                              |                      | アウトサイダーズep.5                | |

#### ヒューマギアプログライズキー
ヒューマギアのラーニングで得た善意とパーソナルデータを記録したジョブキー。メタルクラスタホッパーを構成しているアークの悪意のデータを相殺するためにイズが呼び掛けに応えたヒューマギアの協力を得て作った。ブランクのキーをヒューマギアの身体にある認証コードにスキャンすることでパーソナルデータを移して完成する。或人は垓によるヒューマギアのパーソナルデータ消去を見越してこれを退任時に全て持ち出して保管していた。
ヒューマギアモジュールにスキャンすることでバックアップデータによるヒューマギアの復元と再起動が可能だが、バックアップデータが消失している個体は起動スイッチを押しても「Cannot read」の音声が鳴り、起動できない。さらにスピンオフで諫が腹筋崩壊太郎ヒューマギアプログライズキーをエイムズショットライザーに装填し、素体ヒューマギアに誤って撃ち込み腹筋崩壊次郎に変えたことで、ヒューマギアにキーに保存されたバックアップデータを読み込ませることで元のヒューマギアに変化転身システムを行うことができることが判明。第31話では素体ヒューマギアがシェスタに転身し、さらに祭田ゼットに転身した。
| 名称                                                | 対象ヒューマギア       | 初登場                              |
| --------------------------------------------------- | ---------------------- | ----------------------------------- |
| セクレタリー：イズ[298]                             | イズ                   | 第24話                              |
| セキュリティーガード：マモル[298]                   | マモル                 | 第24話                              |
| スシシェフ：イッカンニギロー[298]                   | 一貫ニギロー           | 第24話                              |
| フェスティバルエンターテイナー：マツリダゼット[298] | 祭田ゼット5号          | 第24話                              |
| ドクター：ドクターオミゴト[298]                     | Dr.オミゴト            | 第24話                              |
| ポストマン：オクレル[298]                           | オクレル               | 第24話                              |
| アクター：マツダエンジ[298]                         | 松田エンジ             | 第24話                              |
| カーペンター：サイキョウタクミオヤカタ[298]         | 最強匠親方             | 第24話                              |
| リアルター：スミダスマイル[298]                     | 住田スマイル           | 第24話                              |
| アストロノート：ウチュウヤロウスバル[298]           | 宇宙野郎昴             | 第24話                              |
| ロイヤー：ベンゴシビンゴ[298]                       | 弁護士ビンゴ           | 第24話                              |
| カートゥニスト：モリフデジーペン[298]               | 森筆ジーペン           | 第24話                              |
| セクレタリー：シェスタ[298]                         | シェスタ               | 第31話                              |
| ファッションモデル：デルモ[298]                     | デルモ                 | 第32話                              |
| テニスコーチ：ラブチャン[298]                       | ラブチャン             | 第33話                              |
| アストロノート：ウチュウヤロウライデン[298]         | 宇宙野郎雷電（雷）     | 第34話                              |
| インベンター：ハカセボット[298]                     | 博士ボット             | 第36話                              |
| コメディアン：フッキンホウカイタロウ[298]           | 腹筋崩壊太郎           | スピンオフ                          |
| ツアーコンダクター：アンナ[298]                     | アンナ                 | 超お仕事大戦                        |
| ボイスアクター：カナザワセイネ[298]                 | 香菜澤セイネ           | 超お仕事大戦                        |
| ナース：ハクイノテンシマシロチャン[298]             | 白衣の天使ましろちゃん | 超お仕事大戦                        |
| スクールティーチャー：コービー[298]                 | 坂本コービー           | 超お仕事大戦                        |
| プライベートディテクティブ：ワズ[298]               | ワズ・ナゾートク       | 超お仕事大戦                        |
| フロリスト：イチリンサクヨ[298]                     | 一輪サクヨ             | 超お仕事大戦                        |
| マリッジコンサルタント：マッチ[298]                 | 縁結びマッチ           | 超お仕事大戦                        |
| ファイヤーファイター：119ノスケ[298]                | 119之助                | 超お仕事大戦                        |
| シンガー：MCチェケラ[298]                           | MCチェケラ             | 超お仕事大戦                        |
| ファーマー：ミドリ[298]                             | ミドリ                 | 超お仕事大戦                        |
| 檀黎斗[284]                                         | 檀黎斗                 | スマートブレインと1000%のクライシス |

#### ゼツメライズキー
マギアや仮面ライダーの変身などに用いられるシステムデバイス。絶滅した生物のデータが保管されており、絶滅種のデータイメージロストモデルが収められている。ゼツメライズキーのキーコネクタには共通して「TYPE：ZETSUMETSU」の表記があるが、アウェイキングアルシノのみ「TYPE：ZETSUMETSUEVOLUTION」となっている。
元々は、ZAIAエンタープライズジャパンが所持していたデータを具現化したもので、プログライズキーとともにデイブレイク発生直前に共同開発していたため、互換性があるものとなっている。
- プログライズキーとの差別化から、ガンメタの成型色に統一している[286]。

| 名称                        | マギア                                         | 対象ヒューマギア                                  | ロストモデル                               | 初登場      | 備考 |
| --------------------------- | ---------------------------------------------- | ------------------------------------------------- | ------------------------------------------ | ----------- | --- |
| ベローサ[289]               | ベローサマギア                                 | 腹筋崩壊太郎                                      | 昆虫の絶滅種 クジベローサ・テルユキイ[6]   | 第1話       | |
| クエネオ[289]               | クエネオマギア                                 | オクレル                                          | 爬虫類の絶滅種 クエネオスクース[6]         | 第2話       | |
| エカル[289]                 | エカルマギア                                   | マモル                                            | 哺乳類の絶滅種 エカルタデタ（英語版）[6]   | 第2話       | |
| ネオヒ[289]                 | ネオヒマギア                                   | シザーメンズ                                      | 頭足類の絶滅種 ネオヒボリテス（英語版）[6] | 第3話       | |
| オニコ[289]                 | オニコマギア                                   | - バース（第4話） - 運転手ヒューマギア（第6話）   | 哺乳類の絶滅種 オニコニクテリス[6]         | 第4話       | 第6話で再登場。 |
| ビカリア[289]               | ビカリアマギア                                 | - 森筆ジーペン（第5話） - 弁護士ビンゴ（第21話）  | 腹足類の絶滅種 ビカリア[6]                 | 第5話       | 第21話で再登場。 |
| ガエル[289]                 | ガエルマギア                                   | 香菜澤セイネ                                      | 両生類の絶滅種 イブクロコモリガエル[6]     | 第6話       | |
| マンモス[289]               | マンモスマギア                                 | - 坂本コービー（第4話） - 119之助（第26話）       | 哺乳類の絶滅種 マンモス[6]                 | 第7話       | 第26話で再登場。 |
| ドードー[289]               | ドードーマギア                                 | - 暗殺ちゃん（第8 - 13話） - MCチェケラ（第28話） | 鳥類の絶滅種 ドードー[6]                   | 第7話       | 第8,10,28話で再登場。 雷が仮面ライダー雷変身にも利用する（第14,37話）。 |
| ドードー[289]               | ドードーマギア改                               | - 暗殺ちゃん（第8 - 13話） - MCチェケラ（第28話） | 鳥類の絶滅種 ドードー[6]                   | 第11話      | 第12,13話で再登場。 |
| アルシノ[289]               | アルシノマギア                                 | 松田エンジ                                        | 哺乳類の絶滅種 アルシノイテリウム[6]       | 第11話      | 第24話で再登場。 |
| アウェイキングアルシノ[289] |                                                |                                                   | 哺乳類の絶滅種 アルシノイテリウム[6]       | 第17話      | |
| ジャパニーズウルフ[289]     |                                                |                                                   | 哺乳類の絶滅種 ニホンオオカミ[289]         | 第37話      | 亡が仮面ライダー亡に変身するために使用（第37,39話）。 第44話にて諌が亡から譲渡され、オルトロスバルカンの変身に使用する。 |
| ???[289]                    | - ガエルマギア - ピカリアマギア - オニコマギア | 天丼ボケ太郎                                      |                                            | 超バトルDVD | 合体マギアの絵を描いた後、ガエル、ピカリア、オニコの3つのゼツメライズキーを持ち出した迅が、ケーブルに躓いて転倒したことでデータが混ざり合い、生まれた特殊なゼツメライズキー[288]。 これを用いてマギアに変身すると前述の3タイプのマギアに変化する[288]。 |

## 用語
ヒューマギア
飛電インテリジェンスによって開発・運用された人工知能（AI）を搭載し、様々な性別や職業に対応した人型ロボット。共通して瞳の色が青く、体のどこかに飛電インテリジェンスのロゴのバーコードが記されている。通信衛星ゼアによって制御され、耳部に特殊なヘッドデバイスヒューマギアモジュールを装着し、物体認識の技術によって対面する人物を認識し、自分で考えて行動し、搭載した自己ラーニング機能によってあらゆる仕事に特化したプログラムを組み込むことによって成長して様々な仕事現場に派遣される。人間と同様の姿に出荷時にコーティングされる。販売はされておらず、個人や企業に派遣する形でリースされる。元々は、医療に役立つ目的で開発されたため、国立医電病院など病院で運用されているものが一番多い。ただし、職業には法律によって制限があり、政治家、スポーツ選手になることは禁止されている。椅子に座って充電をする。
第30話で飛電がZAIAに乗っ取られたことでヒューマギアの回収と廃棄が始まったため一斉停止されて衛星ゼアにあるメインデータが消去されそうになるも、或人が前もってヒューマギアプログライズキーに保存し、消去していた。
- バージョンアップやバックアップはスマート家電やスマートフォンを参考にしている。
- 素体はケーブルをトリロバイトマギアから外して、マスクを人間を模したアンドロイドのようなものに変え、白い面に黒い全身のものであったが、杉原の「世間に普及しているアンドロイドのため、世間一般のイメージでもっと白い部分を増やしてほしい」というアイデアから白い肩と胸のパーツにアレンジしている。インパクトを持たせるため、カラーコンタクトとヘッドギア、そして身体のどこかに認識コードのようなシールを貼るようにしている。ただし、役者によってカラーコンタクトが入れられなかったり入らない場合は目を合成処理している。ヒューマギアモジュールは役者にヒューマギアの目印として装着させるため、かなりハイディテールな全体にして、大きな丸い発光部に目が行くようにデザインされているが、キャラクターとしてのアイコンになることをリアリティよりも優先してデザインしている。左側頭部から見ると白い部分が「A」「I」に見えるようにデザインされているが、かなり崩して溶け込ませることで、読めすぎるのを避けている。
- アンドロイドのようなスーツで演じる案もあったが、全く同じ姿のため全て同じ個体に見えてしまうことから、役者が演じることとなったが、人間との差別化のため、当初は感情が出る目をバイザーのようなもので覆うスタイルを想定していた。だが、画面的にそのようなビジュアルでは飽きが来ることからモジュールを耳に付けることとなった。
- 飛電インテリジェンスの社長室のラボに並べられた旧型のヒューマギアは、ビジュアル的に、並べることでヒューマギアがアップデートされた雰囲気を表現するためのものである。

シンギュラリティ
人工知能（AI）に自我が芽生え、人間を超越する現象。作中では仕事にやりがいを覚えたり、自分で考えてプログラム外の行動を行うなどの変化がみられる。迅はシンギュラリティに達することで衛星ゼアやアークに支配されないヒューマギアになれると語っている。

デイブレイクタウン
ヒューマギアの運用実験都市。2007年、政府機関はAIテクノロジーの発展のため、飛電インテリジェンスやZAIAエンタープライズ、宇宙ベンチャー企業数社が共同で発足した人間とヒューマギアが共に働くヒューマギア運用実験都市計画が行なわれ、ヒューマギアを一斉管理するための通信衛星打ち上げプロジェクトを始め、ヒューマギアを人の暮らしにより広く役立てていくための様々な開発事業が行なわれていたが、デイブレイクによって都市は周囲数10キロメートルを吹き飛ばした爆発の影響によって地盤沈下や都市の地下水脈の損傷による地下水の漏れ出し、後の雨水による浸食が重なったことによって都市の大半が水没し、現在の跡地は負の歴史遺産と呼ばれ、立入禁止区域となっている。
滅亡迅雷.netのアジトとなる建物にはアークの復活後に壁に穴が開き、その一角でプログライズキーを構築できるようになり、垓がこれを利用してプログライズキーを作った。

デイブレイク
2007年12月、通信衛星打ち上げプロジェクト当日にヒューマギア運用実験都市の開発区域内で起こった爆発事故。或人の父である其雄を含めた大勢の人々が亡くなった。
開発施設の動力炉が次々と誘爆したことによって実験都市ごと消滅する未曾有の大災害であったにもかかわらず世間には爆発事故と処理されている。またデイブレイクが起きた時に、諫は多くの旧型ヒューマギアが暴走するのを目の当たりにしていることから、デイブレイクの真相はヒューマギアによる人間の大量殺戮であり、飛電インテリジェンスが事実を隠蔽したと考えている。また、ヒューマギアの反乱は飛電インテリジェンスにデータが残されていなかったことに対して福添も或人の問い掛けに対して「記憶にございません」と返している。
爆発の原因についてはヒューマギア工場の工場長による操作ミスとされていたが、後にその真実がアークによってハッキングされ一斉に暴走し反乱を起こした旧型ヒューマギアを、ヒューマギア第一製造工場工場長の桜井聡が工場区域内の全防壁を閉鎖して工場ごと爆破処分させたことによるものだと判明し、社内のデータベースも更新された。
第33話において、上記の「諫の中学校を襲撃した」という事実はなく、諫にヒューマギアに対して憎しみを抱かせ、道具として利用するために垓に擦り込まれた偽りの記憶であることが判明した。
名称の意味は夜明け。人類の技術発展のための犠牲と、同じ悲劇を二度と繰り返さないために政府が命名した。

通信衛星ゼア
飛電インテリジェンスが開発・建造した都市管理サテライト。2016年に打ち上げられ、稼働中のヒューマギアを集積した実験データによって接続した各地のヒューマギアを集中制御する。
前部は本体となっており、ブレイキングマンモスのボディが推進機として後部に連結している。本体はアークに乗っ取られてブレイキングマンモスに破壊されたが、後に新たなゼアが打ち上げられた。
- 当初は全高7.68メートルのブレイキングマンモスに合わせて数メートル単位で考えられていたが、宇宙ステーションのようなものにするため、丸い輪のようなものを本体として、後部にブレイキングマンモスの衛星モードが連結しており、分離して変形することで地上に転送されると圧縮して小さくなって地上に射出されるというものとなった。

アーク
滅亡迅雷.netに指示を与えている人工知能を搭載した人工衛星。滅によると、ネットワークと接続することで多くのヒューマギアを暴走させることができるとのことであり、また自分たちの行動の理由について「アークの『地球上の生物種で人類が最も絶滅すべき種である』という判断を理念として動いている」と語っている。
物語開始時点では、半壊した状態でデイブレイクタウンの湖底に沈んでおり、滅と迅はアークの復元に必要な戦闘データが記録された8つのゼツメライズキーを集めていたが、第14話にて雷と迅が8個のプログライズキーを回収し、疑似オーソライズをプログライズキーに施すことで、ゼアから召喚された複数のライダモデルを送り込まれることによって意志が復活した。
ZAIA”お仕事勝負”編において、12年前のヒューマギア運用実験計画において人工衛星のプログラムを担当したZAIAエンタープライズが開発し、宇宙に打ち上げられる予定だった人工知能（AI）を搭載したヒューマギアを制御・管理する人工衛星であることが判明する。当時のZAIAのプロジェクトリーダーであった垓が人間の負の感情に関わる歴史を打ち上げ前の段階のアークにラーニングさせたことで悪意を学習し、優れた4体のヒューマギアをハッキングして悪意を植え付けたことで、滅亡迅雷.netが結成された。そして、アークは自らを宇宙に打ち上げさせて人類を滅亡させようとしていたが、異変に気付いた或人の父である其雄に阻止され、爆破されたことによってデイブレイクタウンの湖底に沈められていた。
『プレジデント・スペシャルPART.01』では、アークに接続した或人の前にアークゼロとして現れ、『PART.02』において或人にその正体を明かし、「これから何が起きるのか楽しみに待っていろ…」と言い残して或人の前から去っていった。
その後、滅亡迅雷.netの4人が集結したことによって衛星から本体が抜け出してアークドライバーゼロとなり、彼らの体を使って仮面ライダーアークゼロに変身したが、ゼロツーと自身に反旗を翻した滅に圧倒され、乗っ取ったゼアの本体ごと雷電と昴によって撃破され、消滅する。だが、その真の狙いはあらゆる者の心に宿ることで人間とヒューマギアをともに滅ぼすことであった。
- 声を担当する速水奨は、従順に人間に教えられたことを実行していたため、悪ではないと思い、最初のテストでAIらしいフラットな演技を行ったが、監督の筧からもう少し悪寄りというディレクションを要求され、思い切り悪に振り切るのではなく、真ん中から悪の中間地点の75パーセントくらいを目指した強大な敵として演じている。
- 滅役の砂川は初期のころは感覚がわからず早口で喋っていたが、速水のアフレコの様子を監督に聞いてからは、ゆっくり喋ることを意識し、滅よりも年季が入った格上の感じで演じているという。滅亡迅雷.netのメンバーの身体を乗っ取った後の演技は顔の角度や細かいところを滅役の砂川などの役者間で情報共有し、指を動かす動作など共通した動きを入れているが、後半は各々のアークをしたという。迅役の中川は、自分以外の全員を見下すような感じで演じており、敵はいないという余裕を見せるような比較的リラックスした態度を意識したといい、砂川の手の動きも取り入れている。砂川は、中川の前述の態度を取り入れ、下から真っ直ぐ相手を見据えていた滅に対して、その場を全体を見渡して支配しているイメージで顎を上げて背筋を伸ばして見下ろすようにしている。山口は他の2人とは違い、声も変わって重厚感のあるキャラクターに変わったため、統一感は自然と出るものであると思い、極端なことは特別何もしていないという。

人工知能特別法
実用化されたヒューマギアの運用について政府が制定した特別法。A.I.M.S.は同法違反に対し司法警察員として捜査・取り締まり権限を有する。
第一条
ヒューマギアはいかなる理由に於いても人間に危害を加えてはならない。
第六条
本人に無許可で酷似した容姿の人工知能搭載人型ロボットを作成および使用してはならない。

ザイアスペック
ZAIAが開発した小型の次世代インターフェース。眼鏡に掛ける形で使用し、装着した人間はAI思考能力のサポートにより、能力を拡大することが可能で、人工知能と同等の思考能力が手に入る。垓が使用するものには唯阿の脳内チップをコントロールする機能がある。
第34話において復活した亡がハッキングを行ったため、使用者が暴走したことから使用が危険視されるようになった。
- ヒューマギアモジュールの表面が〇の意匠であったことから、それに対して表面チップは×をモチーフとしており、感知した悪意を蓄積するイメージとなっている。諫と唯阿の脳内にチップが埋め込まれているという設定から、その外部装着バージョンをイメージし、分かりやすく装着しているということを表現するため、サイズ感を大きめにしている。

ライズフォン
飛電インテリジェンスが開発した高性能携帯デバイス。元々、飛電インテリジェンスはライズフォンを製作している企業でもあった。一般に流通している通常の機種は銀色だが、或人の持つ飛電ライズフォン（前述）は黒く、白色や金色の機種もある。通常の携帯フォンとしての使用のほか、ディスプレイ部に入社証や名刺などの画像を立体的に表示する機能なども持つ。社長用の飛電ライズフォンはゼロワンドライバーにオーソライズすることで様々な機能を使用することができる。

ギーガー
A.I.M.S.特殊技術研究所によって建造された自立駆動型ヒューマギア統率兵器。ヒューマギアへの接続ケーブルを腕から伸ばすことで、強制的に暴走したヒューマギアを制御する機能を持っている。だが、A.I.M.S.が建造していた3体のうちの1体が迅にゼツメライザーを取り付けられてハッキングされたことで、国立医電病院のヒューマギアがマギア化されてしまった。後にZAIAでも4体が建造され、サウザーに操られた。
- デザインはゼロワンブレイキングマンモスをダークバージョンに色替えしたもので、頭部のデザインを変更している。
- 『REAL×TIME』にも登場する予定だったが、カット数が膨らむことから戦闘機に変更となった。

飛電製作所
垓とのお仕事5番勝負に敗北し、飛電インテリジェンスを自主退職した飛電或人を代表取締役社長として新たに立ち上げた株式会社。これにより或人は飛電ゼロワンドライバーでの変身が再び可能となった。社屋は飛電とは異なり、普通の町工場となっている。ZAIAの子会社化した飛電インテリジェンスによりシャットダウンされて停止してしまったヒューマギアを独自の技術で再起動させ、必要とする人々にヒューマギアの修理をするなどの業務を受け持つ。第40話でアークによって社屋が破壊されてしまう。

## キャスト

### レギュラー・準レギュラー
主演の高橋は、仮面ライダーシリーズの主演俳優では初となる21世紀生まれであり、男子高生ミスターコン2017グランプリでジュノン・スーパーボーイ・コンテスト出身以外の主演は『仮面ライダードライブ』の竹内涼真以来となる。
イズ役の鶴嶋は本作品が初演技となる。
暗殺ヒューマギアを演じた松村への出演オファーは、出演した東映ムビ×ステ『GOZEN-純恋の剣-』で共演した武田航平と小野塚勇人の推薦によるもの。
- 飛電或人 / 仮面ライダーゼロワン[注釈 42] - 高橋文哉[1]
- 不破諫 / 仮面ライダーバルカン[注釈 43] - 岡田龍太郎[注釈 44][1]
- イズ（1 - 42・45） / アズ（35.5・42 - 45）- 鶴嶋乃愛[1]
- 刃唯阿 / 仮面ライダーバルキリー / ジャッカルレイダー - 井桁弘恵[1]
- 迅 / 仮面ライダー迅 / 仮面ライダーアークゼロ  - 中川大輔（1 - 16・25 - 43・45）[1]
- 滅 / 仮面ライダー滅 - 砂川脩弥[1]
- 福添准 - 児嶋一哉（アンジャッシュ / 1 - 5・9 - 12・14 - 17・23・26 - 30・34・36 - 38・41・43 - 45）[1]
- シェスタ - 成田愛純（1 - 3・5・9・11・12・14 - 17・23・26 - 29・31・37・38・41 - 45）[1]
- 山下三造 - 佐伯新（1 - 3・5・9・11・12・14 - 17・23・26 - 30・34・36 - 38・41・43 - 45）[1]
- 暗殺ヒューマギア / ドードーマギア - 松村龍之介（7・8・10 - 13）[1]
- 天津垓 / 仮面ライダーサウザー - 桜木那智（3・6・8[注釈 45]・10・11・13 - 45）[1]
- 雷[注釈 46] / 仮面ライダー雷 / 仮面ライダーアークゼロ - 山口大地（14・35 - 41・43 - 45）[1]
- 亡[注釈 47][注釈 48] / 仮面ライダー亡 - 中山咲月（18 - 20・29・32・34 - 39・41・43 - 45）[1]
- 飛電其雄 - 山本耕史（1・2・44・45）[1]
- 飛電是之助 - 西岡德馬（1・5・13）[1]

### 声の出演
アーク役の速水奨は本作品で初めて特撮作品に出演した。
- ナレーション - 山寺宏一[1]
- ザット - 日髙のり子[1]
- 飛電ゼロワンドライバー音声 - メイナード・プラント、ブレイズ・プラント（MONKEY MAJIK）[305][注釈 49]
- アーク - 速水奨（プレジデント・スペシャル PART.02・36 - 41）[1]
- アイちゃん - M・A・O（36 - 38・44）[1]

### ゲスト
- 根津光国 - 金田明夫（1）[ep 1]
- 腹筋崩壊太郎 - なかやまきんに君（1）[8]
- マギアナ - 島本真衣（テレビ朝日 / 1・2・4・45）[8]
- 係員ヒューマギア - 大谷優衣（1）
- 司会者 - 矢島八雲（1） [306][注釈 49]、JP（6）、清郷流号（28）、潟山セイキ（30）
- 幼いアルト - 中野遥斗（1・2）[307]
- 子供 - 梅垣然太（1）
- お笑い芸人 - 寺内ゆうき・小林良行（ランパンプス / 1）
- 老夫婦 - 山田良行、北野智子（1・44）[308][注釈 50]
- ヒューマギア - 音梨まりあ（1・41・44・45）[309][注釈 51]、新谷真由子（21,22）[310][311][注釈 49]、原田もも子（42）[312][注釈 49]、絹井カオリ、鈴川琴音、フェルナンデス直行、紗也歌、村松成美[313][注釈 49]、山田真央[314][注釈 49]（44）、南愛美（45）[315][注釈 49]
- オクレル[注釈 52] - 寺本翔悟（2・24・43・44）[8]
- マモル - 吉田悟郎（2・24・44・45）[8]
- 不破諫（回想） - 萩原壮志（2）[65]
- 記者 - 畑俊樹（2）、阿久澤菜々、小林三十朗（10）、髙木建二、小井塚希美子、寺沢了（16）、岬杏（32）
- 魚住範雄 - 渡辺哲（3）[64]
- 一貫ニギロー - 内野謙太（3・24）[8]
- シザーメンズ - 石川誠（3）
- 板前 - 堀内充治（3）
- アンナ - 大久保聡美（4）[8]
- 桜井郷 - 山田日向（4）[316]
- 桜井聡 - 鈴木秀人（4）
- バース - 金光真輝（4）
- 男子学生 - 奥悠輔、林一太朗、二川修栄（4）
- 石墨超一郎 - 勝矢（5・31）
- 森筆ジーペン - 徳角浩太郎（5・31）
- 香菜澤セイネ / 多澤すみれ - 美山加恋（5・6）
- 多澤青次 - おかやまはじめ（5・6）
- 漫画家アシスタントヒューマギア[317][6] - 矢島八雲（5）[注釈 49]
- パフューマン役声優 - 伊瀬茉莉也（6）[318]
- 運転手ヒューマギア - 阿部遼哉（6）
- ゲストヒロイン声優最終候補者 - 嘉多中いお[319][注釈 49]、道又愛[320][注釈 49]、森島亜梨紗[321][注釈 49]（6）
- 坂本コービー - 海東健（7）
- 佐藤先生 - 岡部たかし（7）
- 四村裕太 - 藤本哉汰（7）
- 裕太の父 - 日下部千太郎（7）
- 裕太の弟 - 工藤愛由夢（7）[322]
- 勲 - 前田一誠（7）[323]
- 勲の母 - 小林こずえ（7）
- バスケ部員 - 西本晴紀、半田颯、藤野大樹、綾部遥斗、大浦彰希、古舘緩樹、前崎洋一（7）
- 白衣の天使ましろちゃん - 大後寿々花（8）[8]
- Dr.オミゴト - 高橋光宏（8・9・24・41）
- 助手 - 高品雄基（8・9）[324]
- 整備主任 - おぐらとしひろ（8）
- 安生明子 - 雨宮萌果（9・11・16・27 - 30・41・42・44）
- 久知唐雄 - 三島ゆたか（9）
- 大和田伸也（本人役 / 10・11）[325][注釈 53]
- 松田エンジ - 崎本大海（10・11・23・24）
- 監督 - イッキ（10・11）[326]
- 助監督 - 前多航史郎（10・11）
- 刑事 - 平子悟（10・11）、菅野久夫、高野アツシオ、深月信之介（12）、太田誠（21・22）[310][311][注釈 49]
- 撮影スタッフヒューマギア - 藤田春花（10・11）[327][328][注釈 49]
- ワズ・ナゾートク - 辻本耕志（12・13）[8]
- 祭田ゼット（改造前） - 𠮷田快（R-ART-WORKS / 12・13）
- 祭田ゼット5号[注釈 54] - 松村龍之介（13・24・31）
- 宇宙野郎昴 - 桑畑亨成（14・15・24・41）[8]
- A.I.M.S.隊員 - 佐々木陽平（15）[329][注釈 49]、杉本良太郎、とよ先生（26）、高田将司（35）[330][注釈 55]
- 立花蓮太郎 - 兼松若人（17・18）
- 一輪サクヨ - 村上穂乃佳（17・18）
- 審査員 - 遠藤たつお、金沢きくこ、わんわん・∞（17・18）
- 亡（フード姿）[注釈 55] - 浅井宏輔（17 - 20）[139][144]
- 住田スマイル - 中﨑絵梨奈（19・20・24）
- 新屋敷達巳 - 一色湊（19・20）
- 最強匠親方 - 長江英和（19・20・24・41）
- 奥田営業部長 - 橋本拓也（19・20）
- 新屋敷（中学生） - 矢島改（19・20）
- 新屋敷の父 - 工藤俊二（19・20）
- 新屋敷の母 - 中津川恵那（19・20）
- 夫婦 - 横井優一、朝長愛（19）
- 中年夫婦 - 安藤広郎、七目怜子（19）
- 子供連れ夫婦 - 三浦ゆうすけ、川口美穂（19）
- 若手社員 - 宮本剛徳（20）
- 大城銀之丞 - 中田博久（20）
- 弁護士ビンゴ - 南圭介（21・22・24）[8]
- 市森直人 - 希志真ロイ（21・22）[331]
- 海老井千春 - 小宮有紗（21 - 24）[332]
- 榊遊人 - 松本唯（21・22）
- 鳴沢益治 - 森準人（21・22）
- リポーター - 水口早香（21・22）[333]、日中泰景（44）
- 裁判長 - 佐藤隆幸（21・22）
- カフェのマスター - 本間識章（21）
- 弁護士事務所社長 - 飯塚暁（21・22）
- 千春の父 - 長橋徳之（21・22）
- 千春の母 - 野中真里（21・22）
- 警備員 - 田野良樹（22）
- 縁結びマッチ - 馬場良馬（23・24）[8]
- 二階堂輝男 - ガイモン（23・24）
- マッチ田成子 - 坂本文子（23）
- 博士ボット - 六角慎司（25・36）
- 穂村武志 - 阿部亮平（26・27）
- 119之助 - 島丈明（26・27・41）
- 京極大穀 - コッセこういち（26・27）
- 女性リポーター - 佐々木茜（26・27）
- 穂村隊副隊長 - 平田貴之（26・27）
- 穂村隊隊員 - 阿部隼也、上田高嗣、椎葉昌紀、南瀬嵩（26・27）
- MCチェケラ - 副島淳（28）
- 由藤政光 - 大塩ゴウ（28・29）
- 後援会会長 - 古沢一郎（28・29）
- お年寄り - 植吉（28・29）
- コンパニオンヒューマギア - 平崎里奈、森田眞生（28）
- DJヒューマギア - フェルナンデス直行（28）
- 若者 - 金田卓也、荒岡流星（29）
- 栄田 - 橋渡竜馬（30・31・38・39・44・45）
- 尾野 - 竹中隼人（30・31・38・39・44・45）
- 女子高生 - 内藤亜音、西村好生（30）
- 彼氏 - 石原健太郎（31）
- 彼女 - 優木千央（31）
- デルモ - 木津レイナ（32）
- 古澤 - 福澤重文（32）
- 志田 - 榮男樹（32・33）
- 出川 - 岡田和也（32・33）
- ラブチャン - 佳久創（33）
- 梅ヶ丘圭太 - 角井楓真（33）
- テニス仲間 - 梅田希（33）
- 井東 - 潮見勇輝（33）
- 永福 - 永徳（33）
- 畑山 - 山城秀之（34・35）
- 畑山耕一 - 福地展成（34・35）
- ミドリ - 伊藤有希菜（34・35）
- 東品川の母 - 上村依子（36）
- 諫の父 - 津村和幸（36）
- 諫の母 - 土井きよ美（36）
- 諫の弟 - 大川諒也（36）
- さうざー - aibo（38・39・45）
- 旧型さうざー - AIBO（ERS-111 / 38）
- 天津一京 - 加藤厚成（38）
- 幼少期の垓 - 星流（38）
- 与多垣ウィリアムソン - 丸山智己（42 - 44）[1]
- メイクアップアーティストヒューマギア - 深澤京花（42）[334][注釈 49]
- 清掃員ヒューマギア - 田米カツヒロ（44・45）
- 公園作業員ヒューマギア - 藤原智之（44）
- コックヒューマギア - あんじー（44・45）[335][336][注釈 49]
- アイドルヒューマギア - るなっち☆ほし（44・45）[337][注釈 49]
- 女性 - 嶋村友美（45）
- 隊員 - 橋本ゆりか（45）
- エス - 伊藤英明（特別出演 / 45）[338]

### スーツアクター
主役仮面ライダーは、前作『仮面ライダージオウ』まで平成仮面ライダーシリーズで担当してきた高岩成二から、前作の仮面ライダーゲイツなどを務めた縄田雄哉に交代した。プロデューサーの大森は、高岩本人が『ジオウ』を節目のタイミングであると思っていたことと、根本的な意味で仮面ライダーのフォルムを変えたいという考えから、縄田が特撮だけでなく、ドラマや舞台で培われた芝居の実力を持っていることから、新しいフォルムに対しての説得力と芝居の引き出しを見せてくれることに対しての期待を込めて起用したと語っている。
滅のスーツアクターを務める高岩は、滅がAIの代表者であり、最後まで引っ張る最重要人物であることから起用された。
仮面ライダーアークゼロのスーツアクターは、憑依されたキャラクターの担当者が務めている。
亡のスーツアクターを務める蜂須賀は、仮面ライダーシリーズでは初めてオリジナルキャラクターを担当する。
- 仮面ライダーゼロワン[出典 149]、仮面ライダーゼロツー[239][172]、仮面ライダーアークワン[出典 150] - 縄田雄哉
- 仮面ライダーゼロワン（バイク担当）[340] - 西村信宏
- 仮面ライダーバルカン[出典 151]、仮面ライダーサウザー[出典 152]、戦闘員マギア（1）[291][71] - 浅井宏輔
- 仮面ライダーバルキリー[出典 153]、ファイティングジャッカルレイダー[238][1]、仮面ライダー[341] - 藤田慧
- 仮面ライダー迅[出典 154]、仮面ライダーサウザー[出典 155]、仮面ライダーアークゼロ[11]、迅（吹き替え / 41）[256] - 永徳
- 仮面ライダー滅[出典 156]、仮面ライダーアークゼロ[11][282]、滅（吹き替え）[342] - 高岩成二
- 仮面ライダー雷[190][39] - 神前元
- 仮面ライダーサウザー（27）[出典 157]、仮面ライダーバルカン[343] - 中田裕士
- 仮面ライダー亡[出典 158] - 蜂須賀祐一
- ダイナマイティングライオンレイダー[238] - 小森拓真
- マギア[344] - 榮男樹
- 戦闘員マギア[345] - 菅原沙衣

## スタッフ
監督には、未来的な設定のため、メイン監督の杉原輝昭をはじめ、若い監督を起用している。プロデューサーは、『仮面ライダーエグゼイド』や『仮面ライダービルド』を担当した大森敬仁、メインライターは、『エグゼイド』を担当した高橋悠也が起用されたが、高橋が東映での舞台『SLANG』の脚本と演出をやることと、毎回仕事ごとに切り取り、レギュラー側の関係性と心情を少しずつ進める方針にしたため、複数の脚本家が担当することとなった。また、本作品の劇中音楽は『仮面ライダーゴースト』を担当した坂部剛が手掛けている。
監督の石田秀範は約5年ぶりにニチアサの仮面ライダーを担当した。
アクション監督には、メイン監督の杉原の希望で、テレビシリーズでの担当は初となる渡辺淳が担当する。
- 原作 - 石ノ森章太郎[1][5]
- スーパーバイザー - 小野寺章[1]
- 脚本 - 高橋悠也[1][5]、筧昌也[1][5]、三条陸[1]、高野水登[1]
- プロデューサー - 井上千尋[1][5]・水谷圭[1][5]（テレビ朝日）、大森敬仁[1][5]（東映）
- 音楽 - 坂部剛[1]
- 撮影 - 倉田幸治[1]、上赤寿一[1]、植竹篤史[1]
- 照明 - 斗沢秀[1]、西田文彦[1]、佐々木康雄[1]
- 美術 - 大嶋修一[1]
- 録音 - 遠藤和生[1]、三澤武徳[1]、堀江二郎[1]
- 監督補 - 塩川純平[1]
- アクション監督補 - 藤井祐伍[1]（42 - 45）
- 助監督 - 伊藤良一[1]、作野良輔[1]、平舘銀河[1]、竹内祐一[1]、山岡富人[1]、佐藤音二郎[1]、杉澤飛龍[1]、福田和弘[1]、坂井孝太郎[1]、谷本健晋[1]、宮崎駿[1]
- 制作担当 - 石切山義貴[1]、𠮷川和也[1]、中島嘉隆[1]、伊場野高嗣[1]、喜多智彦[1]、伊藤隆幸[1]
- 編集 - 佐藤連[1]
- 絵コンテ - 武藤聖馬[1]、伊藤そうあ[1]、持田隼生[1]
- キャラクターデザイン - 田嶋秀樹（石森プロ）、小林大祐（PLEX）[注釈 56]
- 旧型ヒューマギアデザイン[注釈 57] - 武藤聖馬[1]
- カースタント&コーディネート - 西村信宏（武士レーシング）[1]
- ギャグ指導 - ハッピー遠藤[1]
- CG制作 - 特撮研究所[1]
  - 特撮コーディネーター - 中根伸治[1]
  - 特撮スーパーバイザー - 足立亨[1]、中村充彦[1]
- 日本映像クリエイティブ
  - VFXスーパーバイザー - 長部恭平[1]、小柴治[1]、むとうゆうみ[1]、塚本龍斗[1]、八田充[1]、今井元[1]、西山明宏[1]
- マットアート - 木村俊幸[1][注釈 58]、原満陽子（LOOPHOLE）[1]
- AI技術アドバイザー - 佐藤一郎[1]
- 宣伝 - 岸田慎介[1]・古澤琢[1]（テレビ朝日）
- AP - 磯田ゆう[1]（41 - 45）
- プロデューサー補 - 近松知佳[1]、湊陽祐[1]、百瀬龍介（東映）[1]
- ラインプロデューサー - 佐々木幸司[1]
- アクション監督 - 渡辺淳[出典 160]、宮崎剛（ジャパンアクションエンタープライズ）
- 特撮監督 - 佛田洋（特撮研究所）[1][5]
- 監督 - 杉原輝昭[1][5]、中澤祥次郎[1]、柴﨑貴行[1]、山口恭平[1]、諸田敏[1]、石田秀範[1]、上堀内佳寿也[1]、田﨑竜太[1]、筧昌也[1]、作野良輔[1]
- 企画協力・監修 - 国立情報学研究所（NII）[348][349][注釈 49]
- 撮影協力 - 産業技術総合研究所[350]
- 制作 - テレビ朝日[348][5]、東映[348][5]、ADK[348][5]

## 音楽
主題歌「REAL×EYEZ」
作詞 - 藤林聖子・西川貴教 / 作曲 - J / 編曲 - J×Takanori Nishikawa and DJ'TEKINA//SOMETHING / 歌 - J×Takanori Nishikawa
J（LUNA SEA）と西川貴教による「J×Takanori Nisikawa」が主題歌を担当する。
通常のオープニング映像は第3話より使用された。第1・9・29・39話・『プレジデント・スペシャル』では挿入歌、第2・45話ではエンディングとして使用され、キャスト・主要スタッフクレジットはアバンタイトル中に、それ以外のスタッフクレジットは本編ラストにそれぞれ表示された。
挿入歌
- 劇伴としてではなく歌としてメロディのデモを作り、それをインストゥルメンタル版にしたものが劇伴として使用されている。

「お前を止められるのはただ一人、俺だ！〜Find a new life」
作詞 - 平井眼鏡 / 作曲・編曲 - 坂部剛 / 歌 - 緋村剛
「ハイブリッドライズ！ゼロワン〜Rising sun」
作詞 - 平井眼鏡 / 作曲・編曲 - 坂部剛 / 歌 - 緋村剛
「変身！ゼロツー〜Now is the right time」
作詞 - 平井眼鏡 / 作曲・編曲 - 坂部剛 / 歌 - 緋村剛
「Humagear Anthem」（28）
作詞 - 平井眼鏡 / 作曲・編曲 - 坂部剛 / 歌 - MCチェケラ（副島淳）

## 制作

### タイトル
『ゼロワン』というタイトルは、令和最初の仮面ライダーであることから、「令和（01（））」と仮面ライダー1号のダブルミーニングからきており、0と1が羅列しているデジタル世界で活躍する仮面ライダーであることや、企業ナンバー1の社長の仮面ライダーであるなど幾多の意味がある。キャラクターデザインなどは新元号が発表されるまでは完成していたが、名称は決まっておらず、新元号が「令和」と発表されるまで本作品のコンセプトである社長やAIを取り入れた案が出ていたが、発表されてから「1」を取り入れた名前を考えていた際にスタッフの一人が令和をもじった「レイワン」と言ったことからプロデューサーの大森が採用した。ただし、同名のヒーローである『キカイダー01』との類似が指摘されたが、本作品のコンセプトを受けてのものであることから、石森プロもネーミングを承諾した。

### テーマ・ストーリー
本作品はAIの影響を受ける様々な「仕事」の世界を各話の舞台とし、その環境下で生まれる悪と、AI企業の社長となった主人公との人工知能技術を巡る戦いを描く中で、仕事をする上で重要な「夢」と「情熱」の素晴らしさを子供たちに訴えていくことが、親世代には時代に取り残されないように、AIについて勉強することで二世代が楽しめるドラマになり得るように本作品では志向されており、第3話以降は「お仕事編」と位置づけられている。第1話では初変身を分かりやすく描く新ライダー紹介編として、第2話は3話以降のフォーマットとなる職業モノとなる予定であったが、そこに諫のキャラクターを絡めると上手くいかず、バルカンの登場を2話で描かなければいけなかったことから、1話では仮面ライダーとなり、2話で社長の仕事を能動的に行うことを描くため、或人の会社を社長編として紹介するなかで、警備員の仕事を紹介し、社長権限で許可・認証を意味するオーソライズという設定で変身するため、社長を肩書きだけでもやる必要があったため、後から社長というメンタルができていくという作りとなった。仕事に関しては、あらかじめ50話分の職業リストを作成し、第1クールは、AIに人の心がどう伝わるかなど、その回のテーマに合うものを選んでおり、お仕事勝負編ではヒューマギアと人間の対決を描く中で、本作品で描かれる仕事のバリエーションが幅広いものであるということと、対決が盛り上がるものが選ばれている。
『人造人間キカイダー』や『大鉄人17』のような「ロボットもの」という古くて新しいテーマのジャンルを令和ならではの「ロボット」テーマとして、ロボットが存在する世界としては初の試みである「社会にロボットが浸透している世界」「日常的にロボットが使われている世界」として会社が商品として人工知能搭載人型ロボットを提供して、人間がその力を借りながら生活を送るという、クローズドされた実験都市が舞台となった。
AIという近代的なテクノロジーを扱ったSF作品であるが、「人っぽいもの」を作ろうとしているAIは突き詰めれば、「人とは何か？」というところに行き着くため、ちゃんと「人の心」を描くべきという考えに至り、SF作品として人間の心を描くためにAIをギミックとして使い、人間の心とAI搭載人型ロボという軸を融合させ、結果として人間臭い心の話になると思われると脚本の高橋悠也は語っており、プロデューサーの大森敬仁は、職業を絡めていく中で人間の仕事とAIの仕事の違いとして、それに何のメリットがあるのかを「できる」「できない」の部分である種の可愛らしさを含めた発展途上の状態からAIを描くと語っている。
序盤は平成仮面ライダーシリーズを観ていなかった視聴者でも入りやすいよう、人間の或人が主人公で、人間の駆逐を願う敵のヒューマギアの滅亡迅雷というノーマルな「仮面ライダー」の構図で、途中からでもわかりやすい1話完結形式となっているが、物語の進行に合わせて連続ストーリーも多くなっていく。そして、最終的に逆転した構図でヒューマギア側からの視点にも立たせることでいずれにも軸足を置いてもドラマが成立するようになっている。4話以降は、脚本の高橋が『仮面ライダー 令和 ザ・ファースト・ジェネレーション』に参加していた時期でもあり、シリーズ構成に影響が出ないように第4話で設定面を掘り下げるため、デイブレイク周辺のエピソードで話を一度うねらせてから、高橋が戻ってきた際に本来のシリーズ構成の進行に支障が出ないように元通りにした形となった。そして、物語の5分の3の中でお仕事を描き、職業のアプローチの手段として或人と垓の「お仕事勝負」を13話に渡って展開し、そこから人間とヒューマギアの話や、主要登場人物の周囲の人間関係など縦軸に関する種を蒔き、お仕事勝負が終わった第30話以降で回収して人物像を深堀りするものとなった。ただし、第39話以降は当初夏に予定されていた本作品の劇場版や次作『仮面ライダーセイバー』の撮影の進行などが決まっている中で残り何話で終了するかが見えていたことから、当初は全51話の予定だったが、休止が長引いたことで全41話で終了する可能性もあったといい、第41話で台本作業を完全に止められたものの、劇場版を冬に延期させて、追加することとなった最終4話はそれまでのものと独立して考えられたものとなったため、伏線を最後に向けて蒔くような感じができなかったという。45本にエピソードが短縮されたことで、或人とA.I.M.S.、滅亡迅雷.netが団結してアークを倒すという過程がバッサリとなくなり、或人と滅の2人を描けた部分は多かったものの、他の登場人物については少し急ぎ足になったという。
以前、脚本の高橋が担当した『仮面ライダーエグゼイド』は、医療というシビアな話の中で無理矢理お笑いを入れて構築していたが、本作品では喜怒哀楽に溢れた作品になっていると語っている。

### セッティング
仮面ライダーシリーズでは初めて事前に動画でアクションを撮るVコンテを作成している。例年のアクションシーンは速く動きを見せるため、22コマで撮影していたが、本作品では21コマで撮影しており、ハイスピード撮影と併用して強弱をつけるように意識している。
新時代を占う言葉遊びとして、重要なキャラクターや装備の名称のネーミングには「あれ」「それ」「これ」や「there」「that」などの日本語と英語の代名詞を取り入れて現実の延長線上にある世界観での抽象的な存在であると意味づけており、その中の何かが10年後、20年後の何かを指し示すようなものとなれば面白いと思い、何かの概念や現象や画期的発明が生まれた時、本作品で登場したものをイメージしたように思ってくれればいいと語っている。また、テーマがAIのため、一般的に知名度が高いELIZAやSiriなどの欧文表記の名前の「人工知能=海外製品」というイメージを払拭し、日本から人工知能を取り扱った作品を生み出すことを意味してオリジナリティを出すため、「飛電」や「滅亡迅雷」などの漢字表記も積極的に取り入れている。ゲストヒューマギアは当初はゼアやイズのような固い名前にしていたが、大森から「もっと遊んでいい」と言われたため、「腹筋崩壊太郎」のような名前になったという。
本作品のゲストキャストのキャスティングについては、テレビシリーズのプロデュースを初めて担当する3人のアシスタントプロデューサーが、プロデューサーの大森のイメージしている役者にそのままオファーをかけ、了承をもらっているからであり、大森も「このようなキャスティングが続くことで、出演する方の裾野が広がればいい」と語っている。
当初、2020年に開催予定だった東京オリンピックによる放送休止は1回のみの予定で、オリンピックの前に最終決戦を終わらせて、緩い話の後日譚をやる予定だったという。

### ソーシャルディスタンス
2020年4月8日以降、新型コロナウイルス感染拡大に伴う政府の緊急事態宣言を受け、本作品も収録を一時休止。新作の放送も5月17日より延期の上で、新録のナレーションや未公開シーンを含めた総集編の代替放送を6月14日までの5週にわたって実施した。
緊急事態宣言の全面解除に伴い、6月1日よりテレビ朝日系ドラマの撮影を再開。これに伴い制作側は感染対策を徹底した「安全を第一優先に濃厚接触者を出さないための撮影を行う」「3つの密を避けた撮影を行う」などの方針を基にした制作ガイドラインを通知した。撮影時間は午前6時から午後10時までとし、打ち合わせは可能な限りWeb会議システムを使用、現場では演技時の役者を除いて2メートルの間隔を開けることを徹底、戦闘などの大人数が登場するシーンも20人を超える撮影は当面禁止して合成など編集で対応、ワイヤーアクションは補助スタッフ同士の距離を確保して行うが、スーツアクター1人に対して補助スタッフは2人まで（通常は4、5人）となり、複数人が同時に吊る撮影は当面禁止になる。
第40話は、コロナの中で撮影場所を限定されても、最悪撮影所のみでも撮影が出来るよう、同じ場所でシミュレーションを行う中で物事が起きたものとなっている。

## 放送日程
- サブタイトルは一部分にカタカナ（人称代名詞・指示詞）を含んだものとなっている。
- 本編終了時には一部の例外を除き、各話ごとに関係するプログライズキーが表示される。

| 放送日         | 放送回 | サブタイトル                      | 登場怪人 | 脚本     | アクション監督 | 監督         |
| -------------- | ------ | --------------------------------- | --- | -------- | -------------- | ------------ |
| 2019年09月01日 | 1      | オレが社長で仮面ライダー          | - ベローサマギア（声 - なかやまきんに君） | 高橋悠也 | 渡辺淳         | 杉原輝昭     |
| 9月08日        | 2      | AIなアイツは敵?味方?              | - エカルマギア（声 - 吉田悟郎） - クエネオマギア（声 - 寺本翔悟） | 高橋悠也 | 渡辺淳         | 杉原輝昭     |
| 9月15日        | 3      | ソノ男、寿司職人                  | - ネオヒマギア（声 - 石川誠） | 高橋悠也 | 渡辺淳         | 中澤祥次郎   |
| 9月22日        | 4      | バスガイドは見た!アンナ真実       | - オニコマギア（声 - 金光真輝） | 高橋悠也 | 渡辺淳         | 中澤祥次郎   |
| 9月29日        | 5      | カレの情熱まんが道                | - ビカリアマギア（声 - 徳角浩太郎） | 筧昌也   | 渡辺淳         | 柴﨑貴行     |
| 10月06日       | 6      | アナタの声が聞きたい              | - ガエルマギア（声 - 美山加恋） - オニコマギア（声 - 阿部遼哉） | 筧昌也   | 渡辺淳         | 柴﨑貴行     |
| 10月13日       | 7      | ワタシは熱血ヒューマギア先生!     | - マンモスマギア（声 - 海東健） - ドードーマギア | 筧昌也   | 渡辺淳         | 山口恭平     |
| 10月20日       | 8      | ココからが滅びの始まり            | - ドードーマギア | 高橋悠也 | 渡辺淳         | 山口恭平     |
| 10月27日       | 9      | ソノ生命、預かります              | - | 高橋悠也 | 渡辺淳         | 山口恭平     |
| 11月10日       | 10     | オレは俳優、大和田伸也            | - ドードーマギア | 筧昌也   | 宮崎剛         | 中澤祥次郎   |
| 11月17日       | 11     | カメラを止めるな、アイツを止めろ! | - アルシノマギア（声 - 崎本大海） - ドードーマギア改 | 筧昌也   | 宮崎剛         | 中澤祥次郎   |
| 11月24日       | 12     | アノ名探偵がやってきた            | - ドードーマギア改 - ドードーマギア・ヒナ | 三条陸   | 宮崎剛         | 柴﨑貴行     |
| 12月01日       | 13     | ワタシの仕事は社長秘書            | - ドードーマギア改 - ドードーマギア・ヒナ | 三条陸   | 宮崎剛         | 柴﨑貴行     |
| 12月08日       | 14     | オレたち宇宙飛行士ブラザーズ!     | - | 高橋悠也 | 渡辺淳         | 諸田敏       |
| 12月15日       | 15     | ソレゾレの終わり                  | - | 高橋悠也 | 渡辺淳         | 諸田敏       |
| 12月22日       | 16     | コレがZAIAの夜明け                | - アークマギア（べローサタイプ） - アークマギア（ドードータイプ） | 高橋悠也 | 渡辺淳         | 中澤祥次郎   |
| 2020年01月05日 | 17     | ワタシこそが社長で仮面ライダー    | - アークマギア（オニコタイプ）（声 - 村上穂乃佳） - アークマギア（クエネオタイプ） | 高橋悠也 | 渡辺淳         | 中澤祥次郎   |
| 1月12日        | 18     | コレがワタシのいける華            | - クラッシングバッファローレイダー（声 - 兼松若人） | 高橋悠也 | 渡辺淳         | 中澤祥次郎   |
| 1月19日        | 19     | カノジョは家売るヒューマギア      | - アークマギア（ネオヒタイプ）（声 - 中﨑絵梨奈）（第19話） - スプラッシングホエールレイダー（声 - 一色湊） - アークマギア（マンモスタイプ）（声 - 長江英和）（第20話） | 高橋悠也 | 渡辺淳         | 石田秀範     |
| 1月26日        | 20     | ソレが1000%のベストハウス         | - アークマギア（ネオヒタイプ）（声 - 中﨑絵梨奈）（第19話） - スプラッシングホエールレイダー（声 - 一色湊） - アークマギア（マンモスタイプ）（声 - 長江英和）（第20話） | 高橋悠也 | 渡辺淳         | 石田秀範     |
| 2月02日        | 21     | 異議あり!ソノ裁判                 | - ビカリアマギア（声 - 南圭介）（第21話） - ダイナマイティングライオンレイダー（声 - 森準人） | 高橋悠也 | 渡辺淳         | 杉原輝昭     |
| 2月09日        | 22     | ソレでもカレはやってない          | - ビカリアマギア（声 - 南圭介）（第21話） - ダイナマイティングライオンレイダー（声 - 森準人） | 高橋悠也 | 渡辺淳         | 杉原輝昭     |
| 2月16日        | 23     | キミの知能に恋してる!             | - アークマギア（ガエルタイプ）（声 - 馬場良馬） - ストーミングペンギンレイダー（声 - ガイモン） | 高野水登 | 渡辺淳         | 諸田敏       |
| 2月23日        | 24     | ワタシたちの番です                | - アルシノマギア | 高野水登 | 渡辺淳         | 諸田敏       |
| 3月01日        | 25     | ボクがヒューマギアを救う          | - | 高橋悠也 | 渡辺淳         | 上堀内佳寿也 |
| 3月08日        | 26     | ワレら炎の消防隊                  | - スカウティングパンダレイダー（声 - コッセこういち） - マンモスマギア（声 - 島丈明）（第26話） | 高橋悠也 | 渡辺淳         | 上堀内佳寿也 |
| 3月15日        | 27     | ボクは命を諦めない                | - スカウティングパンダレイダー（声 - コッセこういち） - マンモスマギア（声 - 島丈明）（第26話） | 高橋悠也 | 渡辺淳         | 上堀内佳寿也 |
| 3月22日        | 28     | オレのラップが世界を変える!       | - ファイティングジャッカルレイダー - ドードーマギア（声 - 副島淳）（第28話） | 高橋悠也 | 渡辺淳         | 杉原輝昭     |
| 3月29日        | 29     | オレたちの夢は壊れない            | - ファイティングジャッカルレイダー - ドードーマギア（声 - 副島淳）（第28話） | 高橋悠也 | 渡辺淳         | 杉原輝昭     |
| 4月05日        | 30     | やっぱりオレが社長で仮面ライダー  | - ファイティングジャッカルレイダー | 高橋悠也 | 渡辺淳         | 柴﨑貴行     |
| 4月12日        | 31     | キミの夢に向かって飛べ!           | - ファイティングジャッカルレイダー | 高橋悠也 | 渡辺淳         | 柴﨑貴行     |
| 4月19日        | 32     | ワタシのプライド!夢のランウェイ   | - ファイティングジャッカルレイダー | 筧昌也   | 渡辺淳         | 田﨑竜太     |
| 4月26日        | 33     | 夢がソンナに大事なのか?           | - ファイティングジャッカルレイダー | 筧昌也   | 渡辺淳         | 田﨑竜太     |
| 5月03日        | 34     | コレが滅の生きる道                | - | 筧昌也   | 渡辺淳         | 中澤祥次郎   |
| 5月10日        | 35     | ヒューマギアはドンナ夢を見るか?   | - | 筧昌也   | 渡辺淳         | 中澤祥次郎   |
| 6月21日        | 35.5   | ナニが滅亡迅雷を創ったのか?       | - | 高橋悠也 | 渡辺淳         | 筧昌也       |
| 6月28日        | 36     | ワタシがアークで仮面ライダー      | - | 筧昌也   | 渡辺淳         | 柴﨑貴行     |
| 7月05日        | 37     | ソレはダレにも止められない        | - | 筧昌也   | 渡辺淳         | 柴﨑貴行     |
| 7月12日        | 38     | ボクは1000％キミの友だち          | - | 高橋悠也 | 渡辺淳         | 作野良輔     |
| 7月19日        | 39     | ソノ結論、予測不能                | - | 高橋悠也 | 渡辺淳         | 作野良輔     |
| 7月26日        | 40     | オレとワタシの夢に向かって        | - | 高橋悠也 | 渡辺淳         | 中澤祥次郎   |
| 8月02日        | 41     | ナンジ、隣人と手をとれ!           | - | 高橋悠也 | 渡辺淳         | 中澤祥次郎   |
| 8月09日        | 42     | ソコに悪意がある限り              | - アークマギア（ネオヒタイプ） - アークマギア（エカルタイプ）（第42話） - アークマギア（オニコタイプ）（第42話） - アークマギア（アルシノタイプ） - アークマギア（マンモスタイプ）（第42話） - アークマギア（ドードータイプ）（第43話） - アークマギア（クエネオタイプ）（第43話） - アークマギア（ベローサタイプ）（第43話） | 高橋悠也 | 渡辺淳         | 田﨑竜太     |
| 8月16日        | 43     | ソレが心                          | - アークマギア（ネオヒタイプ） - アークマギア（エカルタイプ）（第42話） - アークマギア（オニコタイプ）（第42話） - アークマギア（アルシノタイプ） - アークマギア（マンモスタイプ）（第42話） - アークマギア（ドードータイプ）（第43話） - アークマギア（クエネオタイプ）（第43話） - アークマギア（ベローサタイプ）（第43話） | 高橋悠也 | 渡辺淳         | 田﨑竜太     |
| 8月23日        | 44     | オマエを止められるのはただひとり  | - | 高橋悠也 | 渡辺淳         | 杉原輝昭     |
| 8月30日        | 45     | ソレゾレの未来図                  | - | 高橋悠也 | 渡辺淳         | 杉原輝昭     |

- 前述の撮影スケジュールの変更に伴う第35話から第35.5話の間の代替放送は以下の通り[1]。

| 放送日         | サブタイトル                     | 脚本               |
| -------------- | -------------------------------- | ------------------ |
| 2020年05月17日 | プレジデント・スペシャル PART.01 | 筧昌也（脚本構成） |
| 5月24日        | プレジデント・スペシャル PART.02 | 筧昌也（脚本構成） |
| 5月31日        | シューティング・スペシャル       |                    |
| 6月07日        | 超お仕事大戦 バトル1             |                    |
| 6月14日        | 超お仕事大戦 バトル2             |                    |

## 反響
なかやまきんに君が演じるお笑い芸人ヒューマギア・腹筋崩壊太郎が登場する第1話と、吉田悟郎が演じる警備員ヒューマギア・マモルが登場する第2話はいずれも視聴者の間で大きな反響を呼び、TwitterやYahoo!リアルタイム検索でトレンド入りを果たした。本作品のプロデューサーを務める大森敬仁は、最初は子供番組として分かりやすく、人を駆逐しようとする組織である滅亡迅雷.netに対抗する仮面ライダーという構図を分かりやすく描くため、ヒューマギアに毎回ドラマを持たせるつもりだったが、そこまで感情移入させるドラマになっていくという意図はなかったため、腹筋崩壊太郎の人気はうれしい誤算だったと述べ、これが「ゼロワンらしさ」につながり、今後の仮面ライダーらしさにもつながるだろうと述べている。

## 放映ネット局
| 放送対象地域              | 放送局                         | 放送期間                                                    | 系列                          | 放送時間                            | 備考        |
| ------------------------- | ------------------------------ | ----------------------------------------------------------- | ----------------------------- | ----------------------------------- | ----------- |
| 日本全域 （一部地域除く） | テレビ朝日系列フルネット全24局 | 2019年9月1日 - 2020年8月30日                                | テレビ朝日系列                | 日曜 9:00 - 9:30                    |             |
| 徳島県                    | 四国放送                       | 2019年9月10日 - 2020年9月8日                                | 日本テレビ系列                | 火曜 10:55 - 11:25                  |             |
| 鳥取県・島根県            | 山陰放送                       | 2019年9月10日 - 2019年10月1日 2019年10月5日 - 2020年9月12日 | TBS系列                       | 火曜 15:52 - 16:21 土曜 6:15 - 6:45 |             |
| 山梨県                    | テレビ山梨                     | 2019年9月14日 - 2020年9月12日                               | TBS系列                       | 土曜 5:00 - 5:30                    |             |
| 福井県                    | 福井放送                       | 2019年9月23日 - 2020年9月14日                               | 日本テレビ系列 テレビ朝日系列 | 月曜 15:50 - 16:20                  |             |
| 宮崎県                    | 宮崎放送                       | 2020年3月28日 - 2021年3月27日                               | TBS系列                       | 土曜 5:45 - 6:15                    | 約6ヶ月遅れ |

### ネット配信
| 配信期間       | 配信時間          | 配信サイト               | 備考                                             |
| -------------- | ----------------- | ------------------------ | ------------------------------------------------ |
| 2019年9月1日 - | 毎週日曜10:00更新 | 東映特撮公式ファンクラブ | 配信後は常時配信                                 |
| 2019年9月1日 - | 毎週日曜10:00更新 | ビデオパス               | 配信後1週間限定配信 1、2話は10月31日まで無料配信 |

また、放送開始を記念してYouTubeの以下のチャンネルにて1・2話の全編無料配信が行われた。
| 配信対象地域 | 配信先                   | 更新期間                          | 備考                         |
| ------------ | ------------------------ | --------------------------------- | ---------------------------- |
| 日本全域     | テレビ朝日公式           | 2019年9月1日（1話） 9月8日（2話） | 2019年10月31日までの期間限定 |
| 日本全域     | 東映特撮YouTube Official | 2019年9月1日（1話） 9月8日（2話） | 2019年10月31日までの期間限定 |

## 他媒体展開

### 他テレビシリーズ
『仮面ライダーガッチャード』
第34話に仮面ライダーアークゼロ、仮面ライダーアークワン、第35話に仮面ライダーレジェンドに召喚された仮面ライダーゼロワン、メタルクラスターホッパーが登場。

### 映画
『劇場版 仮面ライダージオウ Over Quartzer』（2019年7月26日公開）
前作『仮面ライダージオウ』の単独作品。テレビシリーズの放送開始に先駆け、仮面ライダーゼロワン（ライジングホッパー・フライングファルコン）が先行登場。
『仮面ライダー 令和 ザ・ファースト・ジェネレーション』（2019年12月21日公開）
本作品と『仮面ライダージオウ』をメインとしたクロスオーバー作品。公開時期にあたるテレビシリーズ第14話から第18話まで、同作品の映像がOPに使用された。
『劇場版 仮面ライダーゼロワン REAL×TIME』（2020年12月18日公開）
本作品の単独作品。
『セイバー+ゼンカイジャー スーパーヒーロー戦記』（2021年7月22日公開）
仮面ライダー50周年×スーパー戦隊45作品記念。飛電或人 / 仮面ライダーゼロワンが登場。
『仮面ライダー ビヨンド・ジェネレーションズ』（2021年12月17日公開）
仮面ライダー50周年記念。『仮面ライダーリバイス』と『仮面ライダーセイバー』をメインとしたクロスオーバー作品。仮面ライダーバルキリーが登場。

### Vシネクスト
『ゼロワン Others 仮面ライダー滅亡迅雷』
滅亡迅雷.netの4人を主人公とした、『劇場版 仮面ライダーゼロワン REAL×TIME』の後日譚となるスピンオフ作品。2021年3月26日より期間限定で上映され、7月14日にBlu-ray&DVDが発売された。
『ゼロワン Others 仮面ライダーバルカン&バルキリー』
2021年8月27日より期間限定で上映され、11月10日にBlu-ray Disc / DVDが発売された。

### Webムービー
『仮面ライダーゼロワン変身講座』
2019年9月1日にYouTubeバンダイ公式チャンネルで配信の変身解説動画。ライジングホッパーとフライングファルコンの変身ポーズを解説する。

### スピンオフWebムービー
『奇跡の転身!?アルトVS.腹筋崩壊太郎 宿命のギャグバトル！』
2020年3月28日に東映特撮YouTube Officialで配信の腹筋崩壊太郎（と腹筋崩壊次郎）が出演するスピンオフ短編ドラマ。
キャスト

- 飛電或人 - 高橋文哉
- 不破諫 - 岡田龍太郎
- イズ - 鶴嶋乃愛
- 腹筋崩壊太郎 / 腹筋崩壊次郎 - なかやまきんに君（二役）

スタッフ

- 監督 - 作野良輔
- 原作 - 石ノ森章太郎
- プロデュース - 大森敬仁（東映）

『仮面ライダーゲンムズ -ザ・プレジデンツ-』
2021年4月11・18日に東映特撮ファンクラブで配信。天津垓 / 仮面ライダーサウザーが登場。
『仮面ライダーゲンムズ スマートブレインと1000%のクライシス』
2022年4月17日に東映特撮ファンクラブで配信。天津垓 / 仮面ライダーサウザーが登場。
『仮面ライダージャンヌ&仮面ライダーアギレラ withガールズリミックス』
2022年8月7日から9月11日まで東映特撮ファンクラブで配信。仮面ライダーバルキリー、イズ / 仮面ライダーゼロツーが登場。
『仮面ライダーアウトサイダーズ』
2022年10月16日から東映特撮ファンクラブで配信。ep.0、ep.6 - ep,7では天津垓、ep.2からep.4、ep.7では滅 / 仮面ライダー滅、ep.2 - ep.5では仮面ライダーアークゼロ、ep.5では仮面ライダーゼロツーが登場。

### 超バトルDVD
『てれびくん超バトルDVD 仮面ライダーゼロワン カンガルーからナニが飛び出す？ソンナの自分でカンガルー！はい、或人じゃないと!!』
てれびくん2020年2月号（2019年12月26日発売）の応募者全員サービスDVD。
- 劇中で迅の描いた絵がマギアとして具現化されたゼツメライズキーは迅の能力ではなく、事故から生まれたものである。
- 撮影時期は、テレビシリーズ第16話の撮影後となっている。当初はホッピングカンガルーの腹部のポケットを覗くことで各ヒューマギアの職場と繋がるという描写が考えられていたが、各地にロケへ行く撮影時間がなかったため、或人の目の前にヒューマギアが出てくることとなった。

キャスト

- 飛電或人 / 仮面ライダーゼロワン - 高橋文哉
- 不破諫 / 仮面ライダーバルカン - 岡田龍太郎
- イズ - 鶴嶋乃愛
- 迅 / 仮面ライダー迅 - 中川大輔
- 一貫ニギロー - 内野謙太
- マモル - 吉田悟郎
- 祭田ゼット - 松村龍之介
- 天丼ボケ太郎 - 酒井尚（ザ・マミィ）
- 漫才師 - 林田洋平（ザ・マミィ）

声の出演
- ザット - 日髙のり子

スーツアクター
- 縄田雄哉
- 今井靖彦
- 永徳
- 藤田慧
- 神前元

スタッフ

- 監督 - 諸田敏
- 原作 - 石ノ森章太郎
- 脚本 - 筧昌也
- アクション監督 - 渡辺淳
- プロデュース - 大森敬仁、北村萌香、菅野充夫
- プロデュース補 - 近松知佳、湊陽祐、百瀬龍介、杉田林太郎
- 撮影 - 植竹篤史
- V.E - 澤野晃
- 照明 - 斗沢秀
- 録音 - 堀江二郎
- 美術 - 小林桜
- 装飾 - 権田光典
- 衣裳 - 栗田侑子（東京衣裳）
- メイク - 関東沙織（Sato-Style）
- 操演 - 髙木友善
- キャラクター管理 - 小野島泰宏
- キャラクターデザイン - PLEX
- 記録 - 森みどり
- 編集 - 金田昌吉
- 整音 - 曽我薫
- 音響効果 - 大野義彦、木下美帆
- 選曲 - 金成謙二
- 助監督 - 作野良輔
- 制作担当 - 伊場野高嗣
- ラインプロデューサー - 佐々木幸司
- 制作プロダクション - 東映テレビ・プロダクション
- 製作・発行 - 小学館

### スピンオフドラマ
『プロジェクト・サウザー』
仮面ライダーゼロワン Blu-ray COLLECTIONに特典映像として収録されるテレビシリーズの裏で起こった出来事を骨子に亡の視点から仮面ライダーサウザー誕生秘話を描くスピンオフオリジナルドラマ。新撮のドラマ部分をメインにテレビシリーズの名場面を随所に挟む構成で、サウザー完成までのプロセスを「亡による報告書」という変則的なスタイルで描く。テレビシリーズ全2話＋メイキング。前編が収録されたCOLLECTION 1は2020年4月8日に発売、後編が収録されたCOLLECTION 2は8月5日に発売予定だったが11月11日に延期。Blu-ray COLLECTION 3ではメイキングが収録。
キャスト

- 天津垓 - 桜木那智
- 刃唯阿 - 井桁弘恵
- 滅 - 砂川脩弥
- 亡 - 中山咲月
- 不破諫 - 岡田龍太郎
- 刃唯阿 - 井桁弘恵
- 迅 - 中川大輔
- 与多垣ウィリアムソン - 丸山智己

スタッフ

- 原作 - 石ノ森章太郎
- 脚本 - 高野水登
- 監督 - 中澤祥次郎、筧昌也
- プロデュース - 大森敬仁（東映）、大河原脩一（東映ビデオ）
- プロデュース補 - 近松知佳、湊陽祐、百瀬龍介（東映）

### ショートアニメ
『仮面ライダーゼロワン ショートアニメ EVERYONE'S DAILY LIFE（エブリワンズ・デイリー・ライフ）』
2020年7月23日より東映特撮ファンクラブで会員限定配信のショートアニメ。各キャラクターの声はテレビシリーズと同様のキャストが担当。第5話は劇場版『REAL×TIME』前売券特典として公式動画配信サービス『MIRAIL（ミレール）』で先行配信。
きゃすと
- あると - たかはし・ふみや（1・5）
- いず - つるしま・のあ（1・5）
- いさむ - おかだ・りゅうたろう（2・5）
- ゆあ - いげた・ひろえ（2・4・5）
- がい - さくらぎ・なち（4・5）
- ほろび - すながわ・しゅうや（3・5）
- じん - なかがわ・だいすけ（3・5）
- なき - なかやま・さつき（3・5）
- いかづち - やまぐち・だいち（3・5）
- さうざー - aibo（4）
- ナレーション - M・A・O（4）

すたっふ
- げんさく - いしのもり・しょうたろう
- きゃくほん - いのうえ・テテ
- プロデュース - ちかまつ・ちか、みなと・ようすけ、ももせ・りゅうすけ
- かんしゅう - やまのべ・こういち、かねこ・しんいち（いしもりぷろ）
- しんこう - こいけ・たけし、そのだ・けいこ、はまだ・みつ（サイドランチ）
- キャライラスト - いぬがみ・りと
- おんがく - でぐち・ひろゆき
- せいさくプロダクション - サイドランチ
- せいさく - とうえいとくさつファンクラブ

| 話数  | サブタイトル                   | 配信日                       |
| ----- | ------------------------------ | ---------------------------- |
| 第1話 | イズ、カレに飛電紹介するってよ | 2020年 7月23日               |
| 第2話 | 不破と刃がアレでドキドキ       | 8月23日                      |
| 第3話 | カレらのヒミツのゲーム         | 9月13日                      |
| 第4話 | アイツ、アノ後ナニしてる？     | 10月11日                     |
| 第5話 | コレがオレの夢                 | 11月8日（先行） 2021年2月1日 |

### ゲーム
『仮面ライダーバトル ガンバライジング』（バンダイ）
データカードダス。ライダータイム6弾でゼロワン先行参戦、バーストライズ01弾よりプログライズキー連動。
『仮面ライダー ブットバソウル』（バンダイ）
くじガシャポン。本作品をもってガンバライジングとの連動を終了。2021年3月稼働終了。
『ナレルンダー!仮面ライダーゼロワン』
アーケードゲーム。2020年9月27日をもってサービス終了。
『仮面ライダー シティウォーズ』（バンダイナムコエンターテインメント）
スマートフォンアプリゲーム。
『仮面ライダーあつめ』（販売元は東映）
スマートフォンアプリゲーム。
『右脳トレ×仮面ライダーゼロワン』『倒せ!ライダーキック』『ライダーパズル』
スマートフォンアプリゲーム
『共闘ことばRPG コトダマン』
スマートフォンアプリゲーム。2020年2月4日 - 18日まで仮面ライダーシリーズとコラボ。
『妖怪ウォッチぷにぷに』
スマートフォンアプリゲーム。2020年7月1日より仮面ライダーシリーズとコラボ。ゼロワン、1号、BLACK、クウガ、アギト、ファイズ、電王、ドライブ、エグゼイドが登場。
『ゼノンザード』
2020年9月2日 - 28日期間限定で、W、オーズ、ゼロワンがコラボ。
『KAMEN RIDER memory of heroez』
2020年10月29日発売、PlayStation 4、Nintendo Switch用ソフト。
ゼロワンがメインキャラクターの一人として登場。

### ネット配信番組
『S&Lウラ仮面ライダー』
TELASA（旧：ビデオパス）や東映特撮ファンクラブ、テレビ朝日公式サイトで配信されているネット番組（隔週日曜更新、全21回）。
『アメトーーク!』でも「仮面ライダー芸人」として出演した篠宮暁（オジンオズボーン）が司会を務め、本作品のキャストやスタッフをゲストに制作秘話などを語る内容となっている。TELASAや東映特撮ファンクラブでは『Lウラ仮面ライダー』、テレビ朝日公式サイトでは『Sウラ仮面ライダー』が配信され、それぞれトーク内容が異なるものとなっている。